# Разработка и начало постройки лёгких крейсеров типа «Светлана»
Разработка и начало постройки лёгких крейсеров типа «Светлана» велись с 1907 года и были прерваны в 1917 году. Всего было заложено восемь кораблей, из них к 1916 году шесть были спущены на воду. В 1926—1932 годах два корабля были введены в строй как танкеры, три корабля вошли в строй как боевые единицы, ещё три не были достроены — два разобрали на стапелях в 1927 году, а остававшийся на плаву — в 1950-х.
Вариантное эскизное проектирование КРЛ для Балтийского моря в течение 1907—1913 годов, с учётом послевоенных тенденций развития быстроходных турбинных крейсеров 3-го и 2-го класса для венно-морских флотов (ВМФ) Англии и Германии и особенностей вероятной морской войны на Балтийском театре военных действий (ТВД). В связи с обострением геополитической обстановки на Черноморском ТВД, разработанный по конкурсу эскизный проект КРЛ для Балтийского моря, взят за основу при проектировании КРЛ для Чёрного моря. Эскизный проект черноморского КРЛ отличался от балтийского несколько большими размерами и водоизмещением, обводами корпуса, количеством и компоновкой котлов, типом турбин, но, при обсуждении в Морском техническом комитете (МТК), «единогласно признан идентичным проекту балтийского КРЛ разработки Путиловского завода». Особенность проектирования КРЛ для ВМФ РИ проявилась в посредничестве английских и германских фирм в создании энергетических установок разных типов. Рабочее проектирование и постройка КРЛ для Балтийского моря осуществлялась на двух «северных», а для Чёрного моря — на двух «южных» судостроительных заводах России, с учётом использования местных методов и технологических особенностей производства, под влиянием разных условий снабжения комплектующими. В 1913—1914 годах заложено 8 идентичных КРЛ в трёх типах: на северных верфях — 4, (2 типа «Светлана» — на ревельской верфи Русско-Балтийского завода и Ревельском судостроительном заводе, 2 типа «Адмирал Бутаков» — на верфи Путиловского завода — для Балтийского моря, и на южных верфях — 4 типа «Адмирал Нахимов» (строили по единому проекту на верфях завода «Руссуд» РСО, в кооперации с заводом «Наваль» ОНЗиВ — для Чёрного моря.
Турбинные КРЛ — 1-го поколения создаваемые для ВМФ РИ, функционально соответствовали решению тех же тактических задач, что и предшественники — «малые» и «средние» бронепалубные крейсера довоенных проектов: разведки при эскадре, огневая поддержка соединений эсминцев и т. д., но они лучше приспособлены для эскадренного взаимодействия с новейшими классами турбинных боевых кораблей: дредноутами и эсминцами, благодаря: возросшей до 30 узлов скорости, более высокой мореходности, бортовому бронированию, более современному и однородному по составу артиллерийскому вооружению с казематно-палубным расположением. Реализованная на КРЛ частично казематная схема защиты артиллерии (по аналогии с русскими линкорами) обеспечила снижение себестоимости постройки (в пользу постройки линейных крейсеров (ЛКР)), при ограниченном бюджете, но по мнению некоторых военно-морских историков, якобы не соответствовала современным требованиям… Тем не менее, русские КРЛ 1-го поколения, на момент закладки, по проектным тактико техническим элементам (ТТЭ) превосходили зарубежные аналоги, и по критериям английского ВМФ — фактически первые в мире КРЛ 1-го класса.
Завершение постройки КРЛ планировалось в 1915—1916 годах, но в связи с началом Первой мировой войны, при высокой степени готовности отдельных, установленные сроки сорваны, из-за нехватки материалов и срыва поставок механизмов, заказанных на германских заводах. Во время Октябрьской революции и последующей Гражданской войны достройка КРЛ была приостановлена. 
В 1920-х годах Советское правительство планировало достроить шесть из восьми заложенных КРЛ, которые, по согласованию с военно-морскими специалистами, формально отнесены к единому типу под «нейтральным» названием: «Светлана»…. Но фактически только один балтийский и два черноморских КРЛ построены в прежнем качестве. Два корабля переделаны в танкеры с названиями «Азнефть» (быв. «Адмирал Грейг») и «Грознефть» (быв. «Адмирал Спиридов») — их бронированные корпуса пригодны для плавания во льду. При перестройке котлы и турбины на обоих судах демонтированы и установлены судовые дизели Коломенского завода. Крейсер «Ворошилов» (быв. «Адмирал Бутаков») так и не введён в строй, хотя решение о его достройки как учебного корабля принимали и отменяли дважды. В конце 1920-х — начале 1930-х годов три крейсера, под новыми названиями: «„Профинтерн“» (быв. «Светлана»), «Червона Украина» (быв. «Адмирал Нахимов») и «Красный Кавказ» (быв. «Адмирал Лазарев») введены в ВМС РККА.
В 1930 году крейсер «Профинтерн» перешёл в Чёрное море и включён в бригаду крейсеров Черноморской эскадры. Крейсер «Красный Кавказ» — единственный из крейсеров этого типа, достроен с модернизацией, что позволило приблизить его ТТЭ к КРЛ проектной разработки 1930-х годов. С первых часов Великой Отечественной войны, крейсера типа «Светлана» в отдельной бригаде активно использовалась в боевых действиях на Черноморском театре. В 1941 году, при отражении ноябрьского штурма Севастополя, погиб крейсер «Червона Украина». В ходе войны крейсера «Красный Кавказ» и «Красный Крым» стали гвардейскими. После войны оба крейсера переведены в ранг учебных кораблей, и во второй половине 1950-х годов исключены из списков корабельного состава ВМФ СССР.

## Эскизное проектирование КРЛ для Балтийского моря
Весьма продолжительный период эскизного проектирования КРЛ 1-го поколения для ВМФ РИ (1907÷1913 гг.), обусловлен рядом факторов: приоритетной последовательностью проектирования новейших классов турбинных боевых кораблей, определяемой Правительством, Морским министерством и Государственной Думой РИ, в процессе разработки, утверждения и выполнения непрерывно корректируемых внешнеполитической обстановкой Судостроительных программ, в очерёдности: «линейный корабль дредноут», «эскадренный миноносец», «линейный крейсер», «лёгкий крейсер»; абсолютной зависимостью русских заводов-проектантов от зарубежных посредников (германских, английских, а затем и французских — приглашённых в качестве консультантов и разработчиков судовых энергетических установок, проектные параметры которых определяли возможность реализации всего комплекса проектных ТТЭ КРЛ); состязательной динамикой развития зарубежных (главным образом германских и английских) крейсеров аналогичного назначения в направлении непрерывного повышения их боевого потенциала, и как следствие увеличением главных размерений, мощности энергетической установки и себестоимости, что явилось фактором последовательного пересмотра в МГШ тактико-технических требований к КРЛ и как следствие — соответствующего последовательного изменения в МТК Технических условий на проектирование КРЛ. МГШ, в течение всего периода эскизного проектирования неизменно стремился предельно объективно учесть тенденции развития ТТЭ зарубежных крейсеров-аналогов и соответствующим образом формировал Тактические задания на проектирование балтийского КРЛ, в основе которых был положен принцип достижения абсолютного превосходства над аналогичными крейсерами вероятного противника, первоначально в скорости и районе плавания, а в последующем и в эффективности вооружения — в ущерб защищённости. Примечательно то, что формирование проектных ТТЭ КРЛ осуществлялось под влиянием опыта проектирования линейных кораблей типов «Севастополь», «Императрица Мария» и линейных крейсеров типа «Измаил»… Как оказалось, Тактические задания и Технические условия на эскизное проектирование балтийского КРЛ — вполне применимы для разработки эскизного проекта черноморского КРЛ. Морское министерство и его подразделения — ГУК и МТК, изначально стремились обеспечить наилучшие условия для формирования проектных ТТЭ КРЛ на конкурсной основе, однако все без исключения приглашённые на конкурс зарубежные судостроительные фирмы, ознакомившись с Техническим заданием на проектирование, под различными предлогами отказались от участия в конкурсе. При этом, только три фирмы (одна германская и две английские) изъявили желание участвовать в конкурсном проектировании в качестве консультантов и разработчиков главных энергетических установок для вариантов эскизных проектов КРЛ разработки Адмиралтейского, Путиловского, Ревельского, а затем Николаевских заводов. Безусловно, в Англии и Германии внимательно следили за ходом эскизного проектирования КРЛ для ВМФ РИ, и в этой связи условия для конкурсной разработки энергетических установок для русского КРЛ сохранялись вплоть до начала прогнозируемой войны, в которой, Российская Империя рассматривалась в качестве потенциального союзника либо Англии, либо Германии.

### Предварительное вариантное проектирование 1907÷1908 гг.
В 1907 г., в ответ на закладку в Англии и Германии быстроходных крейсеров с турбинными двигателями, МГШ ВМФ РИ приступил к разработке собственных стратегического и тактического заданий (ОТЗ) для последующего проектирования крейсера аналогичного типа, который в системе МГШ был впервые условно классифицирован как «лёгкий крейсер» (КРЛ). Разработка тактико-технически требований (ТТТ) для проектирования КРЛ велась в соответствии принятой концепцией боевой эскадры, сформированной из соединений однотипных кораблей — тактических единиц, а также с учётом обеспечения совместных действий КРЛ в составе временных соединений разнотипных кораблей, под командованием одного лица при выполнении специальных заданий. В основе разработки ТТТ к КРЛ лежало чёткое разграничение функциональных задач между «лёгким крейсером» и «линейным крейсером», при их боевом использовании. При этом, при разработке ТТЭ для КРЛ не рассматривалась характерная для всех крейсеров функция — истребление торговых судов противника на морских коммуникациях. [Цветков с.50]
Функциональное назначение КРЛ определялось проектными стратегическим и тактическим заданиями: разведка, дозорная служба, одиночный бой с однотипными неприятельскими КРЛ, действия против ЭМ, участие в развитии успеха, постановка минных заграждений в неприятельских водах. По мнению МГШ, оптимальное соответствие проектных ТТЭ КРЛ его функциональному назначению обеспечивалось их развитием в направлениях: увеличения скорости полного хода и района плавания — в ущерб артиллерийскому вооружению и защищённости. В этом собственно и заключалась концепция проектирования КРЛ. [Цветков с.50]
Требования к артиллерийскому вооружению определялись функциональным назначением КРЛ: орудия калибром 203-мм и 102-мм — способные поразить эскадренные миноносцы и КРЛ противника, расположенные с учётом обеспечения возможности сосредоточения наиболее сильного огня на носовых и кормовых курсовых углах. [Цветков с.50]
В августе 1907 г. для оценки возможности создания КРЛ соответствующего заданиям МГШ, были привлечены Балтийский завод и корабельная чертёжная МТК.
10. 09. 1907 г. исполняющий обязанности начальника Балтийского завода — полковник И. А. Гаврилов (специалист по проектированию лёгких быстроходных судов) — сообщил в МГШ результаты первой эскизной проработки КРЛ: назначение: «Разведочная служба при эскадре броненосцев или совместные действия с отрядом миноносцев»; проектное водоизмещение — не более 4500 т.; броневая защита — палуба 25-мм; ГЭУ: котельная установка — 17 котлов; двигатели — 3 или 4 паровые турбины общей мощностью 29000 л. с.; проектная скорость полного хода — 28,0 узлов; артиллерийское вооружение: башенная АУ 1×1-203-мм, башенные АУ 3×2-120-мм; минное вооружение: 2×1- нТА (мины Уайтхеда). [Цветков с.51]
29.09. 1907 г. на совещании Адмиралтейств-Совета было принято решение выполнить 3-х вариантную проектную разработку КРЛ проектной скоростью 29 уз. [Цветков с.52]
Тем временем, в корабельной чертёжной МТК, для поверки возможностей создания КРЛ соответствующего заданиям МГШ, в качестве прототипа был рассмотрен крейсер 2-го ранга «Новик» (проект 1898 г.), при условии обеспечения возможности увеличения проектной скорости с 25,0 до 28,0 уз. Расчёты показали, что увеличение расчётной скорости на 0,5 уз. — достигалось приростом проектного водоизмещения примерно на 330 т.
Затем, была произведена 4-х вариантная проектная проработка КРЛ проектным водоизмещением: 4500,4600,5800 и 6000 т.; проектной скоростью 27÷28 уз.; проектная мощность механизмов, в зависимости от водоизмещения и полного запаса топлива — варьировалась в пределах 27000÷34600 л. с., техническую помощь в проработке вариантов турбинной установки оказывала германская фирма «Турбиния АГ»; для всех вариантов предусматривался одинаковый состав вооружения: башенные АУ: 1- 203-мм; 6×1-120-мм. Модельные испытания проектных вариантов КРЛ проводились в опытовых бассейнах Питерербурга и Бремерхафена. [Цветков с.51]
Проверка возможности создания КРЛ по заданиям МГШ показала, что: проектное водоизмещение турбинного крейсера по мере наиболее полного удовлетворения требований МГШ имеет тенденцию к интенсивному возрастанию. Поэтому на первых этапах проектирования, был сделан вывод в том, что создание малого быстроходного крейсера проектным водоизмещением 4000÷4500 т., который бы в полной мере удовлетворял требованиям МГШ — будет сопряжено с непреодолимыми техническими проблемами. [Цветков с.51]
В течение 1908 г. в МТК, во исполнение решения совещания Адмиралтейств-Совета (от 29.09.1907 г.) производилась вариантная разработка проекта 29-ти узлового КРЛ:
Вариант № 1: базировался на предыдущих разработках, величина проектного водоизмещения не устанавливалась; для обеспечения однородного состава артиллерийского вооружения — вместо АУ 1-203-мм, предусмотрена АУ 1-120-мм;  [Цветков с.52]
Вариант № 2: величина проектного водоизмещения не устанавливалась; предусматривал бронирование борта и усиленный состав вооружения: башенные АУ 2×1-203-мм; АУ 12×1-120-мм, в парных башнях или казематах;  [Цветков с.52]
Вариант № 3: предусматривал первоначальное ограничение проектного водоизмещения величиной 6000 т и выполнение всех требований 2-го варианта; в случае невозможности реализации всех требований 2-го варианта — предусматривал этапный отказ от требований 2-го варианта в последовательности: а) — отказ от бронирования борта и верхней палубы; б) сокращение числа АУ×1- 120-мм с 12-ти до 10-ти или 8-ми; в) уменьшение проектной скорости с 29 уз. до 28,5÷10 уз; в)некоторое сокращение района плавания. [Цветков с.52]
В связи с пересмотром кораблестроительной программы и загруженностью МТК первоочередными проектами турбинных ЛК и ЭМ, вариантная разработка проектов КРЛ была прервана.[Цветков с.52]

### Конкурсное эскизное проектирование 1910÷1912 гг.

#### Тактические задания (ОТЗ) и Технические условия (ТУ) 1910÷1911 гг.
В феврале 1910 г. МГШ возобновил разработку заданий на проектирование КРЛ. В значительной степени это было обусловлено успешным развитием ТТЭ зарубежных аналогов и назначением на должность главного инспектора кораблестроения — А. Н. Крылова. [Цветков с.52]
Новые тактические задания МГШ на проектирование КРЛ в основном базировались на втором варианте 29-узлового КРЛ (разработка МТК в 1908 г.), но с усилением тактических элементов: скорость — 30 уз; увеличением толщины броневого пояса по ГВЛ до 75 мм; артиллерийское вооружение: башенные АУ 2×1-203-мм; АУ 12×1-102-мм (вместо 120-мм), в парных башнях или казематах;
Проектный вариант № 2 (разработка МТК 1908 г.) предусматривал: без установки величины проектного водоизмещения, бронирование борта и усиленный состав вооружения: башенные АУ 2×1-203-мм; АУ 12×1-120-мм, в парных башнях или казематах; . [Цветков с.52]
В результате проработки проекта КРЛ по заданиям МГШ (1910 г.), были получены следующие расчётные значения его ТТЭ: водоизмещение 7000 т; потребная мощность механизмов более 40000 л. с. [Цветков с.52]
В мае 1910 г. для уменьшения проектного водоизмещения КРЛ, в МГШ было решено отказаться от бортовой брони, в пользу усиления артиллерийского вооружения… Однако, в ходе проработки этого варианта, В МГШ (с учётом анализа развития зарубежных аналогов) и в связи с установкой новейших 152-мм орудий на крейсерах довоенных проектов, зрело решение — в целях компенсации отсутствия бортовой брони — изменить состав артиллерийского вооружения в направлении его усиления и обеспечения полной однородности…  [Цветков с.52]
18 июня 1911 г. Морской министр утвердил тактические задания для проектирования КРЛ для Балтийского моря… [Цветков с.55]
В конце июля 1911 г. МГШ, в целях компенсации отсутствия бортовой брони — предложил вариант изменения соотношения проектных ТТЭ в направлении — усиления, обеспечения полной однородности и повышения защищённости артиллерийского вооружения в составе: башенные АУ 4×3-152-мм/50, расположенные в диаметральной плоскости линейно-ступенчато, с возвышением двух средних башенных АУ над концевыми… В то время, оценка целесообразности реализации на КРЛ 3-х орудийных башенных АУ среднего калибра была неоднозначной (впервые была реализована в середине 1930-х гг.)…  [Цветков с.52,53]
12 января 1912 г. начальник кораблестроительного отдела ГУК — генерал-майор Н. Н. Пущин представил на утверждение товарищу морского министра проект Технических условий (ТУ) на проектирование КРЛ, и список заводов, предполагаемых к приглашению для участия в конкурсном проектировании КРЛ. В основу новых ТУ на проектирование КРЛ были положены требования МГШ по артиллерийской части (башенные АУ 4×3-152-мм/50 с линейно-ступенчатым расположением). ТУ допускало широкую трактовку основных требований, обеспечивая условия для творческого подхода к разработке проекта и реализации оригинальных решений. В частности: проектное водоизмещение не устанавливалось; полная скорость судна с нормальным количеством груза при нормальном действии всех котлов и механизмов установлена в 30 уз., при условии, что обводы корпуса обеспечат увеличение скорости до 32 уз; бронирование: нижняя палуба 35/25 мм, скосы 50 мм; башни 75 мм; элеваторы подачи боеприпасов 50 мм; боевая рубка 75 мм; система котлов и их количество строго не устанавливались, но рекомендовались котлы треугольного типа модели английского Адмиралтейства с последними усовершенствованиями, система турбинных механизмов не определена, но подчёркивалось, что «главные механизмы должны быть турбинами одной из новейших систем, испытанных практически на военных судах такого же типа и оказавшихся при этом прочными и экономичными», турбины должны быть приспособлены для экономического хода 14,0 уз с наименьшим расходом топлива, турбины заднего хода должны обеспечить остановку корабля на полном ходу по прохождении им расстояния, равного не более шести длин крейсера; главные холодильники и вспомогательные механизмы предлагалось проектировать с запасом на случай возможной перегрузки турбин на 25 % свыше мощности, соответствующей контрактной скорости 30 уз. В качестве источников электроэнергии на КРЛ рекомендовалось установить четыре турбогенератора переменного тока, напряжением 226 В с частотой 50Гц и мощностью 150 кВт каждый, а также два дизель-генератора переменного тока по 75 кВт.[Цветков с.53] Состав минного вооружения: 6×1- траверзных ТА с запасом 18 мин Уайтхеда диаметром 450-мм. Для выполнения функций заградителя предусмотреть возможность принимать на борт 150 якорных мин, удобство сбрасывания мин за борт обеспечить выполнением широкой кормы с транцем, обеспечить условия для хранение мин на верхней и на нижней палубах. Предполагалось снабдить КРЛ радиостанцией мощностью 8 кВт, с размещением её в защищённой части корабля. [Цветков с.54]
23 февраля 1912 г. Утверждённые Морским министром Технические условия на проектирование КРЛ и приглашения на участие в конкурсном проектировании, были разосланы правлениям русских заводов: Балтийскому, Адмиралтейскому, Путиловскому, Обществу Николаевских заводов и верфей, Русскому судостроительному обществу и Ревельскому русскому обществу для изготовления снарядов и боевых припасов; представительствам иностранных фирм в Петербурге: «Дж. Браун», «Виккерс», «Соун Хантер и Ричардсон», Уильям Бердмор", «Ферфилд Шипбилдинг», «Блом унд Фосс», «Вулкан», «Форж э Шантье де Медитеррене», «Ансальдо», «Нью-Йорк Шипбилдинг», «Крамп», «Шихау», «Бурмейстер и Вайн», «Стабилименто Технико Триестино», «Ховальдтсверке», «Палмерс Шипбилдинг энд Айрон Уоркс»… Все приглашённые участники конкурсного проектирования КРЛ письменно уведомлялись: о сроках представления проекта — через шесть недель со дня получения вызова; что «постройка означенного крейсера должна производится в России, и для получения этой постройки следует войти в соглашение с какой-либо русской судостроительной фирмой» и о том, что морское министерство не считает себя обязанным уплатить какое-либо вознаграждение за присланный проект. [Цветков с.54]
Ознакомившись с Техническими условиями для проектирования КРЛ и условиями конкурса — все зарубежные предприятия под различными предлогами отказались от участия в конкурсе, некоторые из них изъявили желание оказывать техническую помощь русским заводам в постройке КРЛ. [Цветков с.62]
В итоге, в первоначальном списке участников конкурса состояли: Невский, Балтийский, Адмиралтейский и Путиловский заводы. Затем список участников конкурса пополнил завод Русского общества по изготовлению снарядов и военных припасов, а Балтийский завод, загруженный проектированием ЛКР, из конкурса выбыл, так как Морское министерство считало вполне достаточным участие в конкурсе одного казённого завода — Адмиралтейского; Невский завод сообщил в ГУК, что вынужденно отказывается от проектирования и постройки КРЛ, так как указанный в запросе крейсер не сможет пройти невские мосты… Русское общество для производства снарядов и военных припасов, а также два южных завода с ответом задержались…[Цветков с.62]
25 февраля 1912 г. правление ОНЗиВ в Петербурге, отправило на завод в Николаев письмо следующего содержания: «Нами выслан Вам в субботу 25 февраля 1912 г. экспрессом (поездом Петербург-Николаев) полученный правлением запрос на быстроходный крейсер для балтийского моря. По мнению К. П. Боклевского, нам следует предъявить проект, так как если „Руссуд“ (Русское судостроительное общество) представит теперь таковой, а мы не представим, то в будущем, когда поступит запрос на такие же крейсера для Чёрного моря, — и этого надо ожидать, — наши конкуренты будут иметь перед нами преимущество, что вовсе нежелательно». [Цветков с.62]
Опасения правления ОНЗиВ не подтвердились… Русское судостроительное общество (РСО), загруженное проектированием линейных кораблей и эскадренных миноносцев, не могло позволить себе вести одновременно ещё и проектирование КРЛ, тем более что была возможность получить готовый проект крейсера для Балтийского моря, разработки северных заводов, по аналогии с проектом ЛК типа «Севастополь». [Цветков с.62]
В начале марта 1912 г. северные заводы приступили к конкурсному проектированию эскизных проектов КРЛ руководствуясь полученными Техническими условиями на проектирование. Как и в случае с проектированием ЛК и ЭМ, полноценного конкурса не получилось: казённый Адмиралтейский завод приступил к разработке проекта по приказанию Морского министерства, заведомо зная, что строить КРЛ он не будет, и выступал как некий регулятор цен и технического уровня разработки; практически в соревнование между собой включились только Путиловский завод и Русское общество для изготовления снарядов и военных припасов. Таким образом, выбор Морского министерства ограничивался только двумя заводами, причём каждый из них понимал, что получит заказ на два крейсера независимо от результатов конкурса. [Цветков с.63]
Сразу же выяснилось, что выполнение выданных Технических условий на проектирование КРЛ — неизбежно приведёт к увеличению проектного водоизмещения величиной свыше 10000 т и главных размерений, и, как следствие — к резкому увеличению себестоимости постройки, о чём заводы немедленно информировали ГУК…

#### Тактические задания и Технические условия 1912 г.
Поскольку разработанные ГУК ТУ на проектирование КРЛ составлялись на основе тактических заданий (ОТЗ) разработанных в МГШ — последний был вынужден признать, что КРЛ с таким водоизмещением, якобы — не соответствует тактическими заданиями, поскольку он становился слишком крупной целью, и ввиду отсутствия бортовой брони будет легко уязвим, и, — немедленно приступил к корректировке тактических заданий на проектирование КРЛ, при которых обеспечивалось бы приемлемое по себестоимости проектное водоизмещение — путём отказа от башенной артиллерии в пользу увеличения проектной скорости до 34,0 уз.  [Цветков с.55]
19 марта 1912 г. механический отдел МТК в письме начальнику ГУК изложил своё мнение о разрабатывавшихся в МГШ новых заданиях на проектирование КРЛ в направлении обеспечения возможности снижения проектного водоизмещения и увеличения проектной скорости до 34,0 уз. По мнению специалистов механического отдела ГУК, применение чисто нефтяного отопления давало возможность «увеличить размеры и мощность каждого котла до 5000 л.с, считая таковую мощность при сжигании не более 4,5 кг нефти на 1 м2 нагревательной поверхности в один час», и в этом случае наиболее предпочтительным типом котлов являются паровые котлы системы Ярроу, с кипятильными трубами изогнутыми на концах, при этом окончательные габаритные размеры таких котлов должны быть определены исходя из проектной ширины КРЛ. Установку котлов эквивалентной мощностью более 5000 л. с. механический отдел МТК считал нецелесообразным по следующим причинам:
 — выход из строя одного из котлов вызовет большую потерю в паропроизводительности котельной установки;
 — большие размеры коллекторов представляют повышенную опасность при взрыве котла;
 — крупногабаритные коллекторы котлов не могут быть изготовлены в России, ввиду отсутствия производства по прокатке котельного железа соответствующих размеров и цельнотянутых коллекторов. [Цветков с.56]
Требование МГШ увеличить проектную скорость КРЛ до 34,0 узлов, вызвало обеспокоенность механического отдела ГУК, в отношении обеспечения сохранности котлов. В письме механического отдела ГУК сообщалось: «Требование достижения лёгким крейсером малого водоизмещения такой высокой скорости, как 34,0 уз, вызывает неизбежную необходимость допустить сжигание в котлах значительно большего количества нефти по сравнению с тем, которое обычно сжигается при хорошей утилизации топлива, т.е 4,5 кг в час на 1 м2 нагревательной поверхности котлов… … на скорость свыше 32,0 уз следует смотреть как на исключение в крайних случаях, так как форсированное сжигание нефти сверх указанного предела вызывает серьёзные опасения за порчу котлов и значительно сокращает срок их службы». Поэтому механический отдел МТК настоятельно предлагал при проектировании котельной установки исходить из общепринятых норм сжигания жидкого топлива (не более 4,5 кг/м2 в один час), понизив при этом требуемую скорость КРЛ до 32,0 узлов. Обеспокоенность специалистов механического отдела МТК была принята во внимание МТК и требование увеличения скорости до 34 уз было исключено из доклада министру. [Цветков с.56,57]
3 апреля 1912 г. В МГШ было завершено составление скорректированных тактических заданий на проектирование КРЛ для Балтийского моря, о чём был составлен письменный доклад морскому министру. В докладе МГШ морскому министру от 3 апреля 1912 г. сообщалось: «Направляются на утверждение новые тактические задания для проектирования лёгкого крейсера для Балтийского моря, взамен таковых, утверждённых Вами 18 июня 1911 г. Изменение заданий было вызвано желанием уменьшить водоизмещение крейсера, так как при прежних заданиях, по сведениям, которые были получены от заводов, участвующих в конкурсе, оно возросло более 10000 т, что не отвечает идее лёгкого крейсера. При новых тактических заданиях крейсер, хотя и будет немного слабее, но всё же явится вполне достаточным для выполнения своих как стратегических, так и тактических задач. Водоизмещение же его уменьшится довольно значительно». Ознакомившись с содержанием доклада Морской министр выразил крайнее неудовольствие, поскольку увеличение водоизмещения неизбежно вело к удорожанию стоимости постройки, выходившей за рамки утверждённых Государственной Думой бюджетных ассигнований. [Цветков с.55]
Крайнее неудовольствие Морского министра И. К. Григоровича по поводу резкого увеличения себестоимости постройки КРЛ, военно-морские историки связывают с параллельным проектированием линейных крейсеров — дредноутов, в ходе которого открылась возможность установки на них дополнительно — четвёртой башенной АУ ГК 3- 356-мм, что значительно повышало боевую мощь ЛКР, но при этом, разница в стоимости всех четырёх ЛКР с учётом установки на них четвёртой башни составляла 28,0 млн руб. Потребность в дополнительном финансировании реализуемой Большой судостроительной программы, вынуждала Морского министра убеждать Государственную думу в необходимости выделения дополнительных кредитов на строительство флота… [Цветков с.58]
Скорректированные условия и требования тактических заданий МГШ для конкурсного проекта:
Кораблестроительные и тактико-технические элементы:
 — главные размерения и водоизмещение КРЛ не установлены; [Цветков с.57]
 — особое внимание обратить на обеспечение высоких мореходных качеств КРЛ в свежую погоду на большом ходу, которые, по мнению МГШ, могли быть достигнуты соответствующим образованием надводного борта в носовой части — достаточно высоким баком, полубаком или подъёмом бортовой линии в носу; [Цветков с.57]
 — рекомендовано, чтобы при представлении конкурсных проектов форма образования корпуса отвечала условию достижения наибольшей скорости и была проверена в бассейне; [Цветков с.57]
 — требовалось предусмотреть ледокольное образование фор- и ахтерштевней для возможности плавания в битом льду;[Цветков с.57]
 — «Полная скорость хода крейсера должна быть не менее 30 уз при нормальном водоизмещении и запасе нефти. Но паропроизводительность котлов должна быть рассчитана таким образом, чтобы при допустимом форсировании котлов и машин пару хватило бы на развитие полной форсированной мощности последних». При этом форсированная скорость должна быть не менее 32,0 уз". [Цветков с.57]
Система бронирования:
 — система бронирования КРЛ представлялась в двух вариантах: а)бронёй толщиной 25-50 мм защищались только палубы, боевая рубка и кожухи дымовых труб; б) дополнительный броневой пояс по ватерлинии, толщиной 75 мм от штевня до штевня и высотой 2,1 м. [Цветков с.59]
Энергетическая установка:
 — отопление котлов предполагалось сделать чисто нефтяным; [Цветков с.57]
 — расчётная паропроизводительность котлов при допустимом их форсировании должна обеспечивать работу машин на режиме полной форсированной мощности. При этом форсированная скорость должна быть не менее 32,0 уз". [Цветков с.57]
 — нормальный запас топлива должен обеспечить 30-уз ход крейсера в течение 24 ч (720 миль), а полный запас — дополнительно ещё 48 ч со скоростью 24 уз (1870 миль); количество часов пробега 32-уз ходом не оговаривалось, откуда вытекало, что он может быть дан только в экстремальных ситуациях с большим риском выхода котлов из строя; [Цветков с.57]
 — выдвинута идея конструкции палуб, позволяющая осуществить быструю и удобную замену котлов; [Цветков с.57]
 — к турбинной установке предъявлялось требование обеспечить 14-уз ход при возможно меньшем расходе топлива; [Цветков с.57]
Артиллерийское вооружение:
 — отказаться от башеных установок и уменьшить калибр орудий со 152-мм до 130-мм; МГШ счёл башенную артиллерию недостаточно подвижной и скорострельной в борьбе с высоко манёвренными эскадренными миноносцами — главными противниками КРЛ;[Цветков с.57]
 — установить не менее 15-ти орудий калибром 130-мм со щитами или в казематах, а также четыре 2,5-дюймовые пушки для борьбы с аэропланами; изменение состава артиллерийского вооружения (130-мм вместо 152-мм) объяснялось стремлением снизить весовую нагрузку крейсера за счёт артиллерии, обеспечив бронирование борта; весовая нагрузка снижалась путём отказа от бронированных башенных АУ, и установкой артиллерийских орудий меньшей массы; 130-мм орудия заряжались вручную, чем исключалась потребность в лотке для снаряда, механическом прибойнике с приводом, устройстве перезагрузки с элеватора на лоток и других механизмах, необходимых при механическом заряжании, увеличивающих общую массу артиллерии; учитывалось, что новое 130-мм орудие, недавно разработанное Обуховским заводом и только что запущенное в серийное производство, имело высокие баллистические характеристики, и на КРЛ может иметь универсальное применение — в качестве орудия главного и противоминного калибра (130-мм противоминные орудия на ЛК типа «Императрица Мария» и КРЛ типа «Измаил»); размещение на КРЛ части 130-мм орудий в казематах — по аналогии с ЛК и ЛКР. [Цветков с.57,58]
 — особое внимание обратить на скорость подачи боеприпасов, которая в полной мере отвечала бы скорострельности орудий. В нормальную нагрузку КРЛ включить 150÷200 выстрелов на каждое орудие в зависимости от угла обстрела, обеспечить соответствующую вместимость артиллерийских погребов; в каждом погребе хранить боеприпасы не более чем для двух орудий. [Цветков с.59]
Минно-торпедное вооружение:
 — предусмотреть усиление минного вооружения установкой: по 3×2-минных аппарата с каждого борта; [Цветков с.59]
 — обеспечить приём на борт не менее 100 мин заграждения — для выполнения задач постановки минных заграждений в неприятельских водах; [Цветков с.59]
Получив копию доклада МГШ Морскому министру (от 3 апреля 1912 г.), исполняющий обязанности начальника главного управления кораблестроения (ГУК) контр-адмирал П. П. Муравьёв, немедленно довёл его до сведения начальников кораблестроительного, артиллерийского, механического и минного отделов для срочного рассмотрения и составления нового варианта Технических условий на проектирование КРЛ. Одновременно всем заводам, участвующим в конкурсе, были разосланы письма одинакового содержания: «Вследствие новых обстоятельств, повлекших за собой перегруппировку основных заданий, последовало изменение некоторых элементов технических условий на составление проекта лёгкого крейсера для Балтийского моря, причём отдельных даже в сторону ослабления, что безусловно, облегчит составление проекта с возможно меньшим водоизмещением. Ввиду этого ГУК просит завод покамест приостановить дальнейшее составление проекта впредь до получения уведомления о последовавших изменениях в Технических условиях». [Цветков с.55,56]
Фактически — заводы (по инерции, в целях обеспечения непрерывности процесса) продолжили конкурсную разработку эскизных проектов КРЛ в соответствии с исходным тактическим заданиям МГШ и исходными ТУ ГУК на проектирование.
7 апреля 1912 г. состоялось заседание Технического совета ГУК, на котором были обсуждены скорректированные тактические задания МГШ и на их основе — выработаны основные требования к проекту КРЛ:
 — величина проектного водоизмещения варьировалась в зависимости от системы бронирования в пределах: 5600 т — для варианта реализации бронированной палубы толщиной 25 мм и бронированных скосов толщиной 50 мм, на протяжённости котельных и турбинных отделений; 6000 т — для варианта палубы без скосов и бортового бронированного пояса по ГВЛ высотой 2,1 м и толщиной 75 мм, который закрывал только котельные и машинные отделения; 6500 т — для варианта с броневым поясом распространяющимся на всю длину корабля; [Цветков с.59]
 — Для всех вариантов броневой защиты, принят одинаковый состав вооружения, предложенный в докладе МГШ морскому министру (не менее 15-ти орудий калибром 130-мм со щитами или в казематах, а также четыре 2,5-дюймовые пушки для борьбы с аэропланами [Цветков с.57];
 — усиленное минное вооружение: по 3×2-минных аппарата с каждого борта; не менее 100 мин заграждения.[Цветков с.59]);
 — принято решения снизить проектную скорость КРЛ до 30 уз при 12-ч испытании, но при этом установить норму сжигания топлива не более 3,5 кг нефти на 1 м2 нагревательной поверхности котлов в один час, чтобы иметь возможность форсировки (до 4,5 кг/м2) и в случае надобности развить скорость более 30 уз; [Цветков с.59,60]
 — определёны районы плавания: нормальный — 540 миль в течение 18 ч полным ходом 30 уз; наибольший — 1500 миль в течение 50 ч полным ходом 30 уз; [Цветков с.60]
 — отмечено, что при снижении скорости плавания полным ходом с 30 до 29 уз, открывается возможность, не выходя за пределы проектного водоизмещения 6000 т, — реализовать вариант броневой защиты соответствующий проектному водоизмещению 6500 т. Это предложение в дальнейшем было реализовано в проектах КРЛ, но при проектном водоизмещении несколько более 6000 т. [Цветков с.60]
12 апреля 1912 г. выводы заседания Технического совета ГУК были доложены начальником кораблестроительного отдела Н. Н. Пущиным товарищу морского министра для принятия дальнейших решений по проектированию КРЛ. [Цветков с.60]
Приказом товарища морского министра, материалы секретного доклада начальника кораблестроительного отдела ГУК Н. Н. Пущена были направлены на Адмиралтейский завод для проработки возможности создания проекта КРЛ на базе скорректированных заданий МГШ и ГУК. [Цветков с.60]
В течение апреля 1912 г. на Адмиралтейском заводе была выполнена проработка возможности создания КРЛ на базе новых заданий. [Цветков с.60]
2 мая 1912 г. начальник Адмиралтейского завода генерал-майор Моисеев представил в ГУК эскизный проект КРЛ с проектным водоизмещением 6500 т, составленный на основании секретных материалов доклада начальника кораблестроительного отдела ГУК. («эскизный проект лёгкого крейсера в 6500 т, составленный на основании секретного доклада начальника кораблестроительного отдела товарищу морского министра»).[Цветков с.60]
По результатам рассмотрения эскизного проекта КРЛ представленных Адмиралтейским заводом, начальник кораблестроительного отдела ГУК — Н. Н. Пущин составил справку, в которой указал, что проект КРЛ может быть признан удовлетворительным с незначительными замечаниями, в частности:
— котельные отделения следует разделить добавочными переборками на восемь групп вместо четырёх;
— относительную массу корпуса принять 28 % водоизмещения вместо 24 %;
— в соответствии с указанными замечаниями величину проектного водоизмещения принять 6800÷7000 т., что, по мнению Н. Н. Пущина было вполне приемлемо. [Цветков с.61]
На основании доклада Н. Н. Пущина (от 12 апреля 1912 г.) и эскизной проработки КРЛ Адмиралтейского завода, с учётом замечаний начальника кораблестроительного отдела ГУК — были внесены соответствующие исправления в 1-й вариант Технических условий на проектирование КРЛ. [Цветков с.60,61]
2-й вариант Технических условий на проектирование КРЛ содержал ряд принципиально новых положений, которые определили окончательное направление последующего проектирования КРЛ и его основные тактико-технические характеристики:
Кораблестроительные и тактические элементы:
 — проектное водоизмещение — не более 6800 т; [Цветков с.61]
 — длина корпуса в пределах 156÷158 м; [Цветков с.61]
 — контрактная скорость хода — 30,0 уз; форсированная скорость хода не определена: «при форсированном действии всех котлов и механизмов скорость, какая получится». [Цветков с.61]
 — нормальный расчётный запас топлива определить из условия обеспечения хода 30 уз в течение 18 ч; [Цветков с.61]
 — полный расчётный запас топлива определить из условия обеспечения хода 24 уз в течение 50 ч; [Цветков с.61]
Энергетическая установка:
 — установить шесть универсальных котлов и семь чисто нефтяных котлов типа Ярроу; в качестве главных механизмов установить четыре комбинированные турбины Кэртиса в одном корпусе (частота вращения на полном ходу — не более 450 об/мин; расход пара — не более 0,8÷0,85 кгс/л. с.) и расположить их в четырёх машинных отделениях вместе с холодильниками. [Цветков с.61]
Система броневой защиты:
 — бронированная палуба и два бортовых броневых пояса из крупповской цементированной стали: верхний толщиной 25 мм и нижний толщиной 75 мм; [Цветков с.61]
Артиллерийское вооружение: 15×1-130-мм орудий с палубно-казематным расположением, палубные орудия защитить башенноподобными или коробчатыми щитами; [Цветков с.61]
6 июня 1912 г. при рассмотрении ассигнований на Большую судостроительную программу в Государственной думе — морской министр И. К. Григорович дал слово в течение пяти последующих лет не просить дополнительных кредитов на строительство флота, пришлось укладываться в отпущенные средства, «урвав сколь возможно от лёгких крейсеров для броненосных». Этим во многом объясняется окончательно принятый состав артиллерийского вооружения КРЛ и снижение его проектной скорости. [Цветков с.58]
19 июня 1912 г. второй вариант Технических условий на проектирование КРЛ поступил в типографию Морского Министерства для литографирования в количестве 30 экземпляров. [Цветков с.61]
В течение мая-июня 1912 г. Ревельский, Адмиралтейский и Путиловский заводы представили в Морское министерство свои эскизные проекты КРЛ водоизмещением соответственно: 7750, 6500 и 6300 т — разработанные согласно старыми Техническими условиями на проектирование. [Цветков с.61]
27 июня 1912 г. представленные проекты КРЛ были рассмотрены на Техническом совете ГУК. [Цветков с.63]
28 июня 1912 г. в Морское министерство поступил переработанный Ревельским заводом эскизный проект КРЛ. В сопроводительном письме сообщалось: «Мощность механизмов для этого проекта определялась по способу Тейлора, но сейчас изготавливается модель для испытаний в бассейне, и по проведении этих испытаний результаты будут представлены позже». [Цветков с.63,64]
30 июня 1912 г. заводам, участвующим в конкурсе — были высланы замечания по эскизным проектам КРЛ (рассмотренных 27 июня 1912 г. на Техническом совете ГУК), вместе с изменениями в Технических условиях на их проектирование. [Цветков с.63]
31 июня 1912 г. Ревельский завод представил в Морское министерство два варианта расположения 130-мм орудий:
 — 1-й вариант — размещение десяти орудий в казематах и пяти орудий — на верхней палубе;
 — 2-й вариант — размещение 16-ти орудий, шесть из которых предполагалось установить спарено на трёх станках — в целях некоторого увеличения углов обстрела… В связи с необходимостью разработки соответствующих станков — артиллерийский отдел ГУК этот вариант сразу же отверг. [Цветков с.63]
С 1 июля по 8 августа 1912 г. в МГШ и ГУК рассматривались эскизные проекты всех трёх заводов, по мере их поступления. Проектные водоизмещения КРЛ разработки Адмиралтейского и Путиловского заводов были одинаковыми — 6600 т, а Ревельского завода Русского общества — 6650 т;[Цветков с.63]
9 августа 1912 г. конкурсные эскизные проекты КРЛ были рассмотрены на заседании Технического совета. По замечаниям отделов ГУК — глубина проработки проектов признана недостаточной, в связи со сжатыми сроками разработки эскизных проектов КРЛ заводы не успели представить на рассмотрение спецификации по корпусу, механизмам и вооружению, что затрудняло рассмотрение материалов и анализ их качества. Поэтому большинство замечаний носило не конструктивный, а декларативный характер — особенно это касалось, в общем одинаковых для трёх проектов — замечаний кораблестроительного отдела ГУК по корпусу крейсера. [Цветков с.64]
 — МГШ предпочёл проект Путиловского завода, предусматривающему две броневые палубы, проекту Адмиралтейского завода — с одной броневой палубой. [Цветков с.64]
 — По мнению кораблестроительного отдела ГУК и консультантов генерал-лейтенанта А. Н. Крылова и генерал-майора И. Г. Бубнова: проект Путиловского завода отличался наиболее продуманной конструкцией корпуса и обоснованностью весовых характеристик; проект Адмиралтейского завода отличался лучшей системой бронирования корпуса и высотой расположения главного броневого пояса; замечания кораблестроительного отдела ГУК в основном касались усиления продольной прочности и норм её обеспечения и расположения хранилищ угля и нефти, с учётом установленной кораблестроительным отделом ГУК нормы метацентрической высоты — в пределах 1,0÷1,2 м, при нормальном водоизмещении. [Цветков с.64]
 — Механический отдел ГУК: в проекте Путиловского завода — указал необходимое соотношение универсальных котлов и котлов с чисто нефтяным отоплением, признал недостаточной весовую нагрузку (1900 т), отведённую на механизмы и котлы и запас питательной воды, с требованием увеличить её до 2000 т с запасом питательной воды не менее 30 т.; в проекте Ревельского завода Русского общества — потребовал заменить двухвальную турбинную установку — четырёхвальной; мощность источников электропитания (два турбогенератора по 125 кВт и два дизель-генератора по 75 кВт) во всех проектах признана достаточной. [Цветков с.64]
 — Артиллерийский отдел ГУК: все замечания для трёх проектов были в основном одинаковыми: ликвидировать скученность 130-мм орудий и расположить их равномерно по всей длине корабля, снабдив щитами толщиной 25 мм; подкрепления под орудия рекомендовано устроить в виде труб; центральный пост опустить ниже ГВЛ; в боевой рубке устроить два яруса; указано на недопустимое прилегание артиллерийских погребов непосредственно к нефтяным цистернам и второму дну; в проекте Ревельского завода указано опереть 75 мм броневой пояс на настил нижней палубы и устроить в корме броневой траверз толщиной 25 м; указано, что во всех проектах общая весовая нагрузка по артиллерии занижена, и её следует исправить, доведя до 399,2 т; небольшое количество замечаний по минной части сводились к установке минных рельсов на нижней палубе и удлинению минных аппаратов. [Цветков с.65]
13-17 августа 1912 г. эскизные проекты КРЛ вместе с замечаниями были возвращены Адмиралтейскому, Путиловскому и Ревельскому заводам на доработку, с указанием срока предоставления доработанных проектов — 1 сентября 1912 г. [Цветков с.65]
Южные заводы: «Руссуд» (РСО) и «Наваль» (ОНЗиВ), получив, 25.02.1912 г., запрос на участие в конкурсном проектировании КРЛ для Балтийского моря задержались с ответом… Будучи загруженными проектированием линейных кораблей и эскадренных миноносцев для Чёрного моря, эти заводы уже не имели внутренних ресурсов для разработки «с нуля», эскизного проекта КРЛ… Являясь конкурентами, заводы РСО и ОНЗиВ, — рассчитывали в перспективе получить заказы на постройку КРЛ для Чёрного моря, используя при этом уже готовый эскизный проект КРЛ для Балтийского моря (по аналогии с использованием уже готового эскизного проекта ЛК типа «Севастополь» для Балтийского моря, при проектировании ЛК типа «Императрица Мария» — для Чёрного моря). [Цветков с.62]
В августе 1912 г. правлением Русского судостроительного общества (РСО) получен первый запрос Морского министерства с просьбой представить заявленную цену и сроки готовности одного из двух лёгких крейсеров для Чёрного моря. [Цветков с.70]
По этому поводу начальник ГУК П. П. Муравьёв писал: "Прошу к 1 сентября 1912 г. доставить на моё имя заявление на цену и сроки готовности одного из двух крейсеров, оно должно быть подано в запечатанном конверте с надписью «Цена и срок на постройку лёгких крейсеров» … «если общество предоставит к тому же сроку свой проект крейсера, то это будет весьма желательно». [Цветков с.62]
17 августа 1912 г. по распоряжению директора правления РСО Д. Ф. Крукстона, управляющий делами РСО Н.Селянин — вручил запрос Морского министерства главному корабельному инженеру РСО полковнику Л. Л. Коромальди, отъезжающему из С.-Петербурга в Николаев, с просьбой передать запрос и приложения (чертежи и спецификации лёгкого крейсера для Балтийского моря, разработки Адмиралтейского завода) заводоуправлению РСО, «предварительно ознакомившись с ними дорогой, на тот случай, если завод найдёт нужным разработать проект крейсера для представления его в ГУК вместе с заявлением цен и сроков».
Но к 1 сентября 1912 г. РСО и ОНЗиВ не представили своего проекта КРЛ и, воспользовавшись полученными материалами эскизного проекта КРЛ для Балтийского моря разработки Адмиралтейского завода, только заявили ориентировочную цену и определили примерные сроки готовности кораблей, сообразуясь с возможностями своих заводов. [Цветков с.70]

### Этап эскизного проектирования 1912÷1913 гг.
1 сентября 1912 г. всем заводам участвующим в конкурсном проектировании КРЛ был разослан 2-й вариант ТУ на проектирование КРЛ (утверждённый морским министерством). [Цветков с.62]
1 сентября 1912 г. ОНЗиВ и РСО (после взаимных согласований) заявили цены и сроки готовности двух крейсеров. При этом РСО впервые изложило свои сомнения в том, что: при водоизмещении 6600 т (проект Адмиралтейского завода) будет возможно выполнить все требования ТУ предъявленные Морским министерством на проектирование КРЛ. По мнению РСО: в проекте Адмиралтейского завода занижены статьи нагрузок, особенно по массе корпуса, массам артиллерии, брони и боевых рубок — которые меньше соответствующих масс, приведённых в ТУ; объём помещений, отведённых под котельные отделения — совершенно недостаточен для размещения котлов; нерациональное расположение артиллерии и брони. В письме РСО в Морское министерство от 1 сентября 1912 г. сообщалось: «на основании изложенного полагаем, что проект должен быть переработан, причём для сохранения водоизмещения 6600 т необходимо несколько снизить требования Технических условий (в первую очередь скорость и район плавания) или в случае сохранения этих требований придётся увеличить водоизмещение».
3 сентября 1912 г. Путиловский завод представил «утяжелённый проект» КРЛ, водоизмещением 6750 т, выполненный по дополнительному заданию ГУК. При рассмотрении этот проект был признан слишком дорогим, и в последующем в отделах ГУК рассматривались проекты водоизмещением не более 6600÷6650 т. [Цветков с.66]
По дополнительному заданию ГУК — Ревельским заводом был также представлен эскизный проект «облегчённый вариант» КРЛ водоизмещением 6100 т. Директор Ревельского завода — полковник И. А. Гаврилов — сообщал в ГУК: « … я придерживался возможно близко проекта крейсера, представленного нами 1 сентября 1912 г. Вследствие изменения водоизмещения на 650 т, главные размерения крейсера изменилась: длина уменьшилась до 150 м, ширина — до 14,8 м расположение артиллерии и внутреннее расположение осталось прежним. Водоизмещение было уменьшено некоторым снижением запаса топлива, массы брони и механизмов, последнее же повлекло за собой снижение скорости». По мнению начальника МГШ вице-адмирала князя А. А. Ливена, которое поддержал и начальник ГУК: «крейсер водоизмещением 6100 т следует считать неприемлемым ни по бронированию, ни по скорости, ни по району плавания». [Цветков с.65]
В течение первой половины сентября 1912 г. в МГШ и отделах ГУК были рассмотрены поступившие от заводов проекты, которые по мере доработки по замечаниям ГУК всё больше приближались один к одному. [Цветков с.65]
5 сентября 1912 г. после беседы начальника ГУК вице-адмирала П. П. Муравьёва с директором Русского судостроительного общества (РСО, правление в Петербурге — телеграфировало в Николаев: «Муравьёв советует пока воздержаться от составления эскизного проекта. В понедельник в Главном управлении кораблестроения рассматриваются три проекта: представленные здешними заводами (Адмиралтейским, Путиловским и Обществом для изготовления снарядов и военных припасов), после чего будет решено, каким заданиям придерживаться». [Цветков с.62]
7 сентября 1912 г. МГШ представил свой отзыв: «Рассмотрев проекты Адмиралтейского, Путиловского и Ревельского заводов, Морской генеральный штаб пришёл к выводу, что они более или менее идентичны, хотя по бронированию, боевым рубкам и общему расположению предпочтение следует отдать Адмиралтейскому заводу». [Цветков с.65]
18 сентября 1912 г. эскизные проекты КРЛ были рассмотрены на заседании Технического совета ГУК, в ходе которого:
 — Кораблестроительный отдел ГУК отметил общим недостатком всех проектов — отсутствие броневой защиты дымоходов и котельных кожухов; остальные замечания были незначительными, в основном были отмечены недостаточность площадей под механизмы и неудобство расположения некоторых помещений. [Цветков с.66]
 — Механический отдел ГУК указал на чрезмерно высокий пропульсивный коэффициент (0,534), принятый Путиловским заводом при проектировании энергетической установки, вследствие чего общая масса механизмов оказалась заниженной. Путиловскому заводу также было указано на тесноту турбинных отделений, недостаточность количества вспомогательных холодильников, масляных и нефтяных насосов, малый объём тёплых ящиков. Аналогичные замечания по вспомогательным механизмам были сделаны при рассмотрении проектов Адмиралтейского и Ревельского заводов. Общим недостатком всех проектов отмечено отсутствие расчётов, обосновывавших запас топлива и район плавания. [Цветков с.66]
 — Артиллерийский отдел ГУК уведомил заводы, что окончательные чертежи 130-мм орудия со станками и щитами (круглыми и коробчатыми) будут им выданы в январе 1914 г, а элеваторы должны быть разработаны самими заводами; даны замечания относительно углов обстрела орудий, удобства расположения элеваторов и подачи боеприпасов, способа бронирования подачных труб. [Цветков с.66]
По общему мнению заседания Технического совета: «Главное управление кораблестроения считает, что ни один из проектов не может быть принят без надлежащих переделок и исправлений, которые предпочтительно делать на проекте, в наибольшей мере удовлетворяющем требованиям механического отдела. Что касается теоретических обводов судна, то для выбора проекта следует произвести параллельные испытания моделей этих проектов в Опытовом судостроительном бассейне Морского министерства». В связи с этим, казённый Адмиралтейский завод — выполнив свою функцию регулятора цен и технического уровня разработки — приказом Морского министерства был выведен из конкурсного проектирования КРЛ, а Путиловскому и Ревельскому заводам было поручено разработать совместный окончательный проект КРЛ водоизмещением 6600 т и представить его на утверждение Морскому министерству в октябре 1912 г. На этом был завершён 2- тур конкурсного проектирования КРЛ. [Цветков с.63, 67]

### Эскизный проект Путиловского и Ревельского заводов
24 октября 1912 г. в ГУК рассмотрел и принципиально одобрил, с незначительными замечаниями проект КРЛ водоизмещением 6650 т — совместной разработки Путиловского и Ревельским заводов, после чего каждый завод самостоятельно внёс исправления в свои чертежи и спецификации, а затем снова выслал их для утверждения. [Цветков с.123]
26 октября 1912 г. Ревельский завод представил в ГУК переработанный проект КРЛ. По этому поводу член правления Ревельского завода К. М. Соколовский сообщил в ГУК: «Русское общество для изготовления снарядов и боеприпасов подтверждает, что оно согласно строить на Ревельском судостроительном заводе по цене 8300000 руб. за каждый корабль два лёгких крейсера водоизмещением 6650 т по проекту, представленному 26 октября 1912 г.» [Цветков с.123]
29 октября 1912 г. совместный эскизный проект КРЛ Путиловского и Ревельского заводов был рассмотрен и утверждён на расширенном заседании Технического совета ГУК, в присутствии флагманских специалистов штаба («флагманских чинов»), командующего Морскими силами Балтийского моря, офицеров МГШ и ГУК, представителей Путиловского и Ревельского заводов. [Цветков с.67,123]
В ноябре 1912 г. были утверждены общие чертежи и спецификация КРЛ Путиловской верфи. [Цветков с.136]
25 ноября 1912 г. Ревельский завод (после внесения исправлений, выработанных Техническим советом ГУК) вновь представил в Морское министерство для окончательного утверждения проект КРЛ водоизмещением 6650 т и скоростью 29,5 уз. Этот проект был рассмотрен в течение непродолжительного времени. [Цветков с.123]
26 ноября 1912 г. были утверждены общие чертежи и спецификация КРЛ проекта Ревельского завода. [Цветков с.125]
29 ноября 1912 г. Ревельский завод запросил через ГУК, у Адмиралтейского завода чертежи каютных переборок, трапов, иллюминаторов, шпилей, деталей рулевых устройств, шлюп-балок и др. для — «однообразия проектирования с прочими судами флота». [Цветков с.127]
До конца 1912 г. Ревельский завод представил в ГУК схему бронирования и расположение артиллерии, диаграмму углов обстрела, чертежи артиллерийских погребов, а также расчёт стоимости и сроки поставки брони Ижорским заводом, необходимые для заключения контракта, и другие документы. [Цветков с.127]
18 декабря 1912 г. проект КРЛ Ревельского завода был утверждён морским министром. Проект Путиловского завода, в спецификации по механизмам предполагал установку турбин типа Парсонса, а проект Ревельского завода, предполагал установку турбин типа «Кэртис-АЭГ-Вулкан», поскольку техническую помощь в проектировании энергетической установки оказывала германская фирма «Вулкан» в Штеттине. [Цветков с.123. 124]
Таким образом, настойчивые усилия морского министерства, направленные на полную унификацию эскизных проектов (общих чертежей и спецификаций) КРЛ для Балтийского моря, не пропали даром. Путём внесения многочисленных изменений и исправлений в проекты Путиловской верфи и Ревельского судостроительного завода по замечаниям ГУК удалось, наконец, добиться почти полной идентичности этих проектов. [Цветков с.123]
После утверждения совместного эскизного проекта КРЛ, Путиловский и Ревельский заводы самостоятельно приступили к разработке детальных чертежей проекта (рабочему проектированию). В соответствии с «Основаниями для разработки лёгких крейсеров» утверждённых морским министром, разработка детальных чертежей производилась каждым заводом самостоятельно. [Цветков с.127] [Цветков с.67, 127]
Дальнейшая унификация КРЛ для Балтийского моря осуществлялась автоматически, поскольку в качестве субконтрагентов при заказе основных корабельных устройств и систем для КРЛ Путиловской верфи и Ревельского завода выступали практически одни и те же предприятия, которым было гораздо выгоднее тиражировать электрические генераторы, двигатели, шпилевые устройства рулевые машины и другие механизмы о уже готовым чертежам, чем разрабатывать новые. [Цветков с.127]
18 января 1913 г. Совместным докладом МГШ и ГУК морскому министру по поводу окончания эскизного проекта КРЛ для Балтийского моря сообщалось: «Представленные заводами для утверждения проекты крейсеров водоизмещением около 6000 т считаем вполне приемлемыми, за исключением запаса топлива»… поскольку по первоначальным тактическим заданиям МГШ крейсера должны были иметь запас топлива, необходимый для 18 ч полного хода и 50 ч 24-уз хода. Однако, несмотря на все усилия, предпринятые в процессе проектирования, Путиловская верфь и Ревельский завод пришли к заключению, что эти требования, как и требования 30 -уз скорости, не выполнимы. В связи с этим заводы обратились в Морское министерство с ходатайством снизить установленные нормы до 16 ч полного хода и 48 ч 24-уз хода, а также уменьшить скорость полного хода до 29,5 уз. [Цветков с.136] Впоследствии эскизный проект КРЛ совместной разработки Путиловского и Ревельского заводов — был взят за основу для разработки эскизного проекта КРЛ на южных заводах. [Цветков с.67]
В феврале 1913 г. был заключён контракт с Путиловской верфью на постройку двух КРЛ типа «Адмирал Бутаков», и с Ревельским заводом на постройку двух КРЛ типа «Светлана». Сроки готовности головных КРЛ запланирован на 1 августа 1915 г., а вторых — на 15 октября 1915 г. [Цветков с.136,137]

## Эскизное проектирование КРЛ для Чёрного моря
6 марта 1913 г. начальник ГУК контр-адмирал П. П. Муравьёв направил в правление РСО и ОНЗиВ в Петербурге письма одинакового содержания: «Препровождая при сём чертежи лёгкого крейсера для Балтийского моря, прошу правление, приняв их за основу, представить к 20 марта 1913 г. в запечатанных конвертах на имя начальника ГУК свои заявления о стоимости и сроках постройки одного или двух таких же крейсеров для Чёрного моря». Эти документы явились первым запросом о ценах и сроках готовности КРЛ для Чёрного моря, они также содержали предписание морского министра об установке на крейсерах для Чёрного моря котлов типа Долголенко-Бельвиля, которое внесло некоторую напряжённость в процесс проектирования КРЛ для Чёрного моря, но в то же время послужило фактором для конкурсного проектирования всей энергетической установки. [Цветков с.67, 80]
В то время котёл типа Долголенко-Бельвиль испытывался на Балтийском заводе, и Морской министр решил оценить целесообразность применения на черноморских КРЛ котлов этого типа, в сравнении с котлами типа Ярроу — принятых для балтийских КРЛ… Изобретение инженера В. Я. Долголенко направленное на улучшение конструкции секционного котла типа Бельвиль, было запатентовано ещё 21 мая 1911 г., и успешно реализовано в котлах фирмы «Делонэ-Бельвиль», обеспечив значительное повышение их эксплуатационных качеств, путём снижения гидравлического сопротивления циркуляции котельной воды, чем достигалась возможность резкого повышения форсировки (удельной паропроизводительности) котла обеспечивающей возможность увеличения скорости корабля. Обычный котёл типа Бельвиль при нормальной эксплуатации допускал сжигание 90÷100 кг угля на 1 м2 колосниковой решётки в час, а котёл типа Долголенко на испытаниях — более 200 кг угля на 1 м2 в час, приближаясь по параметру: «напряжённость колосниковой решётки» к котлам системы Ярроу. [Цветков с.67, 80]
11 марта 1913 г. Николаевский завод «Руссуд» РСО, заключил соглашение с английской фирмой «Дж. Браун» об оказании технической помощи в проектировании и постройке КРЛ, включая испытание в опытовом бассейне модели КРЛ, изготовленной по теоретическому чертежу РСО, для определения потребной мощности и последующего проектирования всей судовой энергетической установки, включая: котлы, турбины, вспомогательные механизмы, все трубопроводы в пределах котельных и машинных отделений. РСО, в свою очередь, обязывалось представить фирме «Дж. Браун» к определённому сроку чертежи котельных и машинных отделений, в которых будет размещена энергетическая установка. Постройка котлов и машин возлагалась на ОНЗиВ или должна была осуществляться на других русских заводах по согласованию всех сторон. Отдельные части механизмов, которые не могли быть изготовлены в России, также заказывались фирме «Дж. Браун» или через её посредничество другим английским предприятиям. За оказанные услуги фирме «Дж. Браун» полагалась премия в размере определённого процента от стоимости КРЛ. [Цветков с.70]
В начале апреля 1913 г. «Руссуд» закончил разработку теоретического чертежа и чертежей общего устройства КРЛ. При разработке теоретического чертежа в качестве прототипа был использован чертёж КРЛ для Балтийского моря, а также чертежи близких по водоизмещению английских турбинных крейсеров, при этом обводы корпуса должны были обеспечить развитие скорости более 30 уз в случае форсирования механизмов, по аналогии с балтийским теоретическим чертежом, имел ледокольное образование носовой части, большой кормовой подзор для возможности установки двух рулей и широкий кормовой транец, обеспечивающий одновременное сбрасывание мин с двух параллельных рельсовых дорожек.[Цветков с.73,74]
8 апреля 1913 г. в письме РСО (от 8 апреля 1913 г.)высланном в Англию, в адрес фирмы «Дж. Браун» сообщалось: «Мы имеем удовольствие послать Вам теоретический чертёж № 10014 лёгкого крейсера для Чёрного моря, и просим сделать модель в соответствии с этим чертежом, а также испытать её в вашем бассейне на прогрессивных скоростях. Если Вы сочтёте необходимым после испытаний в бассейне несколько изменить теоретический чертёж и обводы корпуса, то у нас не будет возражений при условии что такое изменение никак не будет ограничивать пространство для расположения котлов и машин и не окажут воздействия на метацентрическую высоту». [Цветков с.73]
30 апреля 1913 г. РСО и ОНЗиВ — заключили письменное соглашение о создании Центрального комитета — совместного организационного рабочего органа по проектированию и постройке КРЛ. [Цветков с.67]
В мае 1913 г. модель крейсера была испытана в бассейне фирмы «Дж. Браун» в Клайдбанке. [Цветков с.74]
26 мая 1913 г. фирма «Дж. Браун» прислала в РСО письмо и диаграмму испытаний модели корпуса в опытовом бассейне. По этому поводу, директор завода РСО — Н. И. Дмитриев, писал в Петербург: «Представляю письмо фирмы „Дж. Браун“ от 26 мая 1913 г и диаграмму испытаний в бассейне. Из диаграммы явствует, что обводы судна хороши, и поэтому мы приступаем к разбивке на плазе». Кроме того, Дмитриев представил чертёж № 10017 мидель-шпангоута для утверждения в ГУК. [Цветков с.74]
31 мая 1913 г. ГУК выслало в РСО для руководства теоретический чертёж и чертежи корпуса КРЛ водоизмещением 6800 т и скоростью 29,5 уз, разработанные Путиловским заводом. [Цветков с.74]
6 июня 1913 г. РСО направило письмо фирме «Дж. Браун» в котором изложило свои взгляды на проектирование КРЛ: «Мы произвели предварительный расчёт и нашли, что выполнить все требования технических условий Морского министерства к лёгким крейсерам для Чёрного моря при заданном водоизмещении 6800 т будет невозможно. При этом для определения точных весов механизмов наш завод препроводил Вам все необходимые чертежи и спецификации. По получении от Вас этих весовых данных, отправку которых мы надеемся, Вы произведёте в самое непродолжительное время, мы определим точную перегрузу этих кораблей и сделаем соответствующее заявление Морскому министерству. Но, насколько нам известно, оно не пойдёт на увеличение водоизмещения крейсера и только будет согласно не считать штрафы за перегрузку корабля в размере до 150 т. таким образом водоизмещение крейсеров будет 6950 . Так как северные заводы, которые будут строить крейсера по проекту лёгкого крейсера для балтийского моря, согласились на условия, предложенные Морским министерством, то мы будем вынуждены принять их и для черноморских крейсеров. Недостижение контрактной скорости и перегрузка корабля будут оштрафованы, и поэтому в настоящее время мы озабочены изысканиями возможных мер для уменьшения нагрузки корабля и обращаемся к Вам с просьбой высказать свои соображения по поводу уменьшения веса механизмов. Мы также просим Вас высказать свои соображения по поводу изменения технических условий и спецификаций или замены самой системы механизмов, например турбин Парсонса на турбины Кэртиса, если такие изменения могут дать существенную выгоду в весе». [Цветков с.75,76]
8 июня 1913 г. В соответствии с просьбой РСО модель крейсера водоизмещением 6950 т была испытана в бассейне с Клайдбанке. В ответном письме (от 08.06.1913 г.) руководство фирмы «Дж. Браун» сообщило, что повышение водоизмещения достигнуто за счёт увеличения осадки, а не за счёт возрастания ширины корпуса (иначе были бы значительные потери в скорости). При этом оказалось, что в отведённом для механизмов и котлов объёме можно разместить энергетическую установку мощностью 50000 л. с., практически дающую возможность развивать скорость 29 уз при водоизмещении 6950 т. «Хотя места для установки механизмов такой мощности и достаточно, мы полагаем необходимым увеличить водоизмещение, по крайней мере, до 7250 т, так как сейчас мы можем выделить на механизмы всего 1650 т вместо 1950 т., обусловленных спецификацией морского министерства». По данным фирмы «Дж. Браун» при водоизмещении 7250 т, осадка будет достигать 6,0 м, при мощности механизмов 50000 л.с, скорость будет достигать — 28,75 уз. [Цветков с.76]
В течение июня 1913 г. было окончательно установлено, что расчёты технического бюро РСО и фирмы «Дж. Браун» относительно перегрузки КРЛ в размере 300÷400 т полностью совпадают, Центральный комитет по постройке КРЛ решил вызвать представителя фирмы «Дж. Браун» в Петербург и вместе с ним сделать по этому поводу заявление Морскому министерству, совместно предложив построить КРЛ для чёрного моря по новому проекту без перегрузки, но с соответствующим увеличением стоимости. [Цветков с.77]
К концу июня 1913 г. возникли противоречия в ходе проектирования энергетической установки для черноморского КРЛ: Техническое бюро РСО продолжало разработку эскизного проекта КРЛ с котлами системы Ярроу, Морское министерство требовало в соответствии с указанием И. К. Григоровича установить котлы Долголенко-Бельвиля, а фирма «Дж. Браун» отказывалось нести всякую ответственность за эксплуатацию этих котлов на крейсерах. Для выхода из создавшейся ситуации требовалось: либо убедить Морское министерство в нецелесообразности установки котлов Долголенко -Бельвиля, либо привлечь для разработки энергетической установки наряду с фирмой «Дж. Браун» дополнительного подрядчика — фирму «Делонэ-Бельвиль» в Сен-Дени на Сене. [Цветков с.80]
7 июля 1913 г. в Петербург прибыл главный инженер фирмы «Дж. Браун», в предписании сообщалось: «Коммандер Вуд имеет при себе полное количество всех сведений и расчётов. С его приездом к Вам проблема водоизмещения и другие вопросы относительно изменений, которые могут быть сделаны в Технических условиях на материалы и механизмы в соответствии с нашей практикой, будут решены окончательно». Аргументы и авторитет фирмы «Дж. Браун» оказали решающее воздействие на Морское министерство… Заявления РСО и инженера Вуда о том, что балтийские КРЛ смогут развить скорость не более 27,5÷28,0 уз, но, при условии увеличения проектного водоизмещения с 6800 до 7200 т, с увеличением осадки примерно на 0,5 м — было принято в Морском министерстве, и руководство ГУК разрешило представить на рассмотрение проект черноморского КРЛ водоизмещением 7600 т. [Цветков с.74]
Сведения о пересмотре Технических условий на проектирование черноморских КРЛ были опубликованы в газете «Новое время», в статье анонимного автора: «Морское министерство, заказав четыре крейсера для Балтийского моря, при заказе таких же крейсеров для Чёрного моря, естественно полагало, что они могут быть выполнены по одним и тем же проектам, ввиду чего чертежи Путиловского завода были переданы вместе с договором на постройку крейсеров для Балтийского моря РСО и ОНЗиВ для руководства при заключении договора на два крейсера. По рассмотрению представленного морским министерством материала, названные общества пришли к неопровержимому, по их мнению, выводу, что крейсера по проекту Путиловского завода должны развивать не более 27,5-28,0 уз вместо 29,5 уз; что они будут иметь водоизмещение около 7200 т; что виду этого переуглубление их будет около 20 дюймов и что поэтому в условиях боевой обстановки, для которой эти суда, казалось бы, главным образом и предназначаются, они во всех отношениях будут не соответствовать боевым заданиям Морского министерства, имея тихий ход, затопленную броню и низко расположенную артиллерию. По мнению этих Обществ, удовлетворить боевым заданиям для крейсеров возможно при водоизмещении в 7500-7600 т, причём, идя навстречу Морскому министерству и желая во что бы то ни стало поддержать свою репутацию, названные два общества находят возможным дать такие вполне удовлетворительные суда с весьма малым приращением контрактной стоимости, а именно, всего 300 тыс. руб. Ввиду того, что, однако, до сих пор указанное предложение заводов не встретило того сочувствия со стороны ответственных органов Морского министерства, на которое, казалось бы оно имело право рассчитывать, названные Общества, энергичным образом разрабатывая проект, соответствующий сделанному ими предложению, и продолжая настоятельно рекомендовать принятие такового, формулировали свои условия, на которых они при всём своём желании нашли бы возможным принять постройку крейсеров, подобных крейсерам Путиловского завода. Помещая в котельные и машинные отделения наиболее мощные, насколько это позволяют размеры помещений, механизмы, названные Общества могут гарантировать скорость 29,0 уз лишь в том случае, если судно будет облегчено недогрузкой разных статей запасов до водоизмещения в 6800 т, причём действительное водоизмещение судна с нормальным количеством всех грузов будет около 7200 т и Общества не возьмут на себя ответственности и штрафов за переуглубление в этих пределах. В полном грузу, то есть с полным запасом топлива, снарядов, машинных и прочих запасов и т. д., крейсера будут иметь водоизмещение около 7400 т и скорость, не превышающую 27,5 уз, причём оси орудий будут приблизительно на 2 фута ниже той высоты над уровнем воды, которая признана необходимой требованиями Артиллерийского отдела ГУК».
16 июля 1913 г. РСО направило в Морское министерство письменное заявление: «Предлагается построить крейсер по проекту, выработанному нами совместно с нашим консультантом — фирмой „Дж. Браун“, водоизмещением 7600 т при выполнении всех заданий Морского министерства». В предложении указывалось, что мощность механизмов несколько увеличивается и скорость 29,5 уз сохраняется. «За предлагаемый нами крейсер, в виде исключения назначается весьма умеренная цена — 8600000 р.». [Цветков с.78]
Во второй половине июля 1913 г., после заявления цены и сроков готовности КРЛ в Техническом бюро РСО под руководством полковника М. И. Сасиновского началась разработка эскизного проекта КРЛ для Чёрного моря. Одновременно фирме «Дж. Браун» были высланы спецификации по корпусу и механизмам. [Цветков с.73]
24 июля 1913 г. в целях обеспечения секретности деловой переписки, сотрудники соответствующего отдела РСО (не лишённые чувства юмора…) составили и отправили в адрес правления завода в Николаеве, письмо: "Сообщаем для вашего сведения, что в дальнейшем в корреспонденции по вопросу о лёгких крейсерах мы будем применять условные названия, а именно: вместо «лёгкие крейсера» — «проект Балашка», а вместо фирма «Дж. Браун» — «Балдовище». [Цветков с.70]
1 августа 1913 г. директор фирмы «Дж. Браун», по поводу предполагаемой замены котлов Ярроу на котлы Бельвиля — письменно проинформировал администрацию черноморского Комитета: «Ввиду отсутствия опыта эксплуатации котлов Долголенко-Бельвиля мы не можем высказаться за их применение, особенно при столь крупной установке. Если котлы этого типа будут приняты на лёгких крейсерах, с нас должна быть снята всякая ответственность за их весовые данные и паропроизводительность». [Цветков с.81]
13 августа 1913 г. ОНЗиВ и РСО получили официальные приглашения на торги цен и сроков постройки КРЛ… [Цветков с.62]
В середине августа 1913 г. Центральный комитет по постройке черноморских КРЛ и фирма «Делонэ-Бельвиль» подписали соглашение о разработке конструкторской документации на постройку котлов типа Долголенко-Бельвиль, с условием, что проектная документация будет непосредственно отсылаться фирме «Дж. Браун» в Клайдбанк. Предварительные переговоры состоялись между представителем Комитета И. Ф. Бостремом и директором фирмы «Делонэ-Бельвиль» П.Радигером. В то же время в ЦК готовились материалы, аргументирующие целесообразность установки на КРЛ котлов типа Ярроу. [Цветков с.81]
23 августа 1913 г. Член ЦК по постройке черноморских КРЛ — Дж. Ф.Кркустон направил запрос в представительство фирмы «Делонэ-Бельвиль» в Петербурге, следующего содержания: «Просим безотлагательно снабдить фирму „Дж. Браун“ необходимыми данными по поводу установки котлов Бельвиля на крейсере водоизмещением 7600 т., а также командировать вашего инженера на завод „Дж. Браун“ в Клайдбанке». Крукстон просил также срочно сообщить, по какой цене за пуд Франко-Русский завод согласится изготовить 24 котла Долголенко-Бельвиля с общей паропроизводительностью 350 тыч кг/ч. [Цветков с.81]
Представителем фирмы «Делонэ-Бельвиль» в Петербурге являлся один из директоров Франко-Русского завода Ф. Л. Радлов, контора которого располагалась на набережной реки Пряжки, дом 5. [Цветков с.81]
В конце августа 1913 г. РСО направил фирме «Дж. Браун» телеграмму: «Любезно просим информировать нас, как скоро и насколько удобно требуемое количество котлов Долголенко — Бельвиля может быть помещено в пространство, отведённое для котлов Ярроу, сходны ли котлы по весу и форме и как их установка повлияет на водоизмещение крейсера и мощность главных механизмов. Морской министр сильно расположен к котлам типа Долголенко-Бельвиля, которые не подходят ни нам, ни ОНЗиВ. Поэтому мы затребовали от Вас всю необходимую информацию, поддерживающую нашу точку зрения и интересы». [Цветков с.81]
26 августа 1913 г. кораблестроительный отдел ГУК, на основании проведённого им анализа замечаний РСО (от 01.09.1912 г.) по эскизному проекту балтийского КРЛ Адмиралтейского завода, в свою очередь — составил служебную записку: «О недоразумениях в весовой нагрузке крейсеров водоизмещением 6800 т.», с указанием следующих замечаний:
а) масса подкреплений под 130-мм орудия показана в два раза меньшей, чем на линкоре «Императрица Мария», где палубы значительно прочнее и подкрепления могли бы быть легче; [Цветков с.72]
б) все без исключения корабельные системы (водоотливная, осушительная, отопительная и др.) совершенно не соответствуют нормам, принятым в русском флоте (по массовым данным); [Цветков с.72]
в) устройство для погрузки угля с требуемой подачей 400 т/ч имеет массу 55 т (на «Императрице Марии» — 80 т), а в проекте для этого отводится только 8 т; [Цветков с.72]
г) масса краски сосчитана только для двух покрытий, а по спецификации требуется три; [Цветков с.72]
д) масса 130-мм орудий (222 т), принятая по предварительным данным Обуховского завода, в соответствии с окончательным проектом орудий увеличилась до 310 т; [Цветков с.73]
е) постановка в док по мальтийскому методу требует дополнительного подкрепления всех переборок (по опыту линкора «Императрица Мария»), что так же повлечёт за собой дополнительную нагрузку; [Цветков с.73]
ж) электрооборудование будет иметь массу 173 т, а не 127 т, как было указано предварительно. [Цветков с.73]
Далее… «Если крейсер водоизмещением 6800 т даёт 29,5 уз при мощности механизмов 50000 л. с., то крейсер в 7600 т разовьёт скорость 29,5 уз при 55000 л.с, причём последнее обойдётся дороже на 300000 рублей». [Цветков с.73]
Приведённые в данной записке замечания повлияли на окончательное решение Морского министерства по величине контрактного водоизмещения и стоимости черноморских КРЛ. [Цветков с.73]
17 сентября 1913 г. На Техническом совете ГУК рассмотрен представленный РСО эскизный проект КРЛ для Чёрного моря. Все сходились во мнениях, что представленный проект идентичен проекту крейсера для Балтийского моря, отметив следующие отличия: увеличены водоизмещение и главные размерения, причём увеличение длины КРЛ произошло за счёт удлинения турбинных и котельных отделений; в связи с возрастанием изгибающего момента был усилен набор корпуса (увеличены толщины обшивки борта и стрингеров на 1 мм, настила палуб с 20 до 22 мм в средней части корпуса на протяжении 0,25 его длины; дополнительное водоизмещение (800 т) использовано главным образом на усиление набора корпуса, броню и корабельные системы; на 52 т увеличен запас жидкого топлива при снижении массы механизмов на 90 т; мощность турбин повышена на 5000 л. с. Все отделы ГУК представили следующие замечания по проекту:
Механический отдел ГУК: обратил внимание на малую массу механизмов (1850 т), по сравнению с массой механизмов балтийских КРЛ, в частности КРЛ проекта Путиловского завода (1910 т), и пришёл к выводу, что проектная масса механизмов должна быть увеличена минимум на 130 т.; отметил отсутствие холодильников для вспомогательных механизмов, недостаточную мощность нефтяных насосов, малую толщину котельных коллекторов; отмечены отступления от образцовой спецификации по механизмам; по мнению Механического отдела ГУК отмеченные недостатки в основном были вызваны стремлением уменьшить общую массу механизмов; отмечено, что представленные в проекте котлы системы Ярроу — не соответствуют предписанию морского министра (от 06.03.1913 г.) об установке на крейсерах для Чёрного моря котлов системы Долголенко-Бельвиля.
Морское министерство согласилось рассмотреть проект только потому, что черноморский Комитет не успел получить данные о котлах Бельвиля.[Цветков с.79]
Артиллерийский отдел ГУК: отметил возможность более рационального размещения элеваторов подачи боеприпасов и артиллерийских погребов; предписал принять общую массу артиллерийского вооружения равной 430 т. [Цветков с.79]
19 сентября 1913 г. Центральный комитет по постройке КРЛ для Чёрного моря подтвердил полученные замечания ГУК и приступил к их устранению, с учётом, остававшегося в силе предписания морского министра (от 06.03.1913 г.) о применении для черноморских КРЛ котлов системы Долголенко-Бельвиля, вместо представленных в эскизном проекте котлов системы Ярроу. [Цветков с.80] При этом, главному инженеру-механику РСО полковнику В. М. Бакину было поручено составить отзыв об эксплуатационных качествах котлов Долголенко-Бельвиля — методом подробного сравнительного анализа котлов типа Ярроу и Бельвиля по всем параметрам. В итоге было дано заключение, что для быстроходных судов и особенно военных, где приходится часто менять скорость в широких пределах, более пригодны котлы типа Ярроу. [Цветков с.82]
21 сентября 1913 г. начальник МГШ вице-адмирал князь А. А. Ливен сообщил в ГУК, что «…названия двух лёгких крейсеров для Чёрного моря высочайше утверждены и они именуются теперь „Адмирал Лазарев“ и „Адмирал Нахимов“». [Цветков с.85]
11 октября 1913 г. По инициативе морского министра состоялось заседание Совещания по судостроению, которое вынесло постановление о немедленной закладке двух черноморских КРЛ, не ожидая окончания проектных работ и заключения контрактов. [Цветков с.89]
26 ноября 1913 г. фирма «Дж. Браун» выслала в Петербург два варианта расположения турбин в машинных отделениях с котлами Ярроу (варианты А и В) и один вариант с котлами Долголенко-Бельвиля (вариант С):
 — Вариант А (с котлами Ярроу) предусматривал расположение четырёх независимых турбин в четырёх отдельных машинных отделениях. Этот вариант имел большое преимущество относительно боевой живучести и общей массы установки.
 — Вариант В (с котлами Ярроу) повторял размещение, принятое Путиловским заводом: в носовых машинных отделениях — турбины высокого давления (ВД), а в кормовых — турбины низкого давления (НД); холодильники устанавливались в кормовых машинных отделениях, при этом через водонепроницаемые переборки между носовыми и кормовыми машинными отделениями требовалось пропускать паропроводы большого диаметра; главный недостаток состоял в том. Что турбины одного борта были тесно связаны друг с другом и при выходе из строя одной из них (ВД или НД) выходила из строя вся группа турбин одного борта.
 — Вариант С соответствовал варианту А, но с котлами Долголенко-Бельвиля; [Цветков с.85]
По согласованию с Морским министерством, в ноябре 1913 г., для реализации при постройки черноморских КРЛ, предпочтение было отдано варианту А, обеспечивающему наибольшее преимущество относительно боевой живучести и общей массы установки. [Цветков с.85]
5 декабря 1913 г. Центральный комитет по постройке КРЛ для Чёрного моря представил в ГУК спецификацию по механизмам КРЛ для Чёрного моря в двух вариантах: с котлами типа Ярроу и типа Долголенко-Бельвиля — рассмотренным и одобренным фирмой «Делонэ-Бельвиль». [Цветков с.82]
По данным фирмы «Дэлонэ-Бельвиль»:
— установка с котлами Долголенко-Бельвиль оказалась на 80 т тяжелее, чем установка с котлами Ярроу; при расчёте массы котельной установки фирма не учла: массы сепараторов (8 т); перегрузку в (4 т) на утолщение всех паропроводов, вследствие увеличения давления пара с (17 атм) до(20 атм); перегрузку (52 т) для усиления котельных трубок и кирпичной кладки в топочном пространстве, в соответствии с требованиям английского Адмиралтейства; общая неучтённая фирмой перегрузка крейсера при установке котлов системы Долголенко-Бельвиль определена величиной 144 т, при соответствующем увеличении осадки — около 10 см; [Цветков с.82]
 — вертикальные габариты котлов Долголенко-Бельвиля заполняли собой всё пространство от внутреннего дна до второй палубы, практически не оставляя места для прокладки главных паропроводов и вызывая необходимость установки дымоходов бортовых котлов под малыми углами наклона, что отрицательно влияло на тягу; [Цветков с.82]
 — установка 32-х котлов системы Долголненко-Бельвиля (вместо 14-ти котлов Ярроу) — требовала увеличения числа кочегаров; возрастало число стопорных и предохранительных клапанов, водомерных приборов и регуляторов питания; [Цветков с.83]
 — за постройку котлов своей конструкции фирма «Дэлонэ-Бельвиль» с каждого квадратного метра нагревательной поверхности, взимала определённую плату, пользуясь лицензионным правом, которая для четырёх черноморских крейсеров составляла значительную сумму, выплачивать которую из денег, причитающихся за постройку крейсеров, РСО и ОНЗиВ наотрез отказались… Вероятно это был завершающий довод повлиявший на решение Морского министерства. [Цветков с.83]
В заключительной части спецификации член комитета Дж. Ф.Крукстон подчеркнул, что «наш консультант фирма Дж. Браун» вполне присоединяется к нам в отношении всего сказанного и её главный инженер мистер Вуд, который находится в настоящее время (декабрь 1913 г.) в Петербурге, в любое время готов дать все необходимые пояснения по этому вопросу". Крукстон попросил также ускорить решение вопроса о котлах в Морском министерстве, так как разработка варианта с котлами Долголенко-Бельвиля заняла уже полгода. [Цветков с.83]
7 декабря 1913 г. начальник ГУК вице-адмирал П. П. Муравьёв сообщил администрации правления РСО и ОНЗиВ: «морской министр по моему докладу о типе котлов для лёгких крейсеров Чёрного моря утвердил котлы типа Ярроу. В связи, с чем прошу незамедлительно представить в ГУК окончательно разработанные чертежи и спецификации с котлами Ярроу». [Цветков с.83]

## Рабочее проектирование и постройка КРЛ на северных и южных заводах
Характерной особенностью строительства балтийских и черноморских КРЛ являлось одновременное выполнение почти всех работ — проектирование и выпуск рабочих чертежей, исполнение заказов на стороне, сборка на стапеле и изготовление котлов и турбин. Это требовало от всех исполнителей строгого соблюдения договорной дисциплины, что не всегда выполнялось в связи «с обстоятельствами военного времени». Особенно отражалось на процессе постройки изменение ранее принятых технических решений. [Цветков с.102]

### События 1913 г.
После утверждения совместного эскизного проекта КРЛ, Путиловский и Ревельский заводы самостоятельно приступили к разработке детальных чертежей проекта (рабочему проектированию). В соответствии с «Основаниями для разработки лёгких крейсеров» утверждённых морским министром, разработка детальных чертежей производилась каждым заводом самостоятельно. [Цветков с.67, 127]
В процессе рабочего проектирования унификация конструктивного исполнения балтийских КРЛ осуществлялась автоматически, поскольку в качестве субконтрагентов при заказе основных корабельных устройств и систем для КРЛ Путиловской верфи и Ревельского завода выступали практически одни и те же предприятия, которым было гораздо выгоднее тиражировать электрические генераторы, двигатели, шпилевые устройства рулевые машины и другие механизмы о уже готовым чертежам, чем разрабатывать новые. [Цветков с.127]
В начале января 1913 г. Ревельский завод представил в ГУК на рассмотрение проект электроэнергетической системы КРЛ в двух вариантах: на постоянном токе напряжением 225 В, и на переменном трёхфазном токе с частотой 50 Гц, напряжением 225 В при cosφ = 0,8. Оба варианта электросистем были разработаны по заданию ГУК и включали носовую и кормовую электростанции. Носовая электростанция размещалась на платформе в районе 25-31 шп. и была оборудована двумя дизель-генераторами (дизель-динамо) мощностью по 75 кВт каждый и распределительным щитом, который позволял осуществлять коммутацию электроэнергии и управлять режимами работы генераторов в различных вариантах — правый борт, левый борт, один генератор, оба генератора в параллель и др. Кормовая электростанция размещалась на платформе в районе 103-108-го шп., но была оборудована двумя турбогенераторами (турбодинамо) мощностью 125 кВт каждый. Здесь же размещался и главный распределительный щит, который выполнял те же функции. Питание турбин свежим паром осуществлялось от паропровода вспомогательных механизмов, а отработавший пар отводился в холодильник вспомогательных механизмов. В первом варианте первичным источником электроэнергии был генератор постоянного тока с коллектором и контактными щётками, работавший по схеме компаунд. Этот тип электрогенератора напряжением 225 В на различные мощности выпускался Рижским заводом Всеобщей компании электричества (ВЭК), отличался высокой эксплуатационной надёжностью, долговечностью и тщательностью изготовления. Во втором варианте, в качестве первичного источника электроэнергии предполагалось использовать синхронную трёхфазную электрическую машину переменного тока напряжением 225 В. В приложенной к проекту спецификации электрооборудования были перечислены потребители постоянного и переменного трёхфазного тока. К первой группе относились электроприводы относительно большой потребляемой мощности с широким диапазоном регулирования частоты вращения — шпилевые устройства, рулевой привод системы Федорицкого — Вольта, электролебёдки для подъёма катеров и погрузки угля, а также устройства питания прожекторов. Вторую группу потребителей составляли приборы, которые могли питаться непосредственно от бортовой сети переменного тока, то есть в основном трёхфазные синхронные двигатели, работавшие с постоянной частотой вращения (электродвигатели аэрорефрижераторного устройства, лебёдок, артиллерийских элеваторов подачи боеприпасов, вентиляторов турбинных и жилых помещений, переносных вентиляторов, системы проворачивания главных турбин, приводов станков в судовой мастерской, а также умформер радиостанции и приборы электроотопления). [Цветков с. 128]
В начале 1913 г. между заказчиком (Морским министерством) и исполнителями (Путиловской верфью и Ревельским заводом) была согласована окончательная цена за один КРЛ — 8,3 млн руб. вместо 9,6 млн.руб., на которой настаивали Путиловская верфь и Ревельский завод. Снижение цены стало возможным за счёт уступок в скорости корабля, которая за время согласования эскизного проекта постепенно «сползала» с 31,0 до 29,5 уз., что сделало КРЛ практически неспособными для преследования современных эскадренных миноносцев с 35-уз скоростью. [Цветков с. 129]
18 января 1913 г. состоялся совместный доклад МГШ и ГУК морскому министру по поводу окончания эскизного проекта КРЛ для Балтийского моря. В докладе сообщалось: «Представленные заводами для утверждения проекты крейсеров водоизмещением около 6900 т считаем вполне приемлемыми, за исключением запаса топлива». Далее в докладе были приведены пояснения, что по первоначальным тактическим заданиям МГШ крейсера должны были иметь запас топлива, необходимый для 18 ч полного хода и 50 ч 24-уз хода. Однако, несмотря на все усилия, предпринятые в процессе проектирования, Путиловская верфь и Ревельский завод пришли к заключению, что эти требования, как и требования 30-уз скорости не выполнимы. В связи с этим заводы обратились в Морское министерство с ходатайством снизить установленные нормы до 16 ч полного хода и 48 ч 24-уз хода, а также уменьшить скорость полного хода до 29,5 уз. В своё время об этом было доложено морскому министру, который дал устное согласие на снижение требования МГШ. В конце доклада начальник МГШ вице-адмирал А. А. Ливен и начальник ГУК вице-адмирал П. П. Муравьёв сделали важный вывод, объяснявший все недостатки спроектированных КРЛ: отсутствие башенной артиллерии, малый район плавания, незначительная скорость и др. «Считаясь с необходимостью не выйти из пределов отпущенных ассигнований, что неизбежно при увеличении водоизмещения, ибо поместить требуемые запасы топлива в проектном тоннаже за неимением места невозможно, заводам в соответствии с Вашим устным согласием было разрешено отступить от требований Технических условий». [Цветков с. 136]
21 января 1913 г. правление Ревельского завода сообщило в морское министерство: «после окончательных расчётов нагрузки лёгкого крейсера для балтийского моря, когда были приняты все замечания и дополнения ГУК, водоизмещение корабля определилось в 6850 т, то есть на 100 т больше против установленного (6750 т) при выдаче предварительного наряда» (50 т — запас в водоизмещении). Далее перечислялись статьи нагрузки, по которым произошло увеличение массы: введение цистерн Фрама (25 т), замена настила палубы из орегонской сосны тиковой (18 т), усиление изоляции артпогребов (10 т), переоборудование операционного пункта и лазарета (4 т), повышение мощности электрооборудования и турбин (45 т). Ревельский завод не хотел брать эту перегрузку на себя, а затем выплачивать штраф Морскому министерству. ГУК стремилось как можно скорее заключить контракт и начать постройку КРЛ, поэтому было решено — принять появившуюся перегрузку, но испытания КРЛ проводить при водоизмещении 6800 т. за счёт уменьшения нормального запаса топлива при пробеге со скоростью 29,5 уз. [Цветков с. 129.130]
29 января 1913 г. Технический совет ГУК принял предложения Ревельского и Путиловского заводов по облегчению массы корпуса КРЛ путём срезки нижней кромки брони. [Цветков с. 130]
14 февраля 1913 г. Морское министерство одновременно заключило контракты с Путиловской верфью на постройку двух КРЛ типа «Адмирал Бутаков», и с Ревельским заводом на постройку двух КРЛ типа «Светлана». Сроки готовности головных КРЛ запланирован на 1 августа 1915 г., а последующих — на 15 октября 1915 г. [Цветков с.136,137]
14 февраля 1913 г. был подписан контракт между Морским министерством и Ревельским заводом на строительство двух КРЛ. От заказчика свою подпись на контракте поставил начальник отдела общих дел генерал-майор Н. М. Сергеев, а от исполнителя — член правления Русского общества для изготовления снарядов и боевых припасов инженер — технолог К. М. Соколовский. Поскольку механические мастерские Ревельского завода ещё достраивались, контракт разрешал заводу «заказать за границей турбинные механизмы со всеми вспомогательными к ним механизмами и половинное число котлов для первого крейсера». Готовность первого крейсера к испытаниям устанавливалась на 1 июля 1915 г., а второго — 1 октября 1915 г.). Условия контракта, на постройку КРЛ для Балтийского моря, по существу совпадали с условиями контракта на постройку черноморских КРЛ, указывались средняя осадка (5,63 м) и метацентрическая высота (0,9 м); отступление от них влекло за собой штрафы. При развитии скорости 29,5 уз эквивалентное количество топлива, сжигаемого в универсальных котлах, не должно было превышать 240 кг/м2 колосниковой решётки за час. А в нефтяных котлах — 4,5 кг/м2 нагревательной поверхности котлов. Нижний предел скорости при которой крейсер ещё мог быть принятым в казну, составлял 28,0 уз. [Цветков с. 130]
25 сентября 1913 г. в письме ОНЗиВ сообщило «Руссуду», что за постройку турбин расчётной мощностью 52459 л. с. для одного КРЛ обществу «Турбиния АГ» необходимо выплатить 760655 марок 50 пфеннигов, или 357508 руб.08 коп. (с учётом переводного коэффициента курса валют, равного 0,47).
В целом котельная установка КРЛ «Адмирал Нахимов» производства ХПЗ была аналогична котельной установке КРЛ «Адмирал Лазарев», которая изготовлялась в мастерских ОНЗиВ. Для изготовления турбинных механизмов Парсонса в мастерских ОНЗиВ необходимо было приобрести лицензию на право их производства. Право продажи лицензий и взимания платы за производство турбин Парсонса в Европе принадлежало германскому акционерному обществу «Турбиния АГ», которое в своё время приобрело это право у «Бюро судовых турбин Парсонса». По прейскуранту «Турбиния АГ» за каждую лошадиную силу мощности турбин изготовитель в зависимости от класса корабля должен был уплатить: для броненосцев 24 марки, для больших крейсеров 18 марок, для малых крейсеров 14 марок 50 пфеннигов; для миноносцев 12 марок. Договор между обществом «Турбиния АГ» и ОНЗиВ на право производства турбин системы «Броун-Бовери-Парсонс» был заключён ещё 18 июля 1911 г. (подписали директор ОНЗиВ И.Канегиссер и представитель «Турбиния АГ» Ф.Гох), когда начиналось строительство эскадренных миноносцев типа «Новик» для Чёрного моря. Таким образом, за четыре крейсера черноморский Комитет выплачивал «Турбиния АГ» более 1,6 млн.руб. Платить приходилось как за производство турбин, так и за использование других зарубежных изобретений, в частности, за рекомендованную фирмой «Дж. Браун» систему отопления нефтяных котлов с применением форсунок Торникрофта пришлось выплачивать фирме «Дж. Торникрофт» 1,25 пенса за один квадратный фут нагревательной поверхности котлов; в соответствии с договором, заключённым ОНЗиВ с фирмой «Дж. Торникрофт», комитету пришлось выплатить 455 фунтов стерлингов за каждый крейсер. В соответствии с контрактом турбины для крейсеров изготовлялись в механических мастерских ОНЗиВ, которые не могли производить у себя все части турбин, в частности роторные поковки, из-за отсутствия ковочных прессов, а также лопаточный материал, который вообще не выпускался в России, поэтому лопаточный материал, турбинные поковки роторов, активные колёса Кэртиса и некоторые другие части пришлось заказывать в Англии. Изготовление частей турбин и их сборка в мастерских ОНЗиВ осуществлялась по английской технологии, поэтому даже серебряный припой для пайки лопаток приходилось заказывать в Англии. [Цветков с.97÷99]
28 сентября 1913 г. Высочайшим приказом по Морскому ведомству (от 28.09.1913 г.) двум КРЛ предполагаемых к постройке на Путиловской верфи были присвоены названия: «Адмирал Бутаков» и «Адмирал Спиридов». Головной КРЛ «Адмирал Бутаков» получил название в память о выдающемся адмирале русского флота — Г. И. Бутакове (1820—1882) — основателе тактики парового и броненосного флота. Второй КРЛ « Адмирал Спиридов» получил название в память об адмирале русского флота — Г. А. Спиридове (1713—1790), командовавшего эскадрой в Чесменском сражении 26 июня 1970 г. [Цветков с. 137]
28 сентября 1913 г. в соответствии с высочайшим приказом по Морскому ведомству (от 28.09.1913 г.) двум лёгким крейсерам Ревельского судостроительного завода были присвоены наименования «Светлана» и «Адмирал Грейг». Первый КРЛ унаследовал название крейсера «Светлана», геройски погибшего 28 мая 1905 г. в Цусимском сражении, второй КРЛ — был назван в честь адмирала русского флота С. К. Грейга, командовавшего балтийским флотом в компании 1788 г. во время русско-шведской войны 1778—1790 гг.[Цветков с. 130]
9 октября 1913 г. Ревельский завод представил в ГУК таблицу плазовых ординат КРЛ типа «Светлана» в соответствии с которыми расчётное водоизмещение составляло 6807 т. [Цветков с. 131]
11 октября 1913 г. в связи с поступлением средств на строительство черноморских КРЛ по программе 1912 г. — в Петербурге, в здании Главного адмиралтейства, по инициативе Морского министерства состоялось заседание Совещания по судостроению, которое постановило — немедленно заложить два КРЛ для Чёрного моря. Не ожидая окончания проектных работ и заключения контрактов. [Цветков с.89]
14 октября 1913 г. на заводы «Руссуд» и «Наваль» пришли письма из ГУК: «Предполагается теперь же приступить к постройке лёгких крейсеров для Чёрного моря водоизмещением 7600 т и скоростью 29,5 узлов на нижеследующих условиях» (указанные условия постройки позже были включены в контракт). Для участия в церемонии закладки в Николаев срочно выехали руководители Морского министерства: М. В. Бубнов, П. П. Муравьёв и Н. Н. Пущин. [Цветков с.89]
В октябре 1913 г. накануне закладки первых двух КРЛ для Чёрного моря, были распределены заказы на их постройку между судостроительными предприятиями: ОНЗиВ («Наваль») и РСО(«Руссуд»), расположенные в Николаеве. Каждое предприятие получило подряд на два крейсера: ОНЗиВ на КРЛ «Адмирал Лазарев» и «Адмирал Истомин», РСО на КРЛ «Адмирал Нахимов» и «Адмирал Корнилов». [Цветков с.86]
19 октября 1913 г. на стапелях завода РСО «Руссуд» были заложены КРЛ «Адмирал Лазарев» и «Адмирал Нахимов». На серебряной закладной доске, вложенной в киль будущего корабля, под изображением крейсера была надпись: "Лёгкий крейсер «Адмирал Лазарев» заложен… После окончания церемонии официальной закладки стапеля обезлюдели, дальнейшие работы по сборке крейсера прекратились из-за отсутствия материалов. [Цветков с.89]
29 октября 1913 г. разметчики «Руссуда» приступили к разбивке теоретического чертежа на плазе, но судостроительная сталь, поставляемая обществом «Продамета» и Коломенским заводом, ещё не прибыла в Николаев и судостроительные мастерские простаивали без дела. [Цветков с.89,90]
16 ноября 1913 г. в рамках реализации большой судостроительной программы, на стапелях новой Путиловской верфи, в большом эллинге — состоялась закладка двух КРЛ «Адмирал Бутаков» и «Адмирал Спиридов», эскадренных миноносцев и спасательного судна «Волхов», в присутствии: товарища Морского министра вице-адмирал М. В. Бубнова, начальника Главного управления кораблестроения вице-адмирала Муравьёва, членов Государственной думы, правления Путиловского завода во главе с директором генералом Бринком, правления Путиловской верфи с директором господином Орбановским и его помощником, строителем быстроходнейшего в мире корабля «Новик» инженером Теннисоном и многие другие. Наблюдающим за постройкой КРЛ от Морского министерства был назначен корабельный инженер полковник И. Е. Храповицкий. [Цветков с.120,121, 137]
24 ноября 1913 г. в присутствии морского министра на больших стапелях Ревельского (Русско-Балтийского) судостроительного завода, ещё не совсем оконченных постройкой, состоялась торжественная закладка двух КРЛ: «Светлана» и «Адмирал Грейг», а также четыре эскадренных миноносца типа «Гавриил». Разбивка на плазе теоретического чертежа корпуса только что закончилась, но сталь для корпусов ещё не была заготовлена.[Цветков с. 121, 130, 131]
В конце 1913 г. Ревельский судостроительный и механический завод выделился из Русского общества для изготовления снарядов и боевых припасов в самостоятельное предприятие с новым названием «Русско-балтийское судостроительное и механическое акционерное общество». К концу 1913 г. на Ревельском заводе насчитывалось около 10 тыс. рабочих и более 1000 инженерно-технических работников и служащих. Директором нового предприятия стал уволенный в запас корабельный инженер полковник А. И. Гаврилов, служивший ранее на казённом Адмиралтейском заводе в Петербурге. Наблюдающим за постройкой кораблей на Русско-Балтийском заводе от морского министерства были назначены корабельный инженер подполковник И. В. Благовещенский (по корпусу) и инженер-механик капитан 2 ранга Г. М. Хоментовский, а затем капитан 2 ранга А. А. Шафров (по механической части). Строителем КРЛ был назначен 26-летний уволенный в запас штабс-капитан В. А. Озаровский. [Цветков с.121]
К концу 1913 г. готовность по массе корпуса КРЛ «Светлана» составляла 2,5 %, а КРЛ «Адмирал Грейг» и того меньше… Это было связано с задержкой в поставке материалов и неподготовленностью самой верфи немедленно приступить к работам на больших стапелях. [Цветков с. 131]
С 1 декабря 1913 г. на стапелях Путиловской верфи приступили к сборке КРЛ «Адмирал Бутаков» и «Адмирал Спиридов», которые после закладки получили обозначения соответственно: «судно № 98» и «судно № 99». [Цветков с. 137]
5 декабря 1913 г. «Руссуд» направил в ГУК свои замечании я по проектам контрактов. Эти замечания не затрагивали согласованных заранее принципиальных вопросов постройки КРЛ, и касались лишь уточнения размеров и сроков погашения очередных платежей за выполнение очередных этапов построечных работ и выплаты задаточных денег, а также сроков поставки Морским министерством брони, артиллерии, приборов управления огнём и других предметов, не входивших в номенклатуру завода.[Цветков с.90]
16 декабря 1913 г. в 3 ч дня на заседании технического совета ГУК, в присутствии представителей администрации «Руссуд» и «Наваль», был рассмотрен проект контрактов и окончательно установлен срок полной готовности к испытаниям КРЛ «Адмирал Лазарев» и «Адмирал Нахимов» — 20 октября 1916 г. [Цветков с.90]

### События 1914 г.
С начала 1914 г. Комитет приступил к оформлению заказа оборудования из расчёта сразу на четыре КРЛ для Чёрного моря. [Цветков с.100]
С 21 января 1914 г. начата поставка из Англии чертежей и частей турбин для первого черноморского КРЛ. [Цветков с.100]
31 января 1914 г. ОНЗиВ и РСО проинформировали ГУК об организации Центрального комитета по постройке КРЛ и его функциях: "Настоящим имеем честь довести до сведения, что для единообразия и успешности постройки лёгких крейсеров типа «Адмирал Нахимов» при правлении «Руссуда» организован Центральный комитет по постройке лёгких крейсеров, в состав которого из числа директоров правлений РСО и ОНЗиВ вошли членами Дж. Ф.Крукстон (РСО), и И. Ф. Бострем (ОНЗиВ) и Г. А. Блох. Ввиду изложенного покорнейше просим ваше превосходительство в целях упрощения сношений по вопросам, связанным с постройкой лёгких крейсеров, адресовать всю переписку по означенным вопросам по адресу: Спб., Центральному комитету по постройке лёгких крейсеров, Галерная, 63, кВ.6«. Комитет набрал штат сотрудников в несколько десятков человек. Таким образом, система управления судостроительными предприятиями, фактически стала трёхзвенной» — правление РСО — правление ОНЗиВ — Комитет правления заводов того и другого обществ. Объектами управления были сами заводы. Создание Комитета явилось первым шагом на пути слияния обществ и организации треста «Наваль-Руссуд». Расходы по содержанию Комитета были включены в стоимость крейсеров. С экономической точки зрения соглашение носило откровенно монополистический характер и ставило Морское министерство перед фактом установления единых цен на крейсера как со стороны РСО, так и ОНЗиВ. Об этом свидетельствует секретный тексте соглашения: «ОНЗиВ и РСО делают Морскому министерству тождественные предложения в отношении цен, сроков, платежей и во всём прочем, относящемся к постройке двух лёгких быстроходных крейсеров в 7600 т водоизмещением каждый для Чёрного моря. Общества делают предложения и принимают заказ, каждое на один крейсер. Никаких изменений или прибавлений в условиях поставки без обоюдного согласия договаривающихся сторон допущено быть не может». [Цветков с.68]
Письменное соглашение между РСО и ОНЗиВ о создании Центрального комитета по постройке КРЛ — с целью организовать совместный рабочий орган по их проектированию и постройке — было подписано ещё раньше — 30 апреля 1913 г., после того как оба предприятия приняли предложение от Морского министерства. [Цветков с.67] В соответствии с соглашением все решения, принимаемые Комитетом, были обязательными для исполнения ОНЗиВ, и РСО. Время функционирования Комитета определялось сроками готовности крейсеров.[Цветков с.69] В обязанности Комитета входило распределение между РСО и ОНЗиВ всех работ по постройке КРЛ в соответствии с профилем и производственными возможностями заводов, а также передача на сторону тех заказов, которые не могли быть исполнены ни тем, ни другим предприятием. [Цветков с.69]
В связи с тем, что Центральный комитет по постройке КРЛ был организован при правлении «Руссуда», который получил подряд на постройку КРЛ «Адмирал Нахимов», то и общее название типа КРЛ для двух заводов, с 31 января 1914 г. было определено как — тип «Адмирал Нахимов».
На первом этапе своей деятельности Комитет о постройке черноморских КРЛ координировал всю работу по (рабочему) проектированию КРЛ, представлял на утверждение все чертежи и согласовывал с Морским министерством спецификации по корпусу, механизмам, артиллерии, электрооборудованию и др., занимался решением всех вопросов по оказанию технической помощи со стороны фирмы «Дж. Браун», руководил работой технического бюро РСО, где разрабатывалась вся проектная документация КРЛ. [Цветков с.69]
К февралю 1914 г. фирма «Дж. Браун» выслала в Россию чертежи трёх котельных систем: главного паропровода свежего пара, паропровода отработавшего пара и паропровода вспомогательных механизмов, но без чертежей арматуры. При этом ожидалась поставка чертежей трубопроводов питательной воды, продувания котлов и нефтепроводов. [Цветков с.97]
В феврале 1914 г. ГУК предложило пересмотреть продольную прочность корпуса КРЛ, уменьшив коэффициент k с 30 до 21, для расчётной формулы: Mmax = P*L / k, где Mmax — максимальный изгибающий момент; P — водоизмещение; L — длина корабля. Причём требование к допустимым напряжениям в продольных связях, равным не более 40 % от предела упругости, оставить прежним. Это привело к необходимости увеличения момента инерции миделевого сечения корпуса на 43 %, что могло быть обеспечено путём усиления наиболее удалённых от нейтрали продольных связей примерно на 3200 см2, из которых перовая половина приходилась на нижние связи (наружную обшивку до четвёртого стрингера, внутреннее дно и стрингера) и вторая половина — на верхние связи (настил верхней палубы и тонкую бортовую броню верхнего пояса). В условиях, когда вся сталь уже была заказана, а на плазе шла заготовка шаблонов элементов набора. Надо было найти такой путь увеличения продольной прочности, который позволил бы, не прекращая начатые работы, удовлетворить новое требование ГУК. Техническое бюро «Руссуд» под руководством главного корабельного инженера Л. Л. Коромальди предложило увеличить толщины: трёх бортовых поясьев настила верхней палубы, верхнего броневого пояса, внутреннего дна и накладных поясьев, перенося последние с наружной обшивки на внутреннее дно. При этом стрингеры и листы наружной обшивки оставались без изменений, что позволяло, не прекращая работ, дождаться поступления новых материалов с увеличенной толщиной листов. В результате усиления продольных связей корпуса образовалась перегрузка в 30 т, которую ГУК было вынуждено разрешить. [Цветков с.102,103]
11 февраля 1914 г. правление «Руссуда» сообщило в ГУК, что между ним и ОНЗиВ достигнуто соглашение о разделении работ по постройке крейсеров «Адмирал Лазарев» и «Адмирал Нахимов»: оба корпуса будут строиться «Руссудом», а механизмы — ОНЗиВ. При этом заводы обменяются между собой соответствующими нарядами. В это время проекты контрактов на постройку КРЛ находились в стадии согласования между заказчиком и контрагентами. Несмотря на организацию совместного Центрального комитета по постройке КРЛ, предполагалось заключить контракты отдельно с каждым заводом. [Цветков с.90]
25 февраля 1914 г. На запрос «Руссуда» о возможности заказа котельной установки для КРЛ «Адмирал Нахимов», директор Харьковского паровозостроительного завода (ХПЗ) — С.Палашковский сообщил, что Русское паровозостроительное и механическое общество принимает на себя поставку всех 14 котлов Ярроу с полным оборудованием котельных отделений (но без вспомогательных механизмов) по цене 18 руб. за пуд. ХПЗ также брал на себя доставку котлов по условию поставки: «франко-вагон» до станции Николаев Южных железных дорог и установку их на корабле. Производственные мощности ХПЗ позволяли без особых усилий изготовить котельную установку для КРЛ «Адмирал Нахимов» в течение одного года. Администрация ХПЗ предлагала разделить работу по постройке котлов на два этапа: вначале изготовить сами котлы в соответствии общим и детальным чертежами, которые были уже выполнены фирмой «Дж. Браун», а затем приступить к производству и установке всех котельных трубопроводов вместе с арматурой, так как проектная документация для них пока ещё находилась в стадии разработки. Второй этап работы ХПЗ соглашался выполнить только при условии, если все чертежи трубопроводов будут поставлены за 12 месяцев до сдачи котельной установки. [Цветков с.96,97]
1 марта 1914 г. «Руссуд» и ХПЗ подписали контракт на изготовление котлов, которым в соответствии с условиями выдвинутыми ХПЗ устанавливалась определённая очерёдность в выдаче чертежей в течение шести месяцев. В соответствии с контрактом ХПЗ поставлял шесть универсальных и восемь чисто нефтяных котлов типа «Ярроу», размещаемых в семи котельных отделениях (по два котла в каждом), со всей котельной арматурой, трубопроводами, кожухами и дымоходами в пределах котельных отделений, а также с приборами для нефтяного отопления. Согласно контракту вспомогательные механизмы котельных отделений в поставку не входили. [Цветков с.97]
4 марта 1914 г. зафиксирован первый сбой поставок стали Коломенским заводом… Согласно предварительно согласованной ведомости заказа Коломенский завод должен был поставить в Николаев 3600 т стали к 04.03.1914 г., но произошла непредвиденная задержка… [Цветков с.95]
11 марта 1914 г. подписан контракт с правлением завода «Руссуд» на постройку КРЛ «Адмирал Нахимов». Стоимость постройки одного КРЛ по сравнению с первоначальной ценой была понижена до 8,6 млн руб. [Цветков с.92]
В первой строке контракта на постройку крейсера «Адмирал Нахимов» определялось, что «постройку механизмов разрешается передать ОНЗиВ, а изготовление котлов — другому заводу». При этом имелся в виду Харьковский паровозостроительный и механический звод. Такая оговорка была сделана на тот случай, если ОНЗиВ не сумеет справиться с постройкой механизмов и котлов для всех кораблей. [Цветков с.90,91]
12 марта 1914 г. подписан контракт с правлением завода «Наваль» на постройку КРЛ «Адмирал Лазарев». [Цветков с.92]
Первая статья контракта на постройку крейсера «Адмирал Лазарев» разрешала ОНЗиВ изготовить его корпус на другом заводе, то есть на «Руссуде». [Цветков с.90]
В контрактах на постройку КРЛ «Адмирал Нахимов» и «Адмирал Лазарев» подчёркивалось, что все части корпуса, механизмов и отдельных устройств должны быть изготовлены и построены «из материалов русского происхождения, за исключением тех частей. Которые не изготовляются в России совсем или изготовление которых задержало бы означенный срок готовности крейсера». При этом строго регламентировалась процедура заказа таких частей за границей. Вначале ведомость необходимого оборудования представлялась в ГУК, а затем утверждалась на ближайшем заседании Совещания по судостроению. Вместе с ведомостью частей механизмов, материалов и изделий, предполагаемых к выписке из-за границы, контрагент был обязан также предоставить Совещанию по судостроению заявление с результатами ответов соответствующих заводов, как русских, так и иностранных, которые должны были быть запрошены ими по поводу изготовления этого оборудования. Строгое ограничение на заказ оборудования за границей объяснялось стремлением ослабить зависимость строительства крейсеров от иностранных фирм и заводов, но к сожалению, морскому министерству не удалось довести это важное дело до конца по не зависящим от него причинам. Во время войны, когда все русские заводы были перегружены военными заказами, обсуждение вопросов, связанных с поставкой оборудования из-за границы, превратилось в пустую формальность. В контрактах на постройку крейсеров для чёрного моря впервые много внимания уделялось сохранению тайны. Все чертежи, документы, сведения и инструкции, на которых стояли надписи «Секретно», «Конфиденциально» или «Доверительно», равно как и сведения, собранные работниками завода во время постройки и испытаний, считались секретными, и администрация заводов не имела права сообщать их кому-либо без разрешения начальника ГУК. На администрацию возлагалась обязанность принять все меры к тому, чтобы изготовление чертежей и изделий, которые составляли «секрет правительства», сохранялись в тайне. Ответственность за пропускной режим в районе построечных мест также возлагалась на администрацию заводов. В контрактах были указаны частные сроки поставок Морского министерства. Вся броня должна была быть доставлена на завод в обработанном виде к 1 октября 1915 г, а артиллерия — не позже 20 октября 1915 г. Контракты устанавливали предельную осадку крейсеров не более 18 фт 5 дюймов (5,6 м), метацентрическую высоту в пределах от 0,9 м до 1,5 м и скорость 29,5 уз при условии сжигания не более 240 кг угля на 1 м2 колосниковой решётки или 4,5 кг нефти на 1 м2 поверхности нагрева котлов в час. За несоблюдение установленных контрактами норм завод должен был выплачивать штрафы. Минимальная скорость при которой корабль ещё мог быть принят в казну. Устанавливалась равной 28 уз. [Цветков с.91,92]
24 марта 1914 г. завод Всеобщей компании электричества в Риге получил заказ на электрооборудование для четырёх черноморских КРЛ на общую сумму 2,92 млн.руб. В поставку входили четыре турбогенератора (без холодильников), две распределительные станции. Электрическая часть шпилей и рулевых машин, все электрические вентиляторы. Преобразователи для прожекторов и радиотелеграфной станции, различные устройства для преобразования электрического тока, электродвигатели для проворачивания турбин и др. Завод брал на себя обязательство смонтировать все указанные электрические устройства на корабле. [Цветков с.101]
Договор на поставку приспособлений для подачи боеприпасов к 130-мм пушкам был заключён с обществом «Г. А. Лесснер». Общество брало на себя обязательство изготовить и установить на крейсерах до 1 мая 1916 г. вертикальные элеваторы для подачи снарядов и зарядов вместе с электрокабелями. Завод «Г. А. Лесснер» выполнял также заказ на изготовление подводных минных аппаратов и системы аэрорефрижерации вместе с холодильной машиной системы Вестингауз-Леблан для охлаждения артпогребов и провизионных камер. [Цветков с.101]
Заказ на изготовление испарителей для пополнения убыли питательной котельной воды и опреснителей питьевой воды выполняло общество «Роберт Круг». [Цветков с.101,102]
В марте-апреле 1914 г. Комитет согласовал и принял порядок распределения всех работ между ОНЗиВ и РСО — с учётом сложившейся к этому времени специализации предприятий (ОНЗиВ строило механизмы, а РСО — корпуса судов), а также предусматривало возможность и принадлежность для более мелких заказов. В частности: «Наваль» (ОНЗиВ) выполнял работы по изготовлению всей паровой арматуры и паропроводов, водопроводов для опреснителей, трубопроводов погрузки и перекачки пресной воды, устройства форсированной смазки, включая цистерны для масла и масляный трубопровод, и др.; «Руссуд» (РСО) изготовлялась вся забортная арматура подводной части корпуса (забортные клапаны, клинкеты, патрубки и принадлежности к ним), устройства Фрама, приёмные и отливные трубы пожарных насосов, различные цистерны, устройства для подъёма роторов турбин, разобщения гребных валов и т. п. Распределение работ между предприятиями производилось в следующем порядке: заранее составлялся согласованный перечень общих заказов и расходов, а также работ, которые должны были выполнять РСО и ОНЗиВ — эти документы чётко определяли функции каждого предприятия, обязанности их директоров и администрации; «Наваль» выдавал «Руссуду» (и наоборот) соответствующие заказы, в форме письменных нарядов, тщательно учитываемых в коммерческом отделе. После исполнения работы заказчику предъявлялся счёт, включающий цеховые расходы: на материалы, рабочую силу, накладные расходы; к полученной таким образом цеховой стоимости добавлялись затраты на погашение общих расходов правления и завода, на амортизацию оборудования и др.; окончательный расчёт между предприятиями осуществлялся каждый раз после получения очередного платежа от Морского министерства в соответствии с контрактом; штрафы Морскому министерству выплачивались обществами в равных долях, но по решению Комитета штраф мог быть начислен только на одно из предприятий в случае его непосредственной вины; система взаимных поставок оборудования для постройки КРЛ и расчётов по ним обеспечивала решение всех вопросов на месте, без участия Комитета; к общим расходам были отнесены: затраты на оборудование мастерских по производству турбин, выплаты за лицензию на их изготовление фирме «Турбиния АГ» (полное название фирмы: «Турбиния Акциен Гезельшафт»), вознаграждение за оказание технической помощи фирме «Дж. Браун», стоимость страховки крейсеров, доковых работ, буксировки и др., затраты на заказ материалов и оборудования на стороне (в основном: сталь для корпусов, вспомогательные механизмы (насосы всех назначений) для котельных и турбинных отделений, электрооборудование, элеваторы подачи боеприпасов, приводы рулевого и шпилевого устройств, система аэрорефрижерации, шлюпки, катера и т. п. [Цветков с.69]
1 апреля 1914 г. в Николаев прибыла первая партия металла из Коломенского завода, в количестве не позволяющем начать сборку КРЛ на стапелях. [Цветков с.96]
С 1 апреля 1914 г. на большом стапеле Ревельского завода началась фактическая сборка КРЛ типа «Светлана». [Цветков с. 131]
По состоянию на апрель 1914 г. на самой ранней стадии рабочего проектирования и постройки черноморских КРЛ, при составлении общей сметы на его постройку — к стоимости корпуса (4217000 руб.) со всеми устройствами, котлами и механизмами (4800000 руб.), прибавлялись ещё общие расходы: затраты на содержание правлений заводов, премия фирме «Дж. Браун» за оказание технической помощи, страховка КРЛ, планируемая прибыль, плата за лицензии на производство турбин и др. В результате, общая стоимость КРЛ составила — более 10 млн руб. Кроме того, заводоуправление ОНЗиВ сообщило, что без дополнительного оборудования и расширения котельной мастерской, на что необходимо было затратить ещё 100 тыс. руб, завод не сможет изготовить котлы для двух КРЛ к августу 1914 г., как это требовалось для своевременной сдачи КРЛ. Срок изготовления турбин (сентябрь 1914 г.) также не мог быть выдержан без переоборудования турбинной мастерской стоившей 700 тыс. руб. (для срока изготовленных турбин в феврале 1915 г. требовалась сумма — 100 тыс. руб.) [Цветков с.71]
К концу апреля 1914 г. КМЗ поставил в Николаев 960 т стали, и «Руссуд» приступил к её обработке. [Цветков с.96]
К концу мая 1914 г. на стапелях где строились КРЛ было установлено 60 % всех килевых листов, а на металлургических заводах было изготовлено не менее 40 тыс. пудов стали на каждый крейсер. Это давало заводам возможность получить первый платёж в размере 870 тыс. руб. [Цветков с.96]
30 мая 1914 г. Центральный комитет по постройке КРЛ письмом сообщил в ГУК: «Некоторый застой в работах на стапелях по постройке лёгких крейсеров, отмеченный морским министром, объясняется тем безвыходным положением, которое создалось благодаря серьёзному опаздыванию Коломенского завода в поставке необходимой нам стали». «Просим принять уверения в том, что нами принимаются все зависящие от нас меры для ускорения постройки означенных крейсеров, и мы надеемся, что потерянное не по нашей вине время не отразится на сроках готовности этих судов». [Цветков с.95, 96]
С момента фактического начала сборки КРЛ работы на стапелях в первое время продвигались довольно успешно. Это позволило завершить стапельный период постройки крейсера «Адмирал Нахимов» за 15 месяцев, что было вполне приемлемо для корабля такого водоизмещения. Для сравнения, стапельный период линейных кораблей на южных заводах достигал 24÷27 месяцев, а эскадренные миноносцы Металлического завода находились на стапелях 8-10 месяцев. [Цветков с.103]
24 июня 1914 г. утверждён закон «О спешном усилении Черноморского флота», в соответствии с которым предусматривалась закладка на южных заводах ещё двух КРЛ типа «Адмирал Нахимов», а также: 1-го ЛК; 8-ми ЭМ; 1-го дока для испытаний ПЛ Балтийского флота. [Цветков с.33] Каждое предприятие получило дополнительный подряд на постройку второго крейсера: ОНЗиВ — на КРЛ «Адмирал Истомин», РСО на КРЛ «Адмирал Корнилов». [Цветков с.86]
В начале июля 1914 г. изготовленные части набора корпуса КРЛ начали поступать из судостроительной мастерской «Руссуд» на стапеля. [Цветков с.96]
В июле 1914 г. работы по постройке КРЛ «Адмирал Лазарев» и «Адмирал Нахимов» развернулись в полную силу. [Цветков с.93,94]
Со второй половины 1914 г., после продолжительной по времени задержки в начале постройки КРЛ, на Ревельском заводе начавшиеся работы велись довольно интенсивно, опережая по темпам Путиловскую верфь. [Цветков с. 131]
1 августа 1914 г. Германия объявила войну России.
С 1 августа 1914 г. на большом стапеле Ревельского судостроительного завода фактически началась сборка корпуса второго КРЛ «Адмирал Грейг». [Цветков с. 131]
Вступление России в войну с Германией ещё больше осложнило постройку КРЛ на Ревельском заводе. Помощь германской фирмы «Вулкан» в постройке механизмов прекратилась. Часть из них пришлось перезаказывать в Англии, часть на перегруженных и без того русских заводах. Вместе с этим Ревельский завод продолжал разрабатывать детальные чертежи и заказывать по ним оборудование и различные механизмы на других предприятиях. Среди них были Сормовский завод, изготавливающий шпилевой и рулевой приводы, Рижский завод Всеобщей компании электричества, поставлявший электрооборудование. Завод теплообменных аппаратов «Роберт Круг», фирма «Пирвиц», специализировавшаяся на постройке вспомогательных механизмов, «Г. А. Лесснер», с которой был заключён договор на поставку артиллерийских элеваторов и устройств аэрорефижирации системы Вестингауз-Леблан, и многие другие предприятия. [Цветков с. 131]
14 августа 1914 г. в Норвежском море были развёрнуты германские подводные лодки, представляя собой опасность на пути транспортировки грузов из Англии в русские порты Архангельск и Сороку (ныне Беломорск). [Цветков с.99]
В августе 1914 г. Правление Общества железоделательных, сталелитейных и механических заводов «Сормово» изъявило согласие изготовить рулевые устройства для черноморских КРЛ, по чертежам КРЛ для Балтийского моря. Представитель Общества подчеркнул, что завод «Сормово» имеет исключительное право на производство дифференциальных муфт Федорицкого, применяемых в рулевом приводе, но отдельную их поставку не производит. Завод «Сормово» принял также заказ на изготовление шпилей. Для черноморских КРЛ были выданы мелкие заказы на изготовление якорей, якорных цепей, манильских тросов, камбузных плит, хлебопекарен, посуды, командных самоваров, коечных сеток, чехлов, портретов императорской фамилии и пр. [Цветков с.102]
29 августа 1914 г. в соответствии с программой спешного усиления Черноморского флота Морское министерство заключило контракты на постройку ещё двух КРЛ для Чёрного моря — «Адмирал Истомин» (ОНЗиВ) и "Адмирал Корнилов («Руссуд») по чертежам КРЛ типа «Адмирал Нахимов». В отличие от контрактов на постройку предыдущих крейсеров на этот раз разрешалось заказать в Англии сталь для корпусов. Русские металлургические заводы уже не могли справиться с производством огромного количества металла, необходимого для всех кораблей. Распределение работ между ОНЗиВ и «Руссуд» в контракте было принято таким же, как при постройке первых двух крейсеров. Срок готовности кораблей к сдаче назначался на февраль — март 1917 г. цена за один корабль осталась прежней — 8,6 млн руб. [Цветков с.101]
16 сентября 1914 г. Администрация завода ОНЗиВ письмом сообщила в Комитет: «Нарушение своевременного получения чертежей арматуры для трубопроводов лёгких крейсеров от фирмы „Дж. Браун“ лишает нас возможности производить какие либо работы». В результате мастерские простаивали, сроки изготовления оборудования срывались. [Цветков с.100]
25 сентября 1914 г. техническая контора ОНЗиВ сообщила в Комитет перечень вспомогательного оборудования, заказанного в Англии: главные и вспомогательные питательные насосы, главные воздушные насосы, нефтяные насосы к форсункам, масляные насосы форсированной смазки, трюмно-пожарные насосы, нефтепогрузочные насосы и другие механизмы. Кроме частей турбин через фирму «Дж. Браун» в Англии были заказаны все вспомогательные механизмы для котельных и турбинных отделений, а также водомерные приспособления «Дюранс», предохранительные клапаны «Кокбурн» и регуляторы питательной воды «Мумфорд». Все заказы оборудования фирме «Дж. Браун» делались из расчёта на четыре КРЛ.[Цветков с.98,99]
Общее руководство отправкой грузов в Россию было возложено на военно-морского агента в Англии — флигель-адъютанта капитана 1 ранга Н. А. Волкова и его помощника капитана 2 ранга В. Н. Блока. В Англии находились также приёмщики морского министерства: капитан 2 ранга Б. Г. Брандт (занимался приёмкой вспомогательных механизмов, трубопроводов, частей турбин, лопаточного материала и другого механического оборудования для всех КРЛ) и подпоручик В. Л. Фаерман (отвечал за приёмку стали для КРЛ «Адмирал Истомин», «Адмирал Корнилов» и ЛК «Император Николай I».[Цветков с.99]
К 1 октября 1914 г. на Путиловской верфи общая готовность всех турбин для головного КРЛ «Адмирал Бутаков» составляла 33,2 %. Темпы строительства турбин в мастерских Путиловской верфи опережали темпы готовности корпуса. В частности, для носовых турбин были отлиты колёса Кэртиса ПХ и ЗХ, изготовлены барабаны и концевые валы, обработана часть лопаток. В это же время для кормовых турбин закончилась отливка корпусов ПХ, изготовление барабанов ПХ, концевых валов и почти всех лопаток. Главные холодильники для турбин также производились Путиловской верфью, степень их готовности к 1 октября 1914 г. составляла 26,5 %. [Цветков с. 138,139]
2 октября 1914 г. из Англии на пароходах «Джулия Парк» и «Одесса», в Николаев были отправлены первые стальные турбинные поковки, думмисы, роторные колёса и другое оборудование для КРЛ «Адмирал Нахимов» [Цветков с.100]
В ноябре 1914 г. началась отправка частей и деталей турбин произведённых в Англии для черноморских КРЛ. В Ливерпуле они были погружены на пароход для следования в Архангельск. [Цветков с.98]
Грузы для России отправлялись, как правило, из Ливерпуля или Лондона на английских и русских пароходах. Зафрахтованных английской грузовой компанией «Киттел энд Компани Лимитед» или русским Министерством торговли и промышленности. Путь из Англии в русские порты Архангельск и сороку (Беломорск) лежал через Ирландское море и далее между Фарерскими и Шетландскими островами в Норвежское море. Это расстояние протяжённостью более чем 2100 миль зафрахтованные пароходы преодолевали за 9-10 суток, подвергаясь почти всю первую половину пути опасности атак подводных лодок. Некоторые грузы отправлялись на зафрахтованных японских пароходах Европы и Африки через индийский океан во Владивосток. Отправка грузов из портов Архангельск, Сорока и Владивосток в Николаев по железной дороге или внутренним водным путям занимался русский торговый дом «Книп и Вернер», который имел там свои отделения. [Цветков с.99,100]
30 ноября 1914 г. на пароходе «Нарцисс» из Англии прибыли колёса Кэртиса ПХ и ЗХ для всех четырёх турбин черноморских КРЛ. [Цветков с.100]

### События 1915 г.
10 февраля 1915 г. из Англии завершилась отправка чертежей и частей турбин для первого черноморского КРЛ (всего с 21.01.1914 г. было выслано и получено 315 чертежей и почти все части турбин для первого КРЛ). С отправкой вспомогательных механизмов и трубопроводов дело обстояло гораздо хуже, так, как они были заказаны английским заводам с большим опозданием. Английские заводы поставляли также котельное железо и кипятильные трубки для котлов, изготовлявшихся в мастерских ОНЗиВ и цехах Харьковского завода. [Цветков с.100]
Пренебрегая опасностью, пароходы «Кария». «Луга», «Нарцисс», «Юнона», «Джюлия парк», «Фригия», «Джинара», «Одесса», «Цугу-Мару» и другие продолжали свои нелёгкие рейсы с грузами для России. Чтобы продлить навигацию в Белом море, Морское министерство совместно с Министерством торговли и промышленности было вынуждено закупить в Англии большое количество ледоколов. [Цветков с.100]
18 февраля 1915 г. началась морская подводная блокада Британских островов, что ещё более осложнило положение с морскими перевозками в Россию. Перевозить военные грузы стало ещё опаснее и дороже, так как стоимость страхования судов из-за большой вероятности их гибели непрерывно возрастала. Волею счастливого случая ни один из пароходов, перевозивших грузы для постройки КРЛ не был потоплен…
Английские поставщики в случае гибели пароходов не несли убытков… Английский «Лондон Каунти энд Вестминстер Банк» после погрузки оборудования для России получал консамент (удостоверение об отгрузке, количестве и виде груза) от одной из английских транспортных компаний, зафрахтовавшей пароход, и телеграфировал об этом Петроградскому международному коммерческому банку, который сразу же переводил деньги для оплаты стоимости отгруженного оборудования. [Цветков с.99,100]
В сентябре 1915 г. на КРЛ «Адмирал Нахимов» было установлено рекордное количество стали — 322 т, а всего с начала постройки — 2343 т, что составляло 57 % готовности корабля по массе корпуса. Одновременно произошла задержка постройки КРЛ «Адмирал Лазарев», в связи с прекращением подачи воздуха на стапель, из-за выхода из строя парового котла на компрессорной станции — пневматические инструменты остановились, работы по клёпке и чеканке обшивки корпуса прекратились. [Цветков с.104]
В течение сентября 1915 г. на КРЛ «Адмирал Лазарев» было установлено 88,9 т стали, а всего с начала работ на стапеле установили 1673 т стали, что составляло 40,7 % готовности корабля по массе корпуса. [Цветков с.105]
С 24 сентября 1915 г. в связи с привлечением рабочих «Руссуд» для достройки головного КРЛ «Адмирал Нахимов» (за месяц до его спуска), работы на втором КРЛ «Адмирал Лазарев», а также на КРЛ «Адмирал Корнилов» и «Адмирал Истомин», начатые до их официальной закладки, резко замедлились. [Цветков с.105]
К октябрю 1915 г. готовность КРЛ «Светлана» по корпусу составляла 64 %, а по механизмам — 73 %. Готовность КРЛ «Адмирал Грейг» — соответственно 46 % и 15 %. [Цветков с. 131]
К 1 октября 1915 г. на головном КРЛ «Адмирал Нахимов» было испытано 113 отсеков на водо- и нефтенепроницаемость; в мастерских заканчивалась расточка бортовых и средних гребных валов; полным ходом шла сборка главных водонепроницаемых переборок между верхней и нижней палубами и между верхней палубой и палубой бака; устанавливались второстепенные переборки, выгородки и шахты; были полностью собраны небронированный настил верхней и нижней палуб в оконечностях корабля, кормовая надстройка и спонсоны 130-мм орудий; заканчивалась клёпка наружной обшивки и набора кормовой части. Однако работы по монтажу главного броневого пояса запаздывали — к этому времени было установлено всего лишь 36 бортовых плит, верхняя часть броневой траверзы на 133-м шп. и броневой кожух носовой трубы. Одновременно, к 1 октября 1915 г. на КРЛ «Адмирал Лазарев»: закончилась сборка поперечных и продольных бимсов верхней палубы, главных поперечных переборок между нижней и верхней палубами, близились к окончанию работы по монтажу настила платформ, второстепенных переборок и выгородок, котельных фундаментов и каналов системы Фрама; в мастерских ОНЗиВ в работе находились кронштейны гребных валов, большой и малый рули, подводная забортная арматура, кипы и кнехты, части рулевых и шпилевых устройств; в судостроительной мастерской «Руссуда» готовились к установке броневой настил верхней и нижней палуб, бортовая броня второго броневого пояса. [Цветков с.103÷105]
8 октября 1915 г. наблюдающий за постройкой черноморских крейсеров полковник Н. И. Михайлов доложил в Петроград, что предспусковые работы на КРЛ «Адмирал Нахимов» близятся к концу, а на стапеле завершаются сборка и установка спускового устройства; в основном закончили монтаж наружной обшивки корпуса и бака, установили валы и кронштейны гребных валов, большой и малый рули, все патрубки отливных отверстий и носовые клюзы. В рапорте (от 08.10.1915 г.) полковник Н. И. Михайлов объясняет отставание темпов постройки КРЛ «Адмирал Лазарев» от темпов постройки первого КРЛ тем, что администрация «Руссуда» стремясь как можно быстрее спустить первый КРЛ, сняла часть мастеровых со стапеля, где стоял «Адмирал Лазарев», и направила их на КРЛ «Адмирал Нахимов» для более быстрого окончания предспусковых работ. Кроме того задерживалось изготовления кронштейнов гребных валов в мастерских ОНЗиВ, а в сентябре 1915 г. была прекращена подача воздуха на стапель из-за выхода из строя парового котла на компрессорной станции — пневматические инструменты остановились, работы по клёпке и чеканке обшивки корпуса прекратились. [Цветков с.104]
Ко дню спуска КРЛ «Адмирал Нахимов» на КРЛ «Адмирал Лазарев» в кормовой части собрали только часть наружной обшивки, к установке бортовой брони вовсе не приступали, на водо- и нефтенепроницаемость были испытаны только 24 отделения. При сложившихся тогда средних темпах работ на КРЛ «Адмирал Лазарев» отставал от головного примерно на 5-6 месяцев, и этот разрыв имел тенденцию к дальнейшему увеличению. [Цветков с.104,105]
24 октября 1915 г. состоялся спуск КРЛ «Адмирал Нахимов». Во время схода со стапелей корабль достиг скорости 3,9 м/с. Осадка, отмеченная по маркам углубления, сразу же после спуска составила: носом 2,59 м и кормой 3,49 м. При спуске в носовые отсеки корпуса было налита 150 т воды, чтобы перераспределить нагрузку. В соответствии с указанием ГУК, после спуска с помощью теодолита и мишени, установленной на 69-м шп., был замерен максимальный остаточный прогиб корпуса, который составил 20 мм. Осмотр концевых, бортовых и междудонных отсеков показал, что спуск прошёл успешно: ни течи, ни заметных деформаций корпуса обнаружено не было. Однако вырезные флоры 78-го и 79-го шп. в междудонном отсеке (75-82-й шп.) под седьмым котельным отделением между вторым и третьим стрингерами на обоих бортах оказались погнутыми, но без нарушения заклёпочных соединений. При этом величина остаточных деформаций достигала 20 мм. [Цветков с.104]
11 ноября 1915 г. на стапелях «Руссуд» состоялась официальная закладка КРЛ «Адмирал Корнилов» (контракт «Руссуд») и КРЛ «Адмирал Истомин» (контракт ОНЗиВ). К моменту закладки, на этих кораблях был выполнен значительный задел по готовности корпусов, что явило собой абсолютный прецедент в практике строительства кораблей на русских заводах. С начала постройки на эти КРЛ уже было установлено по 850 т стали, что составляло немногим более 20 % по массе корпуса; были собраны части I—VII поясьев наружной обшивки, установлены часть кормового набора, главные поперечные переборки в пределах от 0 до 119 шп., бимсы нижней палубы в средней части корабля, продольные переборки в турбинных отделениях. [Цветков с.105]
28 ноября 1915 г. на Ревельском заводе состоялся спуск на воду КРЛ «Светлана». [Цветков с. 131]
К концу 1915 г. в Николаев, из Англии, пароход «Юнона» доставил последние роторные поковки и части турбин для КРЛ «Адмирал Нахимов», что позволило ОНЗиВ полностью изготовить все четыре турбины, и после испытаний, погрузить их на головной КРЛ. [Цветков с.101] После этого работы по постройке черноморских КРЛ почти прекратились. [Цветков с.105]
В первой половине декабря 1915 г. на КРЛ «Адмирал Нахимов» почти ничего не устанавливалось, поэтому масса его корпуса увеличилась незначительно — на 7 т. [Цветков с.106]
С 10 декабря 1915 г. большую часть рабочих (в основном клёпальщиков и чеканщиков) срочно перебросили на постройку плавучего дока для линейных кораблей и самоходных десантных барж. [Цветков с.105]
16 декабря 1915 г. КРЛ «Адмирал Нахимов» перевели с «Руссуд» на ОНЗиВ, где производились работы по разборке листов настилов верхней и нижней палуб, продольных и поперечных бимсов на протяжении котельных отделений. Затем началась погрузка котлов с дымовыми кожухами и крепление их на фундаментах. После погрузки всех 14 котлов приступили к установке разобранных частей палуб. Всего с начала постройки до конца года на КРЛ установили 2516 т стали, что составило 61,2 % готовности корабля по массе корпуса. [Цветков с.106]
21 декабря 1915 г. постройка КРЛ «Адмирал Лазарев» полностью остановилась, его готовность за декабрь 1915 г. возросла лишь на 1,7 % (68,6 т). [Цветков с.105]

### События 1916 г.
1 января 1916 г. на КРЛ «Адмирал Лазарев» всего было установлено 2227 т стали, что составляло 54,2 % готовности корабля по массе корпуса. Таким образом, его готовность медленно приближалась к спусковой. На стапеле уже заканчивались работы по сборке третьего дна и платформ, устанавливались фундаменты котлов, главных механизмов и холодильников, крышек горловин второго и третьего дна. Подготовительные работы по расточке и проверке кронштейнов гребных валов и мортир были задержаны из-за неготовности крепёжных болтов.[Цветков с. 105, 106]
К 1 января 1916 г. КРЛ «Адмирал Корнилов» и «Адмирал Истомин» имели одинаковую готовность по массе корпуса — 39,6 %. [Цветков с.106]
11 января 1916 г. на ОНЗиВ началась забастовка рабочих, которая продолжалась до середины марта. По этой причине мастерские ОНЗиВ не работали в течение двух месяцев — приостановилось изготовление турбин и котлов, прекратилась отливка кронштейнов гребных валов, расточка винтов и другие работы по крейсерам.[Цветков с.106]
Весной 1916 г. в МГШ состоялось обсуждение вопроса о возможности размещения на КРЛ гидроаэропланов. По предложению командующего Черноморским флотом , МГШ предполагал разместить на первых двух КРЛ по два гидроаэроплана, но конкретный тип самолётов и место их расположения на корабле пока не определялись. Об этом сообщил полковник Н. И. Михайлов, возвратившись из командировки в Петроград. В этой связи председатель комиссии по наблюдению А. А. Данилевский сразу же обратился в ГУК с просьбой сообщить тип аэроплана, а также его весовые и габаритные данные, что бы приступить к разработке кран-балки и лебёдки для спуска и подъёма самолётов, но ответ затянулся на несколько месяцев. [Цветков с.112, 113]
В течение апреля-мая 1916 г. (после прекращения забастовки) на КРЛ «Адмирал Лазарев» были установлены и расточены кронштейны гребных валов, и приступили к подготовке КРЛ к спуску, намеченному на 28 мая. На корабле была тщательно опробована под давлением вся наружная обшивка водо- и нефтенепроницаемых отсеков (согласно ведомости утверждённой начальником ГУК 10 октября 1915 г.), за исключением тех отсеков, где ещё не были закончены клёпка и чеканка каналов системы Фрама. В этих отсеках проверку осуществляли наливом воды только до уровня нижней палубы. Наливом воды испытывали кормовые отсеки (№ 173—179), в которых были размещены части нижней палубы, разобранной для погрузки рулевых устройств и приводов. Участки наружной обшивки в районе бортовых отсеков под которыми находились части нижней палубы, предназначенные для погрузки котлов и турбин, были опробованы полностью, для чего разборные части были поставлены по пазам и стыкам на сборочных болтах с суречной смазкой. Бригада плотников и такелажников заканчивала последние приготовления к спуску крейсера. В мае стояла не по сезону жаркая погода: температура воздуха в тени достигала 35 °C, а на солнце превышала 50 °C, к вечеру корпус крейсера и стапель сильно нагревались, над ними колыхалось марево поднимающегося вверх горячего воздуха. [Цветков с.106,107]
28 мая 1916 г. к 19-00 на площадке у стапеля КРЛ «Адмирал Лазарев», для участия в церемонии спуска, собрались должностные лица: командир Николаевского порта и градоначальник г. Николаева вице-адмирал -А. И. Мязговский, начальник кораблестроительного отдела ГУК — генерал-лейтенант П. Ф. Вешкурцев, директор «Руссуда» А. И. Дмитриев, председатель Комиссии для наблюдения за постройкой судов на Чёрном море — контр-адмирал А. А. Данилевский, главный корабельный инженер «Руссуда» — полковник Л. Л. Кромальди, наблюдающий за постройкой крейсера полковник — Н. И. Михайлов, начальник технического бюро «Руссуд» — подполковник М. И. Сасиновский. Морской министр не приехал, он в это время находился в Архангельске, где решил лично проверить готовность порта к открытию навигации, поскольку этот порт не справлялся с нарастающим потоком грузов из Англии и США. Большая толпа зрителей с нетерпением ожидала начала церемонии спуска. После окончания традиционного пред спускного ритуала, ровно в 19-00, КРЛ стронувшись с места, под крики «ура» медленно заскользил вниз по стапелю, постепенно набирая скорость. На первых 70 м пути корабль набрал скорость, на 20 % превышающую скорость КРЛ «Адмирал Нахимов», спущенного осенью прошлого года с использованием аналогичных устройств, но затем скорость спуска резко замедлилась, и КРЛ пройдя 106,7 м — остановился, имея на пороге стапеля переборку 81-го шп… В Петроград была отправлена срочная телеграмма: «Сегодня 28 мая, крейсер „Адмирал Лазарев“ при спуске на воду, войдя кормой вводу, остановился на стапеле. Приняты меры к дальнейшему спуску на воду». Генерал-майор заместитель начальника кораблестроительного отдела ГУК — генерал-майор В. А. Лютер доложил о неудачном спуске морскому министру в Архангельск… Генерал-лейтенант Вешкурцев получил указание министра находиться в Николаеве до повторного спуска и установить причины остановки крейсера. Вешкурцев сразу же приказал закрепить КРЛ на стапеле и начать подготовительные работы для повторного спуска. Одновременно была создана комиссия для выяснения причин остановки и выработки мер по обеспечению дальнейших спусковых работ. В состав комиссии вошли: представитель завода Коромальди, военные представители ГУК Вешкурцев, Михайлов и др. После тщательного осмотра стапеля комиссия пришла к выводу, что наиболее вероятной причиной остановки явилось резко возросшее трение спусковых полозьев о фундамент стапеля. Вследствие высокой температуры воздуха насалка сильно размягчилась (снизилась её вязкость) и легко соскребалась передними гранями полозьев. В результате движение КРЛ тормозилось. Комиссия предложила возобновить насалку под полозьями, не вошедшими в воду, и использовать для страгивания судна имеющиеся на заводе тали, способные выдержать общую силу тяги 200 т, гидравлические домкраты по 200 т и буксирные суда с силой тяги 30 т. В техническом бюро «Руссуд» был выполнен проект сдвига судна с места и два пояснительных чертежа к нему. [Цветков с.107,108]
29 и 30 мая 1916 г. праздновалась Троица, и работы на верфи не производились. [Цветков с.108]
С 31 мая по 2 июня 1916 г. были сняты спусковые полозья и возобновлена насалка между ними и стапелем. [Цветков с.108]
С 3 по 6 июня 1916 г. выполнялись подготовительные работы по установке кессонов и креплений к нисм под кормовой частью крейсера. Предполагалось, что это увеличит плавучесть кормы. [Цветков с.108]
7 июня 1916 г. при значительном подъёме воды в реке (примерно на 1 м выше ординара) была предпринята сдвинуть крейсер с помощью талей при содействии паровоза и двух 200 тонных гидравлических домкратов, но к 17-00 вода спала — попытка не удалась. [Цветков с.108,109]
8 июня 1916 г. в 9-00 — для перераспределения нагрузки два носовых отсека (8-13 шп.) заполнили водой общей массой 350 т., корма была приподнята плавкраном грузоподъёмностью 200 т. При одновременном содействии шести домкратов общим усилием 400 т крейсер удалось сдвинуть на 3 м… В 19-20, когда вода в реке снова поднялась (в этот день до 2 м выше ординара), были пущены в ход все домкраты и тали при тяге их паровозами. В результате этих усилий крейсер стронулся с места и сошёл со стапеля. В момент окончательного спуска — плавкран был убран с пути движения судна. Сразу после спуска были отмечены марки углубления: носом 2,667 м и кормой 4,111 м, что соответствовало спусковому водоизмещению 3600 т. В соответствии с указанием ГУК работники завода замерили с помощью теодолита и мишени стрелку остаточного прогиба корпуса, появившуюся после спуска судна. Она составила 21 мм (на 1 мм больше чем у крейсера «Адмирал Нахимов»). [Цветков с.109]
В течение июня 1916 г. КРЛ «Адмирал Лазарев», после спуска на воду, был отбуксирован к причальной стенке ОНЗиВ, где выполнена погрузка котлов в корпус и установка их на фундаменты. [Цветков с.111]
21 июня 1916 г. наблюдающий за постройкой крейсеров полковник Н. И. Михайлов в своём рапорте в ГУК представил письменный рапорт по причинам остановки крейсера на стапеле: «Конструкция спускового устройства, впервые принятая заводом для спуска лёгких крейсеров типа „Адмирал Нахимов“, по моему мнению, не даёт полной уверенности в удачном спуске. Надо полагать, что при наличии отдельных полозьев, расставленных по фундаменту с большими промежутками между собой, случай остановки спускаемого судна более вероятен, чем при спуске на обычных сплошных полозьях». Михайлов обратил также внимание руководства ГУК, что при использовании отдельных полозьев неблагоприятные обстоятельства, например низкий уровень воды в реке, высокая или очень низкая температура наружного воздуха. Некоторые дефекты в спусковом устройстве (выбоины, бугры и пр.), недостаточная насалка, оказывают гораздо большее влияние на увеличение коэффициента трения, чем при применении сплошных полозьев. Заканчивая рапорт Михайлов писал: «Полагаю необходимым, в спусковое устройство для крейсера „Адмирал Корнилов“, спуск которого предполагается в сентябре 1916 г., внести поправки, а именно, сделать полозья из отдельных кусов, собранных впритык друг к другу непрерывно от кормы в нос на таком протяжении, что бы к моменту всплытия крейсера часть полозьев всё время оставалась над порогом спускового фундамента». [Цветков с.109]
7 июля 1916 г. КРЛ «Адмирал Лазарев» снова привели на «Руссуд», где начались установка разобранных частей палуб над котельными отделениями и их клёпка, а также монтаж котельных кожухов и сборка вентиляционных шахт в котельных отделениях. К этому времени из Англии прибыли роторные поковки турбин, которые с нетерпением ожидали в турбинной мастерской. Теперь можно было приступить к обработке роторов и их облапатыванию. Продолжались работы по изготовлению частей главных холодильников, шла заготовка материала для трубопроводов. На борту КРЛ мастеровые устанавливали фундаменты под носовые шпилевые машины и турбогенераторы. Общая готовность корпуса КРЛ «Адмирал Лазарев» к этому времени составляла 63,1 %. Готовность КРЛ «Адмирал Нахимов» была значительно выше — все 14 котлов были установлены, рабочие приступили к монтажу дымоходов и труб. [Цветков с.111]
После спуска КРЛ «Адмирал Лазарев» контр-адмирал Данилевский, проанализировал вместе с представителями заводов ход постройки черноморских КРЛ, в очередной раз сообщил в ГУК «окончательные» сроки готовности КРЛ: «Адмирал Нахимов» — март 1917 г., «Адмирал Лазарев» — сентябрь 1917 г., «Адмирал Корнилов» — май 1918 г., «Адмирал Истомин» — июль 1918 г. [Цветков с.110]
26 июля 1916 г. КРЛ «Адмирал Нахимов» перевели к причалу ОНЗиВ для погрузки носовых турбин и холодильников. После опробования паром в мастерских, носовые турбины погрузили на корабль. Опробование паром третьей турбины предполагалось начать в августе 1916 г., сборка четвёртой турбины и кормового холодильника заканчивалась в мастерской. Большая часть вспомогательных механизмов для КРЛ «Адмирал Нахимов» к этому времени уже прибыла из Англии, были уже установлены носовые турбогенераторы. Общая готовность по корпусу КРЛ «Адмирал Нахимов» приближалась к 70 %. [Цветков с.111]
июль- август 1916 г. На «Руссуд» и ОНЗиВ продолжало поступать оборудование заказанное для КРЛ на других предприятиях. Прибывали также и специалисты командированные для его установки. Были доставлены холодильные машины «Вестингауз-Леблан», системы аэрорефрижерации, изготовленные заводом «Феникс» в Петрограде. Акционерное общество «Андрэ и Розенквист» в Або сообщило о готовности двух 36-футовых моторных атеров, английская фирма «Вир» в ливерпуле уведомила об отгрузке воздушных насосов для холодильников турбогенераторов, арматурный завод и фабрика манометров «Ф.Гакенталь» в Москве известила об изготовлении и отправки в Николаев манометров и вакуумметров, меднопрокатный завод «Розенкранц» в Петрограде телеграфировал о готовности труб из красной меди. От господ Любавиных, Смирновых, Сидяковых и др. поступили сообщения о готовности кронштейнов для судовых лампад, штампованной матросской посуды, тестомешалок, хлебопекарных печей и т. п. Однако железнодорожный транспорт работал плохо и доставка оборудования производилась с большим опозданием. [Цветков с.112]
В августе 1916 г. в ГУК был рассмотрен дальнейший ход строительства черноморских КРЛ. Помощник морского министра утвердил новые сроки готовности, но по согласованию с командующим Черноморского флота отнёс КРЛ к судам второй очереди. В первую очередь на Николаевских заводах надлежало строить ЛК «Император Александр III» и эскадренные миноносцы типа «Новик». [Цветков с.110]
В августе 1916 г. с акционерным обществом электромеханического и телефонного завода «Н. К. Гейслер и К°» был заключён договор на поставку приборов управления артиллерийским огнём. Наряду с дающими и принимающими приборами (указателями направления цели, прицела и целика) — договор предусматривал поставку полуавтоматических приборов, определяющих измерение расстояния (ВИР), текущие значения прицела и целика. Но завод «Н. К. Гейслер и К°» не успел выполнить этот заказ. По мере усложнения систем управления артиллерийским огнём их стоимость начинает занимать всё большее место в общих затратах на постройку корабля. Так, система приборов управления артиллерийским огнём (ПУАО), заказанная для КРЛ, должна была обойтись заводу немногим менее 200 тыс.руб на каждый корабль.[Цветков с.111]
Одновременно с достроечными работами на КРЛ «Адмирал Лазарев» техническое бюро «Руссуд» продолжало выпускать детальные чертежи для черноморских КРЛ. Иногда установка и монтаж тех или иных устройств и систем на корабле опережали утверждение в ГУК соответствующих чертежей. Продолжались настойчивые попытки увеличить район плавания КРЛ, путём увеличения запаса нефти до 897 т, необходимый для обеспечения требования ГУК: 16-ти часового хода со скоростью 29,5 уз и 45-часового хода со скоростью 24,0 уз. [Цветков с.110]
В сентябре 1916 г. на КРЛ «Адмирал Нахимов» и «Адмирал Лазарев» были закончены и опробованы на водонепроницаемость цистерны Фрама. [Цветков с.110]
В октябре 1916 г. на КРЛ «Адмирал Нахимов» погрузили две последние кормовые турбины. Окончательный монтаж энергетической установки задерживался из-за отсутствия главного паропровода, прибытие труб для которого ожидали из Англии. [Цветков с.112]
В конце октября 1916 г. на Ревельском заводе, на КРЛ «Светлана» погрузили котлы и турбины, закончили испытания почти всех водо- и нефтенепроницаемых отсеков и приступили к монтажу котлов и механизмов на борту судна. При этом готовность КРЛ «Светлана» составляла: по корпусу — 81 %, по механизмам — 75 %. В основном отсутствовали: трубопроводы и часть вспомогательных механизмов, которые были перезаказаны другим заводам. Разрыв в готовности КРЛ «Светлана» и «Адмирал Грейг» продолжал увеличиваться. [Цветков с. 131]
В ноябре 1916 г. на Ревельском заводе состоялся спуск на воду второго КРЛ «Адмирал Грейг». [Цветков с. 131]
27 ноября 1916 г. в письме в ГУК контр-адмирал Данилевский, предложил использовать для хранения дополнительного количества нефти междудонное пространство под котельными отделениями, где находилась питательная вода для котлов: «В этом случае объём междудонных хранилищ нефти увеличится на 880 т, а объём одной из цистерн Фрама будет достаточен для хранения питательной воды». Хранение нефти непосредственно в цистернах Фрама — Данилевский считал недопустимым, так как они не были рассчитаны на нефтенепроницаемость. Это предложение, как наиболее целесообразное было утверждено ГУК. По мнению Данилевского — системы Фрама «не оправдывают надежды изобретателя», тем более что в английском флоте от них отказались, он предлагал не устанавливать их на двух следующих КРЛ — «Адмирал Корнилов» и «Адмирал Истомин».[Цветков с.110]
17 декабря 1916 г. В Петрограде под председательством начальника ГУК с участием представителей «Руссуд» и «ОНЗиВ» состоялось очередное совещание по определению вероятных сроков готовности черноморских КРЛ. В результате обсуждения докладов представителей заводов были намечены новые сроки сдачи крейсеров: «Адмирал Нахимов» — 1 июля 1917 г., «Адмирал Лазарев» — 1 декабря 1917 г., «Адмирал Корнилов» и «Адмирал Истомин» — должны были быть спущены на воду осенью 1917 г. и готовы к сдаче в навигацию 1918 г. Чтобы не задерживать готовность КРЛ, ГУК согласилось снизить требования спецификации к району плавании КРЛ в следующей формулировке: «16 часов 29,5 — узлового хода и 35 часов 24-узлового хода». Вопрос установки цистерн Фрама на третьем и четвёртом КРЛ решён не был… Начальник кораблестроительного отдела ГУК сообщил в Николаев: «Что касается цистерн Фрама, то они остаются до выяснения причин, почему от них отказались англичане на своих последних кораблях». [Цветков с.112]
19 декабря 1916 г. на утверждение в ГУК были представлены чертежи расположения деталей и клапанов цистерн Фрама установленных на черноморских КРД. [Цветков с.110]
В течение второго полугодия 1916 г. готовность крейсеров «Адмирал Нахимов» и «Адмирал Лазарев» по массе корпусов возрастала незначительно (примерно 2-3 % в месяц), на кораблях собирались и устанавливались каютные переборки, шахты экстренных выходов из котельных отделений, вентиляционные выгородки, антресоли для котельных вентиляторов, грузились приводы большого и малого рулей, кормовые турбогенераторы, системы аэрорефижирации. [Цветков с.112]
В течение всего 1916 г. продолжали поступать из Англии поковки роторов и части турбин для КРЛ «Адмирал Лазарев» и это явилось одной из причин того, что мастерские ОНЗиВ не успели закончить изготовление всех турбин для этого корабля. К моменту остановки постройки крейсера «Адмирал Лазарев» ни одна из его турбин не была испытана паром и погружена на корабль. [Цветков с.101]
К концу 1916 г. готовность по корпусу КРЛ «Адмирал Нахимов» достигала 79,3 %. [Цветков с.112]
К концу 1916 г. готовность КРЛ «Адмирал Лазарев» по массе корпуса достигла 71,7 %. Ещё не была закончена сборка всех четырёх турбин. Из Англии прибыли все турбинные роторы, активные колёса Кэртиса и весь лопаточный материал. Постепенно КРЛ «Адмирал Лазарев» начинал приобретать вид военного корабля: заканчивался монтаж мостиков, была установлена носовая мачта, в сборке находились дымовые трубы, полностью было завершено бронирование корабля. Вызывало беспокойство медленное изготовление вспомогательных механизмов и трубопроводов. Обеспеченность крейсера вспомогательными механизмами составляла не более 26 %. [Цветков с.112]
В конце 1916 г. на Ревельском заводе, на КРЛ «Светлана» были назначены командир — капитан 2-го ранга А. В. Салтанов (ранее командовал эскадренным миноносцем «Украина»), и часть команды для освоения техники и механизмов. Предполагалось вести КРЛ «Светлана» в строй в сентябре — ноябре 1917 г. КРЛ «Адмирал Грейг» безнадёжно отставал от «Светланы», дата его полной готовности неоднократно переносилась, а затем его постройка совсем была приостановлена. [Цветков с. 131,132]
В конце 1916 г. помощник начальника МГШ капитан 1 ранга А. П. Капнист сообщил ОНЗиВ и «Руссуду», что КРЛ «Адмирал Нахимов» решено сделать флагманским кораблём и разместить на нём дополнительный штаб командира бригады крейсеров в составе трёх офицеров, двух кондукторов, семи унтер-офицеров и двенадцати нижних чинов. Эо решение потребовало устройства ещё трёх офицерских кают: одной для флагмана и двух для офицеров штаба. [Цветков с.113]
Вскоре (в конце 1916 г.) из Петрограда поступило распоряжение подтверждающее необходимость размещения на черноморских КРЛ двух аэропланов французского производства типа «Телье», которые почти полностью повторяли схему и конструкцию аэроплана «Блерио-XI», но имели по сравнению с ними несколько увеличенные размеры и массу более 320 кг. При этом заводам сообщили, что: «способ подъёма и расчёт стрелы лежит на ответственности „Руссуда“». Размещение самолётов потребовало устройства кают для двух лётчиков. [Цветков с.113]

### События 1917 г.
К 1 января 1917 г. на КРЛ «Адмирал Нахимов» было установлено 5290 т стали, брони, дельных вещей, устройств и механизмов. Что составило 70 % нормального водоизмещения. После загрузки турбин крейсер так и остался у причала ОНЗиВ. [Цветков с.118]
К 1 января 1917 г. на КРЛ «Адмирал Лазарев» было установлено в общей сложности 4160 т стали, брони, дельных вещей, устройств и механизмов, что составляло около 55 % нормального водоизмещения. Если учесть, что спусковое водоизмещение крейсера, замеренное по маркам на штевнях, составило 3600 т (47,25 %), то за 1,5 года достройки готовность крейсера повысилась всего лишь на 7,75 %. При таких темпах работ не могло быть и речи об окончании достройки в обозримом будущем. [Цветков с.118]
В течение января — марта 1917 г. работы по постройке черноморских КРЛ почти не продвинулись. Все турбины КРЛ «Адмирал Лазарев» находились по-прежнему в низкой степени готовности. Фактически был обточен и облопачен ротор только одной турбины. На борту крейсера начались работы по прорезыванию отверстий для трубопроводов и электропроводки. За этот период времени, готовность КРЛ «Адмирал Лазарев» возросла всего на 1 %, а готовность КРЛ «Адмирал Нахимов» — на 1,2 %. [Цветков с.114]
В начале марта 1917 г. — после Февральской революции администрация южных заводов, не сумев в условиях резкого повышения цен на продукты питания и предметы первой необходимости заинтересовать рабочих высокой производительности труда экономическими мерами, постепенно теряла контроль над производством. А наводить порядок с помощью полицейских было уже невозможно. Этим объясняются столь медленные темпы работ при наличии на заводах почти всех материалов и механизмов для двух первых крейсеров. [Цветков с.116]
27 марта 1917 г. Центральный комитет по постройке КРЛ представил в Морское министерство новые сроки сдачи крейсеров, обусловленные бесконечными проволочками, исправлениями и переделками чертежей по постройке КРЛ, которые ещё больше задерживали и без того медленно ведущиеся работы по их постройке. «Руссуд» считал возможным предъявить к сдаче КРЛ «Адмирал Нахимов» — в конце августа 1917 г. при условии приостановки работ по изготовлению 12-дюймовых башен на заводе «Наваль». КРЛ «Адмирал Лазарев» предполагалось подготовить к сдаче в первой половине 1918 г. Для следующих двух КРЛ ещё не прибыли из Англии части турбин, трубопроводы и вспомогательные механизмы, и поэтому прогнозировать срок их сдачи было трудно. В конце письменного сообщения завода «Руссуд» была дана характеристика положения дел на Николаевских заводах: «Два последних месяца из-за расстройства железнодорожного движения никаких грузов на завод не доставлялось. Вечерние работы не производятся из-за отсутствия угля на электростанции. Мастеровые вели 8-часовой рабочий день и отказались выходить на сверхурочные работы. Поэтому в этих условиях при резком падении производительности труда и при неопределённом положении все вышеуказанные сроки готовности являются лишь гадательными».[Цветков с.114]
26 апреля 1917 г. наблюдающий за постройкой крейсеров полковник Михайлов докладывал в ГУК: «Вследствие отвлечения мастеровых на срочные работы по постройке десантных пароходов типа „Эльпидофор“, подводных лодок типа „Лебедь“ и линейного корабля „Воля“ (бывший „Император Александр III“ работы на крейсерах „Адмирал Нахимов“ и „Адмирал Лазарев“ проводились очень медленно, в среднем ежедневно на первом работало около 100 чел., на втором — 150 чел.». [Цветков с.114]
Во второй половине 1917 г. острая нехватка металла, топлива и продовольствия, расстройство работы транспорта, неудачи на фронтах — привели к полной дезорганизации экономики страны. В этих условиях Морское министерство, стремясь достроить хотя бы часть кораблей, было вынуждено отказаться от реализации программы 1912—1916 гг. в полном объёме. [Цветков с.115]
В июне 1917 г. начальник кораблестроительного отдела ГУК генерал-майор С. О. Барановский решил выяснить, что осталось изготовить для спуска крейсеров «Адмирал Корнилов» и «Адмирал Истомин», какие меры требуются для этого предпринять и сколько времени необходимо для полной подготовки крейсеров к спуску. [Цветков с.116]
17 июля 1917 г. наблюдающий за постройкой КРЛ полковник Михайлов докладывал: «с 3 по 17 июля работы на крейсере „Адмирал Нахимов“ не проводились вследствие решения мстеровых отправиться на полевые работы»; «… вследствие празднования Пасхи и прекращения работ на время перевода крейсера „Адмирал Лаарев“ с „Руссуда“ на „Наваль“ работы задержались на полтора месяца». [Цветков с.115,116]
20 июля 1917 г. — председатель комиссии по наблюдению за постройкой крейсеров (Предкомнаб) — А. А. Данилевский сообщил в Петроград подробные сведения о готовности крейсеров «Адмирал Корнилов» и «Адмирал Истомин», которые находились на стапелях расположенных на территории «Руссуда». Для их спуска в нормальной спусковой готовности было необходимо изготовить кронштейны гребных валов, сами валы и винты, большой и малый рули, носовые якорные клюзы, кипы и кнехты, а также всю подводную арматуру. Кроме того предстояло испытать отсеки на нефте- и водонепроницаемость. Все изделия, необходимые для приготовления кораблей к спуску, производились на завод ОНЗиВ, и в сложившихся условиях ожидать одновременное их изготовление для двух крейсеров было нереально. Поэтому спуск крейсера «Адмирал Корнилов» завод наметил на вторую половину декабря 1917 г., а «Адмирала Истомина» — на начало апреля 1918 г. Срок спуска первого корабля являлся окончательным и никакими мерами ускорен быть не мог. Срок готовности к спуску второго крейсера можно было сократить месяца на два, разгрузив механическую и бронзолитейную мастерские за счёт отказа от изготовления гребных валов для миноносцев, строившихся на северных заводах, а также запасных винтов для 1-го дивизиона эсминцев Черноморского флота. Исполняющий тогда обязанности Предкомнаба полковник А. Л. Коссов предусмотрел также возможность немедленного спуска крейсера без установки указанного оборудования. В этом случае для подготовки к спуску требовалось два месяца, в основном для оборудования спусковых устройств, но при условии привлечения к работе опытного мастера И. И. Ильина, «временно отстранённого заводоуправлением от дела под давлением требований рабочих». Мастер И. И. Ильин был высококвалифицированным специалистом и руководил бригадой плотников, которая занималась оборудованием спусковых устройств. Руководство морского министерства в Петрограде, находясь далеко от фронта, настаивало на спуске крейсеров в нормальной готовности, то есть с кронштейнами, гребными валами и винтами, а штаб командующего черноморским флотом, лучше зная положение Южного фронта, настаивал на немедленном спуске и эвакуации корпусов в Севастополь. Разноречивые указания, поступавшие заводам, ещё более дезорганизовывали работу. Между Петроградом, комиссией по наблюдению за постройкой кораблей и штабом флота шёл интенсивный обмен телеграммами по этому вопросу. [Цветков с.117]
7 сентября 1917 г. в Николаев пришла телеграмма из Петрограда: «прошу ускорить работы, дабы оба крейсера спускать в полной готовности, с валами и прочим». Предкомнаб А. А. Данилевский ответил, что «полагает целесообразным произвести спуск лёгких крейсеров до ледостава без кронштейнов, валов и винтов». [Цветков с.117]
В конце сентября 1917 г. на рассмотрение Временного правительства Морское министерство представило урезанную до предела программу достройки кораблей с учётом степени их готовности и обеспеченности механизмами, но и она не полностью отражала состояние дел на судостроительных заводах.[Цветков с.115]
В начале октября 1917 г. германские войска захватили Ригу, русские войска оставили Моондзунские острова, тем самым возникла реальная угроза захвата немцами Ревеля — важнейшего центра русского судостроения в Прибалтике. Для эвакуации недостроенных кораблей и оборудования заводов была создана специальная эвакуационная комиссия под руководством офицеров Морского министерства полковника А. И. Ярона (председатель), которая подчинялась одновременно Генмору, Центрофлоту и Гукору. Вскоре по предложению начальника ГУК при Морском министерстве была срочно создана Межведомственная особая «согласительная» комиссия под председательством генерал-майора Н. В. Лесникова, которая решала вопросы передачи недостроенных кораблей Ревельских заводов Петроградским заводам и другим предприятиям для дальнейшей достройки. В её состав входили два уполномоченных от ГУК. Предложения «согласительной» комиссии утверждались Совещанием по судостроению. [Цветков с. 134]
11 октября 1917 г. постановлением Временного правительства (от 11.10.1917 г.) была прекращена постройка большинства военных кораблей. На Ревельском заводе надлежало «приостановить до более благоприятного времени» постройку КРЛ «Адмирал Грейг» и эскадренных миноносцев, которые имели низкую степень готовности. Из восьми строившихся КРЛ для Балтийского и Чёрного морей разрешалось продолжить постройку только двух КРЛ — «Светлана» на Ревельском заводе и «Адмирал Нахимов» на заводе «Руссуд» в Николаеве. Во исполнение постановления на всех других КРЛ предписывалось срочно «прекратить всякую выдачу нарядов для означенных судов и приостановить производство работ на них как на заводе, так и у контрагентов». [Цветков с. 132÷134]
11 октября 1917 г. Временное правительство на заседании постановило утвердить представленную Морским министерством программу судостроения в следующем виде (для судостроительных заводов в Николаеве):
 — достроить все восемь эскадренных миноносцев первой и первые четыре корабля Ушаковской серии и лёгкий крейсер «Адмирал Нахимов»;
 — приостановить постройку линейного корабля «Демократия» (бывший «Император Николай I»), лёгких крейсеров «Адмирал Лазарев», «Адмирал Истомин» и «Адмирал Корнилов», пятого-восьмого эсминцев второй Ушаковской серии;
 — ликвидировать на стапелях и в цехах четыре последних эсминца второй Ушаковской серии, десять десантных судов типа «Эльпидифор» (№ 21-30) и пароход для доставки 1000 т солярового масла. [Цветков с.115]
11 октября 1917 г. Предкомнаб телеграфировал в ГУК: «Для спуска лёгких крейсеров необходимо 500 пудов говяжьего сала. „Руссуд“ просит отпустить его из складов морского ведомства и срочно доставить в Николаев, так как достать на рынке невозможно». Технология спуска судов в то время предусматривала насалку спусковых полозьев говяжьим салом. Для спуска двух крейсеров требовалось достаточно большое количество доброкачественного говяжьего сала, достать которое в условиях голода, охватившего страну, было непросто. На складах морского министерства сала тоже не оказалось, и пришлось обратиться к услугам торгового дома «Дакен и К°», который предложил говяжье сало по цене 225 руб. за пуд. Поэтому работы по приготовлению к спуску третьего и четвёртого крейсеров были продолжены. [Цветков с.117,118]
17 ноября 1917 г. ГУК уведомило правления заводов ОНЗиВ и «Руссуд» о постановлении Временного правительства (от 17.10.1917 г.). Во исполнение этого постановления надлежало сразу же прекратить выдачу нарядов на постройку указанных судов, приостановить производство всех работ как у себя на заводе, так и у контрагентов и подготовить для ГУК сведения об изделиях, изготовление которых желательно закончить. Чтобы избежать больших убытков. [Цветков с.115]
17 ноября 1917 г. в директивном письме ГУК (от 17.11.1917 г.) указывались корабли, подлежащие достройке, предписывалось срочно спустить на воду все суда, приостановленные постройкой, и сообщить в Морское министерство «стоимость означенных работ». [Цветков с.116]
В течение октября — ноября 1917 г. достроечные работы на крейсере «Адмирал Нахимов»" продвигались крайне медленно готовность корабля в этот период возросла на 1,0-1,5 %. Достройка крейсера «Адмирал Лазарев» фактически прекратилась, доделывались лишь некоторые ранее начатые работы. [Цветков с.116]
22 ноября 1917 г. Глакор пошёл на компромисс и сообщил в Николаев: «на крейсерах необходимо продолжать только те работы, которые необходимы для спуска их на воду. Спуск крейсеров должен быть в обычной спусковой готовности, если со стороны командующего черноморским флотом не последует распоряжения об ускорении спуска». Между тем кронштейны для КРЛ «Адмирал Корнилов» были приготовлены и могли быть поставлены на корабль месяца за полтора без расточки. Но рабочие к этому времени уже заклепали листы наружной обшивки в местах установки кронштейнов. [Цветков с.117]

### События 1918 г.
В начале января 1918 г. полковник Михайлов представил в Петроград последнюю записку о ходе работ по постройке КРЛ… «Адмирал Лазарев» находился у причалов «Руссуда». Работы по клёпке, очистке от ржавчины и окраске корпуса были приостановлены. Начатая установка каютных дверей, командных рундуков, стеллажей, изоляции котельных кожухов, сборка фундаментов под судовые вентиляторы прекратились. В турбинной мастерской только одна турбина была испытана паром, остальные находились в разной степени готовности. Большая часть трубопроводов и некоторые вспомогательные механизмы отсутствовали. [Цветков с.118]

## Техническое описание

### Общие сведения о крейсере данного типа
Крейсера имели следующие главные размерения: длина наибольшая 158,4 метра (по ватерлинии — 154,8 метра), ширина с бронёй и обшивкой 15,35 метра (без обшивки и брони — 15,1 метра), осадка на ровном киле 5,58 метра. высота надводного борта корабля составляла: в носу — 7,6 метра, на миделе — 3,4 метра и в корме — 3,7 метра.
Проектные силуэты балтийских и черноморских КРЛ различались незначительно, имели «одновидность» с новейшими турбинными эскадренными миноносцами типа «Новик» и характеризовались: значительным отношением длины к ширине корпуса; наличием баковых надстроек корпуса примерно одинаковой относительной протяжённости от носа в корму, обрывающихся на 50-м шп., с переходом к сравнительно низкому надводному борту; тремя слегка наклонёнными дымовыми трубами, несколько отличающихся конфигурацией их верхних срезов; отличались расположением вентиляционных раструбов; наличием баковой и кормовой палубных надстроек; двумя мачтами.[Цветков с.92, 126]
Теоретический чертёж корпуса балтийских и черноморских КРЛ разработан с учётом обеспечения высоких мореходные качеств в свежую погоду на большом ходу и характеризовался: увеличенной высотой надводного борта в носовой части, и образованием удлинённой баковой надстройки прерывающейся в районе 50-го шпангоута; наличием покатости верхней и нижней палуб и слабо выраженной седловатостью палуб в корму; внешние обводы подводной части и большое относительное удлинение корпуса, обеспечивали возможность развития расчётной скорости более 30 узлов, при условии форсирования механизмов; ледокольным образованием форштевня и архштевня — обеспечивающими возможности плавания в битом льду; большим кормовым подзором — обеспечивающим возможность установки малого и большого балансирных рулей; широким кормовым транцем — обеспечивающим удобство сбрасывания мин заграждения за борт;
Теоретический чертёж корпуса балтийского КРЛ явился первичным (утверждён 26.11.1912 г.), а теоретический чертёж черноморского КРЛ (утверждён 13.02.1914 г.)— вторичным, разработанным методом переработки первичного теоретического чертежа и несколько изменёнными обводами, с учётом принятых увеличенных абсолютных размерений корпуса и результатов испытаний модели корпуса в опытовом бассейне. В результате: проектные значения относительного параметра ходкости, для балтийского КРЛ составило — 10,085, для черноморского КРЛ — 10,39; проектные значения относительного параметра остойчивости, для балтийского КРЛ составили — 2,75, для черноморского КРЛ — 2,8; установлены количество и нумерация шпангоутов; для балтийского КРЛ — (0÷129), для черноморского КРЛ (0÷135).
Утверждённые проектные абсолютные главные размерения корпуса составили:
 — Для балтийского КРЛ Путиловской верфи, при полном проектном водоизмещении 6800 т.: длина наибольшая — 158,4 м; длина по КВЛ — 154,8 м; наибольшая ширина по мидель — шпангоуту, без обшивки и брони — 15,1 м; (с рубашкой и бронёй — 15,35 м); осадка — 5,604 м;
 — Для балтийского КРЛ Ревельской верфи, в соответствии с теоретическим чертежом, общими чертежами и спецификацией (утверждёнными 26.11.1912 г.), при проектном водоизмещении 6800 т., главные размерения составляли: длина наибольшая — 158,4 м (по ватерлинии — 154,8 м) ширина с обшивкой и бронёй 15,3 м (без обшивки и брони — 15,1 м), высота надводного борта соответственно в носу, на миделе и в корме: 7,6; 3,4; и 3,7 м, осадка на ровном киле 5,58 м.[Цветков с.125]
 — Для черноморского КРЛ, при полном проектном водоизмещении 7663 т.: длина наибольшая — 166,68 м; длина по КВЛ — 163,2 м; наибольшая ширина по мидель-шпангоуту (с рубашкой и бронёй) — 15,71 м; полная осадка — 5,58 м; высота от киля до верхней палубы 9,03 м;[Цветков с.92]
В соответствии с теоретическим чертежом (утверждённым 13.02.1914 г.) для черноморского КРЛ «Адмирал Лазарев» (типа «Адмирал Нахимов»): при полном проектном водоизмещении 7663 т., главные размерения составляли: длина наибольшая 166,68 м; длина по КВЛ — 163,2 м; ширина наибольшая (с рубашкой и бронёй)- 15,71 м, полная осадка 5,58 м; высота от киля до верхней палубы 9,03 м;[Цветков с.92] Соответственно значения параметра «шпация» составили: для балтийского типа — ….м; для черноморского КРЛ, примерно — 1,189 м.
В процессе рабочего проектирования (подетальной разработки рабочих чертежей), абсолютные проектные размерения корпусов подверглись корректировке и составили, для балтийского КРЛ: длина наибольшая — 158,4 м; длина по КВЛ — 154,8 м; ширина по мидель шпангоуту без обшивки и брони −15,1 м (с обшивкой и бронёй — 15,3 м); осадка — 5,58 м; для черноморского КРЛ: длина наибольшая — 166,68 м; длина по КВЛ — 163,2 м; ширина по мидель-шпангоуту — 15,71 м; осадка — 5,58 м.
Фактические абсолютные главные размерения корпусов, достроенных КРЛ составили: для балтийского КРЛ Ревельской верфи «Светлана» («Профинтерн»): наибольшая длина — 158,4 м; длина по КВЛ — 154,8 м; наибольшая ширина без обшивки и брони — 15,1 м; с обшивкой и бронёй — 15,4 м (вместо 15,3 м); высота надводного борта: в носу — 7,6 м; на миделе — 3,4 м; в корме — 3,7 м; осадка по КВЛ на ровном киле — 5,58 м; для черноморского КРЛ «Адмирал Нахимов» («Червона Украина»): наибольшая длина — 166,68 м; длина по КВЛ — 163,2 м; ширина по мидель-шпангоуту 15,7 м; осадка при полном водоизмещении — 6,2 м. На ходовых сравнительных испытаниях было установлено, что, при одинаковых значениях максимальной скорости — 29,5 уз, экономической скорости — 14 уз, при располагаемой мощности энергетической установки — 50000 л.с, корпус черноморского типа КРЛ обеспечил большее значение максимальной дальности плавания. При одинаковой экономической скорости — 14 уз., дальность плавания балтийского КРЛ «Профинтерн» составила — 3350 миль, а черноморского КРЛ «Червона Украина» — 3700 миль.[Цветков с.125]

#### Бортовое вооружение
Состав вооружения балтийских и черноморских КРЛ был идентичным, но расположение шкворней артиллерийских установок не всегда точно совпадало по номерам шпангоутам, вследствие разной длины корпусов и различного числа шпангоутов. Главная артиллерия крейсера — 15×1-130-мм/55 универсальных орудий, расположенных с учётом обеспечения ведения эффективного огня в направлениях прямо по носу и прямо по корме при преследовании эскадренных миноносцев и отрыва от превосходящих сил противника. Схема защиты артиллерии главного калибра — казематно-палубная: шесть орудий размещались в бортовых казематах верхнего противоосколочного контура броневой защиты — четыре орудия были установлены в бортах носовой баковой надстройки и два орудия в кормовой надстройке. Палубные орудия защищены противоосколочными коробчатыми щитами (толщиной 25 мм) и устанавливались по борту на носовой и кормовой надстройках (четыре орудия) и непосредственно на верхней палубе в средней части корабля (четыре орудия на спонсонах). Одно орудие размещалось на баке перед боевой рубкой и по старой терминологии называлось «погонным». Всем 130-мм орудиям были обеспечены достаточно большие углы обстрела (129÷150°), что позволяло сосредоточить одновременный огонь нескольких орудий по одной цели на любых курсовых углах. Однако защита палубных орудий была ненадёжной, и ставка в основном делалась на высокую скорострельность, которую при хорошей натренированности орудийной прислуги можно было довести до 15 выстрелов в минуту, в надежде первым нанести противнику непоправимый урон в возможно короткий промежуток времени. Каждое орудие или группа орудий имели свои артиллерийские погреба, снабжённые системами орошения и затопления и устройствами аэрорефрижирации, поддерживающими в погребах необходимую температуру. Для обеспечения высокой скорострельности каждое орудие имело свой элеватор для подачи боеприпасов из погреба на палубу или надстройку, при этом одновременно подавались один снаряд и один заряд. Раздельное заряжание 130-мм орудий значительно снижало их скорострельность по сравнению со скорострельностью при использовании унитарных патронов. Боеприпасы в погребах хранились в специальных ларях и шкафах. Погреба вмещали такое количество боеприпасов, при котором обеспечивалось 150 выстрелов на каждое орудие. В целях пожаробезопасности электродвигатели лебёдок элеваторов были вынесены из помещений погребов. Управление работой элеваторов осуществлялось с помощью специальных коммутаторов, установленных на верхнем и нижнем постах управления . При внезапном отключении электроэнергии элеватор автоматически стопорился в данном положении. На случай выхода из строя электрические элеваторы дублировались устройствами ручной подачи. В качестве зенитной артиллерии на корабле устанавливались четыре противоаэропланные пушки калибром 63-мм и четыре съёмных пулемёта системы «Максим». Общая масса артиллерийского вооружения вместе с боеприпасами составляла 403,8 т. Минно-торпедное вооружение крейсера включало в себя два подводных траверзных минных аппарата и устройства для приёма на борт до 100 мин заграждения (минные рельсы, стопорные устройства, сбрасыватели и др.). [Цветков с.93,94, 126]

#### Общее устройство
Конструктивно — компоновочные особенности. Продольная прочность корпуса КРЛ, значительного относительного удлинения, обеспечивалась продольными связями конструктивных элементов и включёнными в расчёт продольные связи верхнего и нижнего контуров броневой защиты. Наиболее удалённые от нейтрали продольные связи изготовлялись из стали повышенной прочности, толщина стенок вертикального киля достигала 14 мм, толщины поясьев днищевой обшивки: первые два (ближайшие к килю) толщину — 12 мм, остальные — 11÷10 мм; верхняя и нижняя палубы верхнего контура броневой защиты (толщиной 20 мм); бортовые броневые пояса нижнего контура броневой защиты (толщиной 75 мм и высотой 2,1 м) — простирающиеся по всей длине корпуса.
Проекты балтийских КРЛ Путиловской верфи и Ревельского завода были идентичны по своим тактико-техническим характеристикам и по расположению и планировке помещений. Корпус балтийского КРЛ условно делился на носовую (0÷33-й шп.), среднюю (33÷100-й шп.) и кормовую (100÷130-й шп.) части. В носовой части корпуса располагались служебные помещения и кладовые: (шкиперская, малярная, провизионная), цепные ящики, дифферентные цистерны, отсеки дизель-генераторов; далее в корму, располагались: центральный пост, артпогреба носовой группы 130-мм орудий, помещение системы аэрорефрижирации, командные помещения; казематы баковой надстройки и др. В средней части корпуса размещались котельные и машинные отделения и помещения артпогребов. Все 13 котлов были разделены на три группы, объединяющих котлы в соответствии с количеством дымовых труб. Носовая группа включала три котла, один носовой котёл — в 1-м и два параллельно расположенных котла во 2-м котельных отделениях, в районе 22÷43 шп.; средняя группа включала шесть котлов, расположенных попарно — в 3-м, 4-м и 5-м котельных отделениях в районе 43÷61 шп. Кормовая группа включала четыре котла, расположенных попарно в 6-м и 7-м котельных отделениях, в районе 65÷76 шп. Между группами котлов располагались помещения артпогребов средней группы орудий, цистерны Фрама и подводные минные аппараты. Машинное отделение располагалось между 76÷100 шп и подразделялось на четыре отделения . В кормовой части корпуса размещались провизионные погреба сухой и мокрой провизии, румпельное отделение, артпогреба кормовой группы орудий, кают — компания и другие помещения. Жилые помещения команды, каюты кондукторов и офицеров были расположены на жилой палубе и в баковой надстройке. Лазарет, операционная, камбуз, два кормовых каземата размещались в кормовой надстройке. Плавсредства располагались на рострах в районе шкафута. [Цветков с. 137.138]
Корпуса были разделены на отсеки с помощью водо- и нефтенепроницаемых продольных и поперечных переборок. Также, для обеспечения непотопляемости корабля, было предусмотрено устройство второго дна на протяжении всего корпуса и третьего дна на отдельных его участках (в основном в районе котельных и машинных отделений), а также размещение энергетической установки в семи котельных и четырёх турбинных водонепроницаемых отсеках.
Схема бронирования балтийских и черноморских КРЛ выполнены одинаковым, однако несколько отличалось по массе вследствие различий в главных размерениях. В основу защиты корабля был положен принцип обеспечения неуязвимости от попаданий снарядов и осколков артиллерии его основных противников — лёгких крейсеров и эскадренных миноносцев. Общая схема броневой защиты образована двумя контурами: верхний контур — потивоосколочный — ограничивал пространство между бортами и верхней (толщиной 20 мм) и нижней (толщиной 20 мм) палубами; нижний контур броневой защиты образован бортовым броневым поясом высотой 2,25 м выполненным из листов нецементированной крупповской стали, был включён в расчёт обеспечения продольной прочности корпуса и простирался по всей его длине; нижний контур — противоснарядный — замыкал пространство между бортами, нижней палубой (толщиной 20 мм) и нижней небронированной платформой, расположенной ниже ватерлинии. Бортовая броневая защита нижнего контура включала: главный броневой пояс толщиной 75 мм и высотой 2,1 м, опускающийся ниже ватерлинии на 1,2 м. — защищала котельные и машинные отделения от снарядов среднего калибра (главный броневой пояс высотой 2,1 м, толщиной 75 мм, набран из цементированных плит крупповской стали — простирался почти по всей длине корпуса, опускался ниже ватерлинии на 1,2 м, внизу опирался на боровые кромки нижней небронированной платформы, вверху примыкал к настилу нижней палубы, заканчивался на 125 шп. броневым траверзом толщиной 50 мм). Кормовой подзор начинался от броневого траверза и защищён бронёй толщиной 25 мм. Элеваторы подачи боеприпасов защищены броневыми кожухами из нецементированной крупповской стали толщиной 25 мм. Дымовые трубы защищены броневыми кожухами толщиной 20 мм, по высоте от нижней палубы до верхней палубы (носовая труба — от нижней палубы до палубы бака). Боевая рубка — двухъярусная — защищена: вертикальными стенами из нецементированной крупповской брони толщиной 75 мм, бронированной крышей толщиной 50 мм, подшивкой толщиной 50 мм, основанием (от нижней части до верхней палубы) из нецементированной стали толщиной 20 мм. Специальная труба из кованной пушечной стали толщиной 75 мм защищала смонтированные в боевой рубке многочисленные провода и кабели от приборов управления кораблём и артиллерийским огнём. [Цветков с.92,93, 126]
Броневая защита крейсеров образовывала два контура, основываясь на принципе неуязвимости от поражающих факторов (снарядов и осколков) артиллерии его главных противников — эскадренных миноносцев и лёгких крейсеров. Первый контур броневой защиты ограничивал пространство между бортами корабля и его палубами (верхней и нижней), а второй — между бортами и нижней палубой. Платформа, замыкавшая последний контур снизу, не бронировалась, так как располагалась ниже ватерлинии. Бортовая броня второго контура повышенной толщины защищала жизненно важные центры корабля — котельные и машинные отделения. Броневой 25-мм пояс первого контура, включённый в расчёт продольной прочности корпуса корабля и выполненный из листов нецементированной крупповской стали, имел высоту 2,25 метра и проходил по всей длине корабля, охватывая борт от верхней до нижней палубы. Главный броневой пояс толщиной 75 мм располагался ниже и простирался почти по всей длине корабля. Этот пояс состоял из цементированных плит крупповской стали высотой 2,1 метра. В районе 125-го шпангоута пояс заканчивался броневым траверзом толщиной 50 мм. Нижняя часть главного броневого пояса опускалась ниже ватерлинии на 1,2 метра и опиралась на бортовые кромки платформы, а верхняя часть замыкала контур настила нижней палубы. Настил нижней и верхней палуб имел толщину 20 мм. Кормовой подзор, начинавшийся от броневого траверза, защищался 25-мм бронёй.
Кожухи (защитные элементы) дымовых труб крейсера на протяжении от верхней до нижней палубы (первая труба — до палубы бака) защищалась 20-мм бронёй. Выше верхней палубы все элеваторы подачи боеприпасов к орудиям имели броневые кожухи из нецементированной крупповской стали толщиной 25 мм. Боевая рубка состояла из двух ярусов и имела вертикальные стены из 75-мм нецементированной крупповской брони, бронированные крышу и подшивку толщиной 50 мм. Также из 20-мм нецементированной стали было изготовлено основание боевой рубки от нижней части до верхней палубы. В качестве защиты многочисленных проводов и кабелей, идущих от приборов управления кораблём и артиллерийским огнём, а также телефонов, установленных в боевой рубке, была предусмотрена специальная труба из кованой пушечной стали с толщиной стенки 75 мм.
Значительным недостатком бронирования, по мнению кораблестроительного комитета морского министерства, было отсутствие броневой защиты дымоходов и котельных кожухов.
Непотопляемость корабля обеспечивалась делением корпуса на отсеки водо и нефтенепроницаемых продольных и поперечных переборок, образованием второго дна на протяжении всей длины корпуса, и третьего дна на отдельных участках корпуса (в основном в районе котельных и машинных отделений, размещённых в водонепроницаемых отсеках (в семи котельных и четырёх турбинных отсеках). Для выравнивания крена при подводных пробоинах обеспечено быстрое затопление противоположных свободных бортовых отсеков, расположенных на протяжении котельных и турбинных отделений. Система водоотливных средств служила для осушения затопляемых отсеков после заделки пробоин, включала: 13 центробежных насосов с подачей по 300 т/ч каждый, приводимых в действие гидродвигателями системы инженера-механика Н. И. Ильина, они не требовали электроэнергии и надёжно работали в затопленных отсеках; водоструйные эжекторы для осушения отсеков. Дифферентовка корабля осуществлялась с помощью специальных дифферентных цистерн, а также посредством перекачки котельной питательной воды и жидкого топлива. [Цветков с.93]

#### Главная энергетическая установка

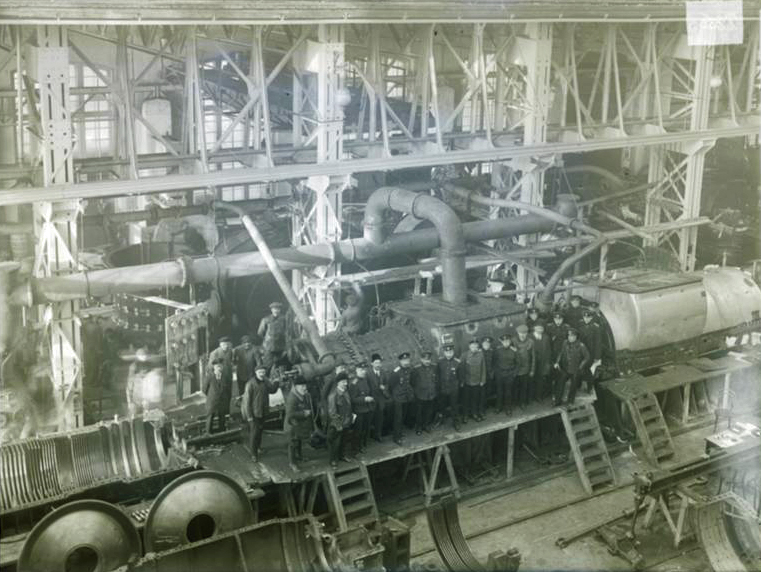
Группа военных моряков на фоне паровой турбины на Ревельском заводе. 1915 год

Энергетические установки (ЭУ) балтийских и черноморских КРЛ различались количеством установленных котлов системы «Ярроу», типами паро-турбинных двигателей (ПТД) и величиной суммарной мощности турбин переднего хода (ТПХ) и турбин заднего хода (ТЗХ). На КРЛ Ревельского завода (тип «Светлана»), было установлено 13 котлов системы «Ярроу» и четыре ПТД смешанного типа системы «Кэртис-АЭГ-Вулкан» суммарной нормальной мощностью ТПХ 50000 л. с. На КРЛ Путиловской верфи (тип «Адмирал Бутаков») предполагалось установить 13 котлов системы «Ярроу» и четыре ПТД системы «Парсонс» суммарной нормальной мощностью ТПХ 50000 л. с. На черноморских КРЛ (тип «Адмирал Нахимов») было установлено 14 котлов системы «Ярроу» и четыре ПТД системы «Парсонс» суммарной нормальной мощностью ТПХ 55000 л. с., форсированной мощностью до 60000 л. с. [Цветков с.56, 78-80, 85, 127]
Для балтийских КРЛ типа «Светлана» и типа « Адмирал Бутаков», для обеспечения запаса паропроизводительности при располагаемой мощности турбин 50000 л. с. и расхода пара на работу вспомогательных механизмов, было признано достаточным установить 13 котлов, а для черноморских КРЛ типа «Адмирал Нахимов», в связи с увеличения проектного водоизмещения и соответственно главных размерений, с учётом необходимости увеличения расчётной мощности главных двигателей до 55000 л. с. (форсированной до 60000 л. с.) было признано необходимым установить 14 котлов.[Цветков с.56]
На балтийских КРЛ, первоначальным проектом предусматривалась установка котлов системы «Ярроу», но затем, по инициативе Морского министерства, (вопреки первоначальному проекту), так же на черноморских КРЛ предлагалась установка котлов системы «Долгополенко-Бельвиля». Однако, к концу 1913 г., в связи с официальным обоснованием целесообразности установки на черноморских КРЛ котлов системы «Ярроу», вопрос о типе котлов был окончательно разрешён в пользу котлов системы «Ярроу», как для черноморских, так и для балтийских КРЛ.(Цветков. стр: 78-80,85,127).
Особенности парокотельной установки КРЛ типа «Светлана» Ревельского завода:

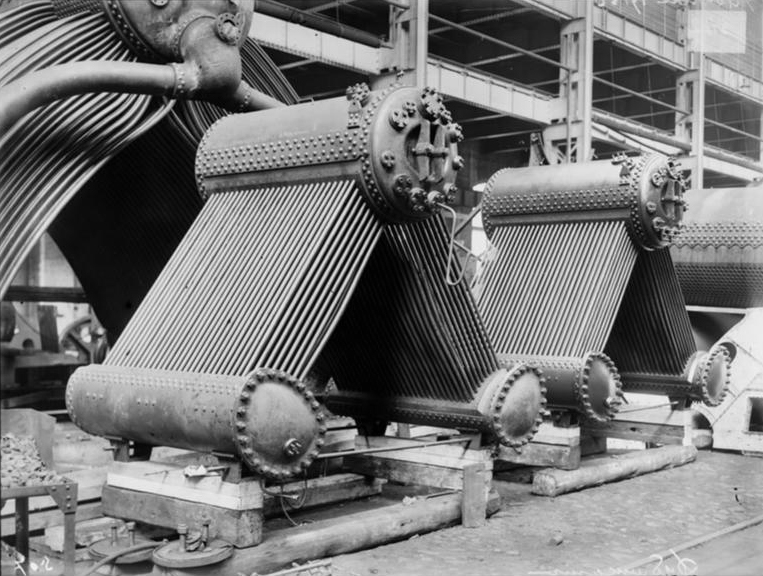
Части корабельных водотрубных паровых котлов «Ярроу» на Ревельском заводе. 1915 год

В семи котельных отделениях устанавливались 13 котлов типа «Ярроу-Вулкан», из них четыре универсальных и девять нефтяных, с рабочим давлением пара 17,0 кг/см2. В первом-носовом котельном отделении размещался один котёл, а в остальных — по два. Общая масса энергетической установки составляла 1950 т. Нормальный запас топлива около 370—500 т нефти и 130 т угля должны были обеспечить крейсеру 16-ч пробег при скорости 29,5 уз (470 миль) и 24-ч пробег при скорости 24,0 уз (575 миль). Метацентрическая высота КРЛ при указанной топливной нагрузке составляла 1,14 м. [Цветков с.127]
Особенности парокотельной установки КРЛ типа «Адмирал Бутаков» Путиловской верфи:
Как и на КРЛ Ревельского завода, устанавливались 13 котлов типа «Ярроу». Они размещались в семи котельных отделениях по два котла в каждом, за исключением первого машинного отделения, где был установлен только один котёл. Котлы полностью изготовлялись в мастерских Путиловской верфи. Общая готовность котлов для КРЛ «Адмирал Бутаков» к 1 октября 1914 г достигала 30,6 %. Вспомогательные механизмы для паровых котлов в большинстве своём поставлялись русскими предприятиями: питательные насосы — заводом «Борман, Шведе и К°» в Варшаве, нефтяные насосы и погрузочные насосы для нефти — фирмой «Крейтон и К°» в Або (ныне Турку), подогреватели питательной воды — предприятием «Ф.Круп» в Ревеле, испарители для пополнения питательной воды в котлах и опреснители питьевой воды, нефтяные форсунки для отопления котлов — заводам «Роберт Круг» и «Лангензиппен» в Петрограде. Заводы-поставщики оборудования, перегруженные другими заказами, работали неритмично и, как правило, срывали сроки изготовления заказов. Из иностранных фирм заказы для Путиловской верфи на изготовление главных воздушных насосов для холодильников выполнял завод «Вир» в Глазго. [Цветков с. 139]
Особенности парокотельной установки КРЛ типа «Адмирал Нахимов» южных заводов («Руссуд» и «Наваль»):
Котельная установка состояла из 14 нефтяных котлов типа «Ярроу», часть из которых была оборудована для комбинированного отопления. Котлы размещались попарно в семи котельных отделениях, в районе 37÷81-го шп. Общая нагревательная поверхность котлов составляла около 2800 м2. Для сжигания нефти котлы оборудованы форсунками Торникрофта. Удельный расход нефти на 1м2 нагревательной поверхности, при скорости 29,5 уз, не превышало 4,5 кг/ч. Рабочее давление пара в котлах было принято равным 17,5 атм. На антресолях котельных отделений размещались турбовентиляторы. Котельная установка была снабжена водоопреснительными аппаратами системы «Роберта Круга», для пополнения убыли котельной воды и средствами тушенния огня в топках. Для очистки котлов от золы и шлаков в котельных отделениях были установлены мусорные эжекторы системы генерал-майора Н. И. Ильина. Первая группа котлов (4 котла) обслуживалась носовой, вторая группа котлов (6 шт.) — средней и третья группа котлов (4 шт.) — кормовой дымовыми трубами. [Цветков с.94,95]
Особенности паротурбинной двигательной установки балтийских КРЛ типа «Светлана» Ревельского завода:
На КРЛ Ревельского завода (тип «Светлана») в соответствии со спецификацией предполагалось установить четыре ПТД системы «Кэртис-АЭГ-Вулкан» (разработки германской фирмы «Вулкан», получившей подряд на проектирование ЭУ для балтийских КРЛ) по аналогии с эскадренными миноносцами типа «Новик», заложенными на этом заводе. По принципу работы эти ПТД относились к смешанному (комбинированному — активно-реактивному) типу. ПТД этого типа выпускались серийно германским заводом «Вулкан». Каждый ПТД снабжался четырьмя активными рабочими колёсами типа «Кэртиса» и укороченным барабаном активно-реактивной части. Одиночный ПТД должен был развить проектную мощность переднего хода 10700 л. с. (фактическая действительная форсированная мощность составила около 14000 л. с.), расчётная частота вращения 650 об/мин, начальное давление пара перед соплами — 14 кг/см2. Турбина заднего хода (ТЗХ), помещалась в отдельном корпусе, который примыкал непосредственно к заднему торцу корпуса турбины переднего хода (ТПХ) и скреплялся с ним фланцевым разъёмом. Мощность ТЗХ составляла около 35 % мощности ТПХ. Корпус ТПХ имели единую горизонтальную плоскость разъёма с корпусом ТЗХ и состоял из стальной передней части высокого давления и чугунной задней части низкого давления. Все четыре ПТД, установленные на балтийском КРЛ, были совершенно автономны, каждый ПТД представлял собой отдельный агрегат, приводящий во вращение свой гребной вал. Два носовых ПТД вращали правый и левый внешние гребные валы, два кормовых ПТД — вращали левый и правый средние гребные валы. Такая компоновка ПТД обеспечивала кораблю высокую манёвренность и высокую живучесть энергетической установки, а также примерно одинаковую длину гребных валов. Свежий пар к ТПХ подводился через три сопловые коробки, расположенные в верхней половине корпуса. На всех трубопроводах подвода пара к сопловым коробкам, были установлены сопловые клапаны, обеспечивающие возможность использовать ТПХ на малых ходах в качестве маневровых, при полностью открытом главном маневровом клапане. ТПХ состояла из четырёх активных рабочих колёс Кэртиса одинакового диаметра и активно- реактивного барабана с 30-ю ступенями. Парциальность впуска пара на всех рабочих колёсах различалась и могла изменяться от 0,2 на первом колесе до 1,0 на последнем. Активное рабочее колесо ТЗХ было изготовлено как одно целое с барабаном. При наличии барабанов ПТД не имели думмисов, при этом, упорное (осевое) давление, благодаря специальным принятым мерам, в значительной мере уравновешивалось как на переднем, так и на заднем ходу. В соответствии со спецификацией турбинная установка в целом при суммарной мощности на переднем ходу 50000 л. с. должна была обеспечить скорость 29,5 уз. На заднем ходу суммарная мощность ПТД составляла около 20000 л. с. [Цветков с.125, 126, 127]
Особенности паротурбинной двигательной установки балтийских КРЛ типа «Адмирал Бутаков» Путиловской верфи:
Путиловские КРЛ типа «Адмирал Бутаков», в отличие от Ревельских КРЛ типа «Светлана», должны были оснащаться паротурбинными двигателями (ПТД) системы Парсонса, включённых в классическую четырёхвальную одноимённую схему, в то время широко применяемую на военных кораблях большого и среднего водоизмещения. Две турбины высокого давления переднего и заднего хода (ТВДПХ и ТВДЗХ) — вращали два внешних (бортовых) гребных вала и размещались в носовых турбинных отделениях правого и левого бортов. Две турбины низкого давления переднего и заднего хода (ТНДПХ) — вращали средние гребные валы, размещались в кормовых машинных отделениях правого и левого бортов. Турбины крейсерского хода, обычно присущие схемам Парсонса, на КРЛ типа «Адмирал Бутаков» не устанавливались. Наиболее характерным отличием данной схемы от других схем турбинных установок Парсонса было то, что ТВД и ТНД располагались в разных машинных отделениях, разделённых водонепроницаемыми переборками. При этом, каждый ПТД мог работать автономно независимо от остальных. При работе всех четырёх ПТД свежий пар от манёвренного клапана поступал в обе ТВДПХ, откуда направлялся в соответствующие им турбины ТНДПХ, а затем отводился в главные холодильники. При выходе из строя кормовых ТНД, отработавший пар их ТВД имел возможность непосредственно попадать в главные холодильники, минуя отказавшие ТНД. Кормовая группа ТНД также могла работать самостоятельно, в случае вывода из действия носовых турбин. Для этого предусматривался специальный аварийный трубопровод, по которому свежий пар из главной паровой магистрали поступал через аварийные клапаны непосредственно в ТНДПХ или ТНДЗХ. Свежий пар дросселировался до расчётного давления на входе в ТНД. В состав каждой ТВД входили два активных рабочих колеса системы «Кэртис» — переднего хода (РКПХ) и заднего хода (РКЗХ), барабаны с реактивными лопатками, думмисы и концевые валы. ТВДПХ и ТВДЗХ располагались в стальном корпусе. ТНД были чисто реактивными и состояли из двух барабанов ПХ и ЗХ, концевых валов и других устройств. Отдельный корпус ТНДЗХ непосредственно примыкал к ТНДПХ. Оба корпуса выполнялись из чугуна и имели общую горизонтальную плоскость разъёма. Каждый ПТД был рассчитан на развитие максимальной мощности около 14000 л. с. Расчётная мощность ТЗХ составляла 45 % мощности ТПХ. Сборка и регулировка всех частей ПТД производились в мастерских Путиловской верфи. [Цветков с. 138]
Особенности паротурбинной двигательной установки черноморских КРЛ типа «Адмирал Нахимов»:
В соответствии с утверждённым эскизным проектом (совместная разработки РСО, ОНЗиВ и фирмы «Дж. Браун»), на черноморских КРЛ типа «Адмирал Нахимов» были установлены четыре абсолютно автономных и идентичных ПТД системы «Парсонс», спроектированных и изготовленных английской фирмой «Дж. Браун», суммарной расчётной нормальной мощностью 55000 л. с., и форсированной мощностью до 60000 л. с., с максимальной частотой вращения всех четырёх винтовых валов 450 об/мин. Каждый ПТД имел по два активных рабочих колёса (РК) типа «Кэртис» — одно РК в турбине переднего хода (ТПХ) и одно РК в турбине заднего хода (ТЗХ). В отличие от классической реактивной турбины системы «Парсонс», активно-реактивные ТПХ и ТЗХ с РК типа «Кэртис», по принципу работы и конструктивному исполнению, в значительной степени были аналогичны активно-реактивной турбине системы «Броун-Бовери-Парсонс», производившейся в Мангейме и Бадене. На малых ходах, экономичная работа каждой ТПХ обеспечивалась индивидуальными байпасными регуляторами переднего хода. Каждый ПТД был снабжён индивидуальным холодильником. В турбинных отделениях размещались также два дополнительных холодильника, обеспечивающих работу вспомогательных механизмов. В процессе проектирования параметры ПТД (диаметры РК и барабанов ТПХ и ТЗХ, число ступеней и лопаток), были определены с учётом обеспечения заданных: располагаемого объёма и площади машинных отделений, общей массы механизмов, расхода пара и потребной мощности — для обеспечения заданных скоростей переднего и заднего хода корабля. По расчётам специалистов фирмы «Дж. Браун», выполненных под руководством инженеров Блэка и Хэтчиона, каждая активно-реактивная ТПХ должна была иметь одно активное РК типа «Кэртис» — диаметром 2590 мм с четырьмя рядами активных лопаток и барабан диаметром 2160 мм с 72 рядами реактивных лопаток. Средняя окружная скорость лопаток РК ТПХ составляла 65 м/с. Удельный расход пара при принятых размерах ТПХ и нормальной частоте вращения РК (450 об/мин) составил около 12 3/4 английских фунтов (5,8 кг) на 1 л. с. Для впуска пара в ТПХ при нормальной мощности 55000 л. с. потребовалось 44 сопла, а при максимальной мощности 60000 л.с — 48 сопел. Параметры ТЗХ были определены с учётом обеспечения заданной мощности, равной 45 % от мощности ТПХ. ТЗХ состояла из одного активного РК типа Кэртис тех же размеров, что и РК ТПХ, и укороченного барабана диаметром 1524 мм с 15 рядами реактивных лопаток, разделённых на четыре ступени. С учётом относительной «тихоходности» активно-реактивной ТПХ (наибольшая частота вращения ротора (450 об/мин) равная частоте вращения гребного вала — в целях повышения КПД гребного винта), повышение КПД ТПХ достигалось, путём увеличения окружной скорости вращения лопаток в пределах 45÷75 м/с, за счёт максимально возможного увеличения диаметров барабана и РК (с учётом располагаемых объёмов машинных отделений). Для сокращения количества ступеней (по условиям габарита машинных отделений) разработчики турбины вынужденно отклонились от оптимальных соотношений окружных скоростей РК к скорости истечения пара из сопел. Большой диаметр активных РК «Кэртис» и реактивных барабанов ТПХ обусловили уменьшение высоты лопаток первых реактивных ступеней и, соответственно — снижение расхода пара, отчего возросли относительная величина протечек пара через радиальные зазоры реактивных ступеней и потери в соплах у активных ступеней. Всё это снижало КПД турбин и требовало принятия взвешенных компромиссных решений. Главные механизмы черноморских КРЛ состояли из четырёх паро-турбинных двигателей (ПТД) системы «Парсонса» с активными рабочими колёсами типа «Кэртиса», вращающих четыре гребных вала. ПТД располагались в двух носовых (81÷92-й шп.) и двух кормовых (92÷104-й шп.) машинных отделениях. Носовые ПТД вращали левый и правый бортовые гребные валы, а кормовые ПТД — левый и правый средние гребные валы, при этом длина линий гребных валов была примерно одинаковой. Каждый ПТД имел свой холодильник с циркуляционными насосами и комплект вспомогательных механизмов. Это давало возможность каждому ПТД работать независимо от других, что в целом обеспечивало высокую живучесть турбинной установки. Турбинная установка в форсированном режиме развивала суммарную мощность до 60000 л. с. [Цветков с.83,84,85, 95]

## Представители
| Название                                                | Судоверфь                                                                                | Закладка                                                | Спуск на воду                                           | Вступление в строй                                                                                         | Исход |
| Корабли постройки северных верфей, для Балтийского моря | Корабли постройки северных верфей, для Балтийского моря                                  | Корабли постройки северных верфей, для Балтийского моря | Корабли постройки северных верфей, для Балтийского моря | Корабли постройки северных верфей, для Балтийского моря                                                    | Корабли постройки северных верфей, для Балтийского моря                                                    |
| ------------------------------------------------------- | ---------------------------------------------------------------------------------------- | ------------------------------------------------------- | ------------------------------------------------------- | --- | --- |
| Светлана / Профинтерн / Красный Крым                    | Русско-Балтийское судостроительное и механическое акционерное общество, Ревель           | 11 ноября 1913                                          | 28 ноября 1915                                          | 1 июля 1928                                                                                                | учебный крейсер с ноября 1954, разобран на металл в 1960-х                                                 |
| Адмирал Бутаков / Ворошилов                             | Путиловская верфь, Петербург                                                             | 29 ноября 1913                                          | 23 июля 1916                                            | не достроен, разобран на металл в 1950-х                                                                   | не достроен, разобран на металл в 1950-х                                                                   |
| Адмирал Спиридов                                        | Путиловская верфь, Петербург                                                             | 16 ноября 1913                                          | 27 августа 1916                                         | достроен в 1926 в качестве танкера «Грознефть». Погиб в Азовском море во время Великой Отечественной войны | достроен в 1926 в качестве танкера «Грознефть». Погиб в Азовском море во время Великой Отечественной войны |
| Адмирал Грейг                                           | Русско-Балтийское судостроительное и механическое акционерное общество, Ревель           | 24 ноября 1913                                          | 26 ноября 1916                                          | достроен в 1926 в качестве танкера «Азнефть». Затонул в порту Туапсе во время шторма                       | достроен в 1926 в качестве танкера «Азнефть». Затонул в порту Туапсе во время шторма                       |
| Корабли постройки южных верфей, для Чёрного моря        |                                                                                          |                                                         |                                                         | | |
| Адмирал Нахимов / Червона Украина                       | Руссуд, Николаев Объединение Николаевских государственных заводов им. А. Марти, Николаев | 18 октября 1913                                         | 25 октября 1915                                         | 21 марта 1927                                                                                              | потоплен германской авиацией 13 ноября 1941, поднят 3 ноября 1947, потоплен как мишень                     |
| Адмирал Лазарев / Красный Кавказ                        | Руссуд, Николаев Объединение Николаевских государственных заводов им. А. Марти, Николаев | 18 октября 1913                                         | 15 мая 1916                                             | 25 января 1932                                                                                             | потоплен как мишень 21 ноября 1952                                                                         |
| Адмирал Истомин                                         | Руссуд, Николаев                                                                         | июль 1914                                               | не достроен, разобран на стапеле в 1927 году            | не достроен, разобран на стапеле в 1927 году                                                               | не достроен, разобран на стапеле в 1927 году                                                               |
| Адмирал Корнилов                                        | Руссуд, Николаев                                                                         | июль 1914                                               | не достроен, разобран на стапеле в 1927 году            | не достроен, разобран на стапеле в 1927 году                                                               | не достроен, разобран на стапеле в 1927 году                                                               |